# Altstadt (Schweinfurt)
Die Altstadt umfasst das vom Mittelalter bis heute ständig bebaute Gebiet in der kreisfreien Stadt Schweinfurt. Sie ist deshalb nicht mit dem sogenannten Dorf Altstadt zu verwechseln. Ihre Zuordnung als eigener Stadtteil für amtlich-statistische Zwecke bleibt unklar, wo sie als Bezirk 11 geführt wird (siehe: Schweinfurt, Stadtgliederung).
Die Altstadt ist von der in längeren Abschnitten noch erhaltenen Schweinfurter Stadtbefestigung und Grünanlagen umgeben. Der älteste, vor der Stadterweiterung angelegte Teil der Altstadt, mit Marktplatz und Straßenkreuz, bildet eine klassische mittelalterliche Stadtanlage, weshalb es sich wahrscheinlich um eine Gründungsstadt handelt. Vermutlich ließ sie Kaiser Friedrich I., Barbarossa im 12. Jahrhundert als Civitas Imperii (Reichsstadt) anlegen, in Konkurrenz zur bereits bestehenden weiter östlich gelegenen Siedlung, dem Dorf Altstadt. Die Reichsstadt Schweinfurt wurde von König Wilhelm von Holland 1254 erstmals urkundlich bestätigt.
Die Schweinfurter Altstadt blieb, wie auch die übrigen Stadtgebiete außerhalb des Industriegebietes, im Zweiten Weltkrieg zu 60 % erhalten, entgegen landläufiger Meinungen und Angaben überregionaler Veröffentlichungen, die oft von schweren Zerstörungen sprechen.

## Lage
Die Altstadt liegt am nördlichen Mainufer und hat auch im Osten, mit dem Tal des Marienbachs, eine natürliche Grenze. Sie liegt auf ca. 220 bis 225 m ü. NN, auf einem hochwasserfreien Sockel, ca. 12 bis 17 Meter über dem zur Großschifffahrtsstraße (Rhein-Main-Donau-Kanal) angestauten Main, dessen Wasserspiegel hier auf 207,6 m ü. NN liegt.
| Innenstadt-Nord                      | Nördlicher Stadtteil                        | Klingenbrunn (Nördlicher Stadtteil)      |
| Innenstadt-West                      | Kompassrose, die auf Nachbargemeinden zeigt | Nordöstlicher Stadtteil Bahnhof SW-Stadt |
| Stadtgalerie Bahnhaltepunkt SW-Mitte | Hafen-Ost                                   | Wehranlagen (Stadtpark)                  |

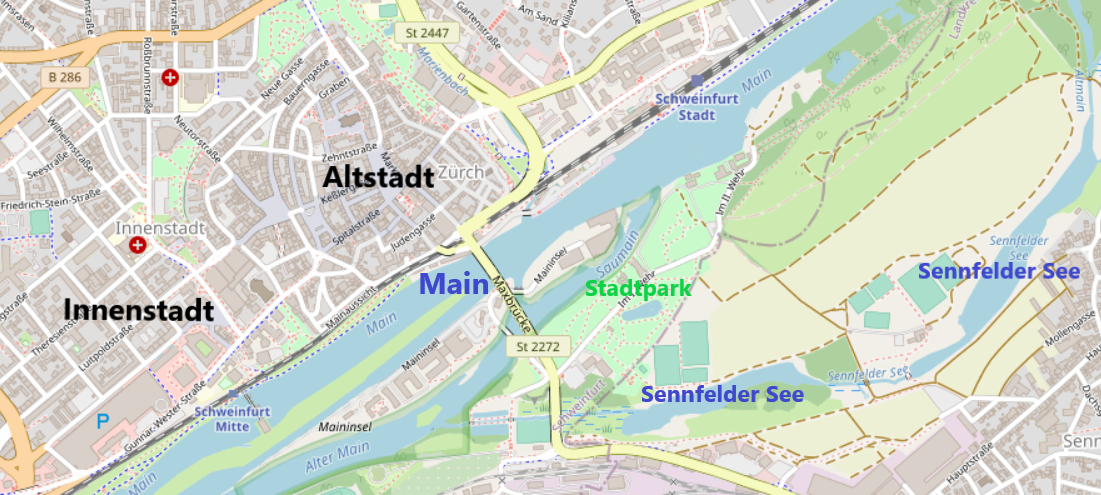
Lage der Altstadt am Maintal
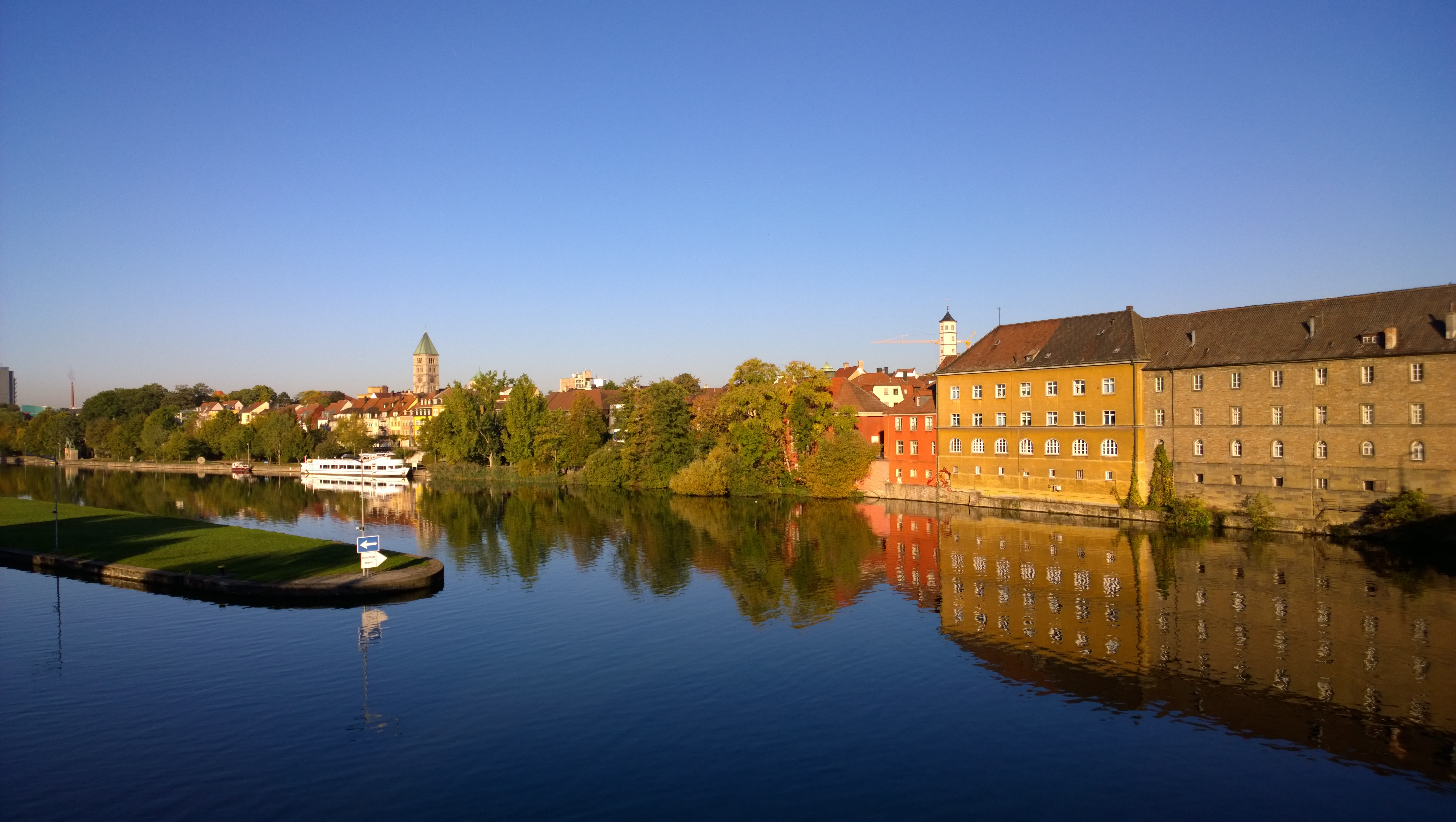
Blick über den Main auf die Altstadt 2015

## Bevölkerung

### Einwohnerentwicklung
| Datum                                                                                           | Einwohner Altstadt |
| ----------------------------------------------------------------------------------------------- | ------------------ |
| 1800                                                                                            | 6.045 1            |
| 1. Dezember 1840                                                                                | 7.766 2            |
| 1868                                                                                            | 9.748 3            |
| 1. Dezember 1871                                                                                | 10.840 2           |
| 31. Dezember 2015                                                                               | 2.529 1            |
| 31. Dezember 2022                                                                               | 2.898 1            |
| 1 Angabe der Stadt Schweinfurt2 Volkszählung bzw. Zensus3 Angabe in Damals in Schweinfurt. S. 8 |                    |

Bei der Reichsgründung 1871 hatte die Altstadt, die damals im Wesentlichen nur von kleineren Fabriken und Industriellen-Villen umgeben war, etwa 10.000 Einwohner, was einer Bevölkerungsdichte von 25.000 Einwohnern pro Quadratkilometer entspricht. Die Einwohnerzahl der Altstadt war bis dahin nahezu identisch mit der der ganzen Stadt. In den ersten Jahrzehnten nach dem Zweiten Weltkrieg lebten noch etwa 5.000 Menschen in der Altstadt auf einer Fläche von 0,4 km², genauso viele wie damals beispielsweise in der City of London (1951: 5.324 Einwohner auf einer Fläche von 2,9 km²). 2015 hatte die Altstadt nur noch 2.500 Einwohner, während zum Vergleich in der nur wenig größeren Altstadt von Frankfurt am Main (0,48 km²) 3.937 Menschen wohnten. In den darauffolgenden Jahren wuchs infolge der Schweinfurter Altstadtsanierung die Einwohnerzahl wieder auf 2.898.

### Sozialstruktur
| Status 31. Dez. 2022                              | Altstadt (Bezirk 11) | Gesamtgebiet Schweinfurt |
| ------------------------------------------------- | -------------------- | ------------------------ |
| Deutsche                                          | 69,5 %               | 77,4 %'                  |
| Ausländer                                         | 30,5 %               | 22,6 %                   |
| Anteil Doppelstaatler (von der Gesamtbevölkerung) | 8,7 %                | 17,1 %                   |

Die Sozialstruktur der Altstadt widerspiegelt die Nachkriegsgeschichte des Gemeindeteils. Die relativ wenigen Wohnungen in dem von Geschäftshäusern dominierten Gebiet waren in den Nachkriegsjahrzehnten von meist sehr niedrigem Standard. Das alteingesessene Bürgertum hatte die Altstadt nahezu vollständig verlassen und der Anteil von Ausländern stieg infolge günstigem Wohnraum stark an. Seit der Altstadtsanierung, die in den 1980er Jahren begann, bekam dieses Gebiet einen völlig anderen Charakter mit attraktiven Altstadtwohnungen. Deutsche zogen wieder zu, aber für Spätaussiedler (meist Doppelstaatler), die ebenfalls in den 1980er Jahren in die Stadt kamen, war der sanierte Wohnraum der Altstadt meist zu teuer. Das erklärt den scheinbaren Widerspruch bei Migranten mit überproportionalem Ausländeranteil und stark unterproportionalem Anteil von Doppelstaatlern.

## Übersicht

### Altstadtpläne
Vom 17. bis zum 19. Jahrhundert blieb die Altstadt einschließlich der umgebenden Befestigungsanlagen nahezu unverändert. Auch das Umfeld blieb unbebaut. Dies ist aus den beiden Plänen ersichtlich (Gründe hierzu siehe: Stillstand in der Barockzeit).

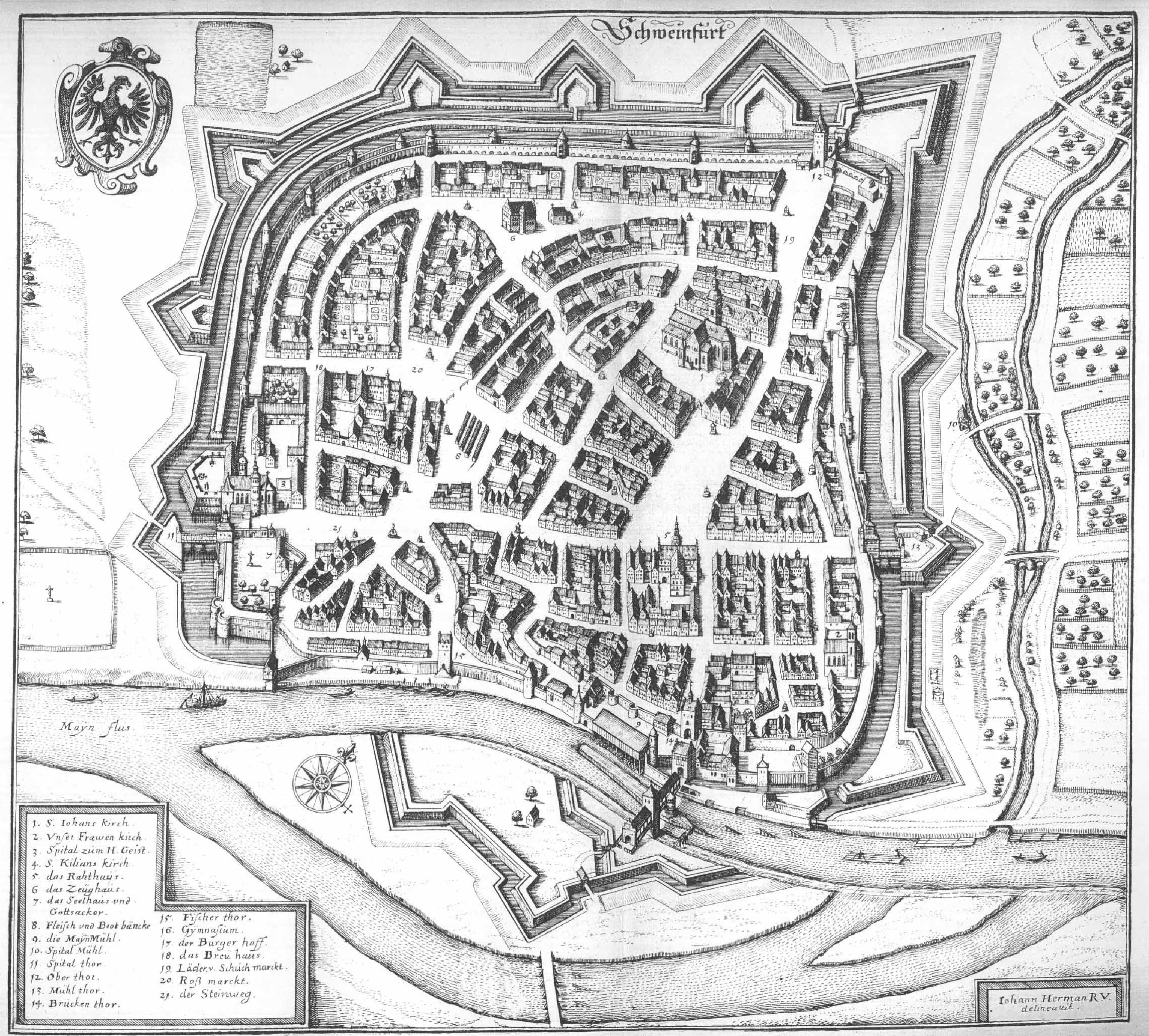
Reichsstadt Schweinfurt. Matthäus Merian 1656
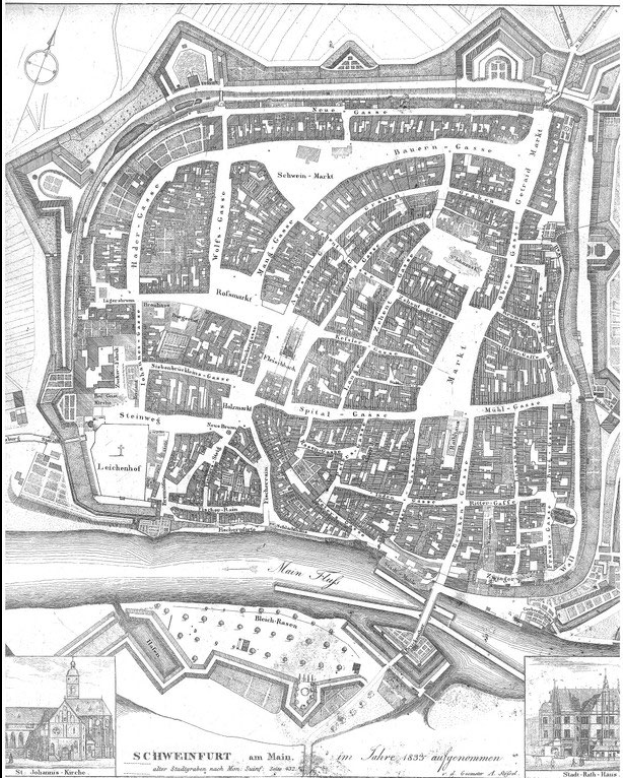
Katasterplan Schweinfurt 1833

### Quartiere am Main

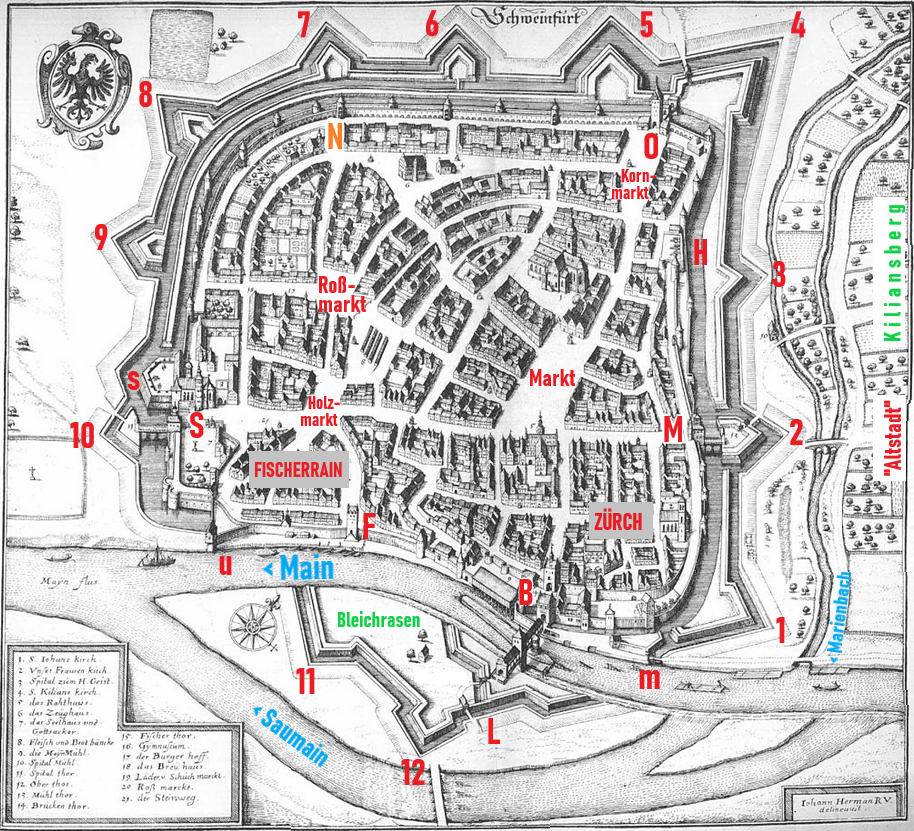
Reichsstadt Schweinfurt. M. Merian 1656.
1–12 Schanzen, B Brückentor, F Fischertor, H Hauptwache, L Lünette, M Mühltor, m Mainbastion (heute Stadtstrand), N Neutor, O Obertor, S Spitaltor, s Spitalbastei, u Untere Mainschanze

Im Süden der Altstadt, am Main, liegen drei sanierte Altstadtquartiere unterschiedlichen Charakters. Mainabwärts (von Ost nach West) sind das:
- Zürch: Innere Altstadt (ältester Teil) einstiges Burgenviertel (auf beiden Plänen in der rechten unteren Ecke)
- Ehemaliges Gewerbeviertel: Innere Altstadt (auf beiden Plänen in der unteren Mitte)
- Fischerrain: Fischersiedlung unbekannten Alters und Ursprungs (auf beiden Plänen in der linken unteren Ecke)

### Marktplätze und Handel
Schweinfurt gilt als Stadt der Plätze. Die Viehmärkte zählten zu den bedeutendsten Deutschlands (siehe: Roßmarkt). Die Stadt besaß ein großes ländliches Einzugsgebiet und war auch ein wichtiges regionales Handelszentrum mit mehreren Marktplätzen, in einem fruchtbaren Umland (heute Lebensmittelindustrie und Lebensmittellogistik: Carl Kühne KG, Meßmer Tee, Edeka, Malzfabriken u. a. m.). Auch Weinbau, Weinhandel, Brauereien und Gastronomie waren einst von wirtschaftlicher Bedeutung (siehe: Schweinfurt, Weinbau).
Wochenmarkt wird in der Altstadt nur noch auf dem Markt (Hauptmarkt) am Alten Rathaus abgehalten. Einstmals gab es fünf Marktplätze:
- Markt (Hauptmarkt, umgangssprachlich: „Marktplatz“)
- Albrecht-Dürer-Platz, einstiger Name: „Holzmarkt“ ¹, Anfang des 20. Jahrhunderts auch ein Geschirrmarkt
- Am Zeughaus (Zeughausplatz) einstiger Name: „Schweinmarkt“ ¹
- Kornmarkt, einstiger Name: „Getreidmarkt“ ¹, zuvor: „Salzmarkt“ ², vor 1806 ein Leder- und Schuhmarkt ²
- Roßmarkt, einstiger Name: „Viehmarkt“ ²

¹ im Katasterplan von 1868 ² Peter Hofmann: schweinfurtfuehrer.de

Marktplätze
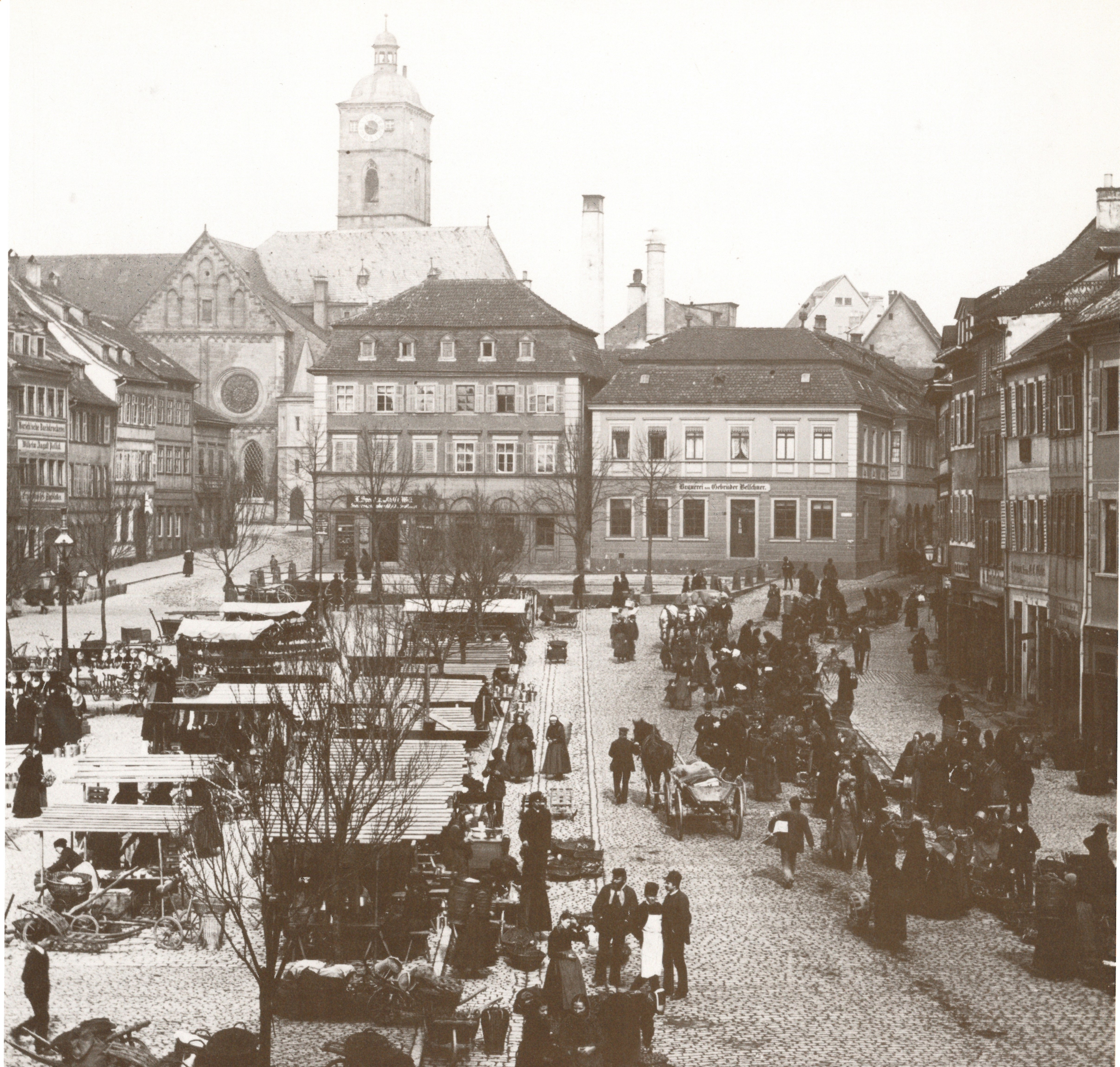
Markt (Hauptmarkt). mit Wochenmarkt. Um 1891
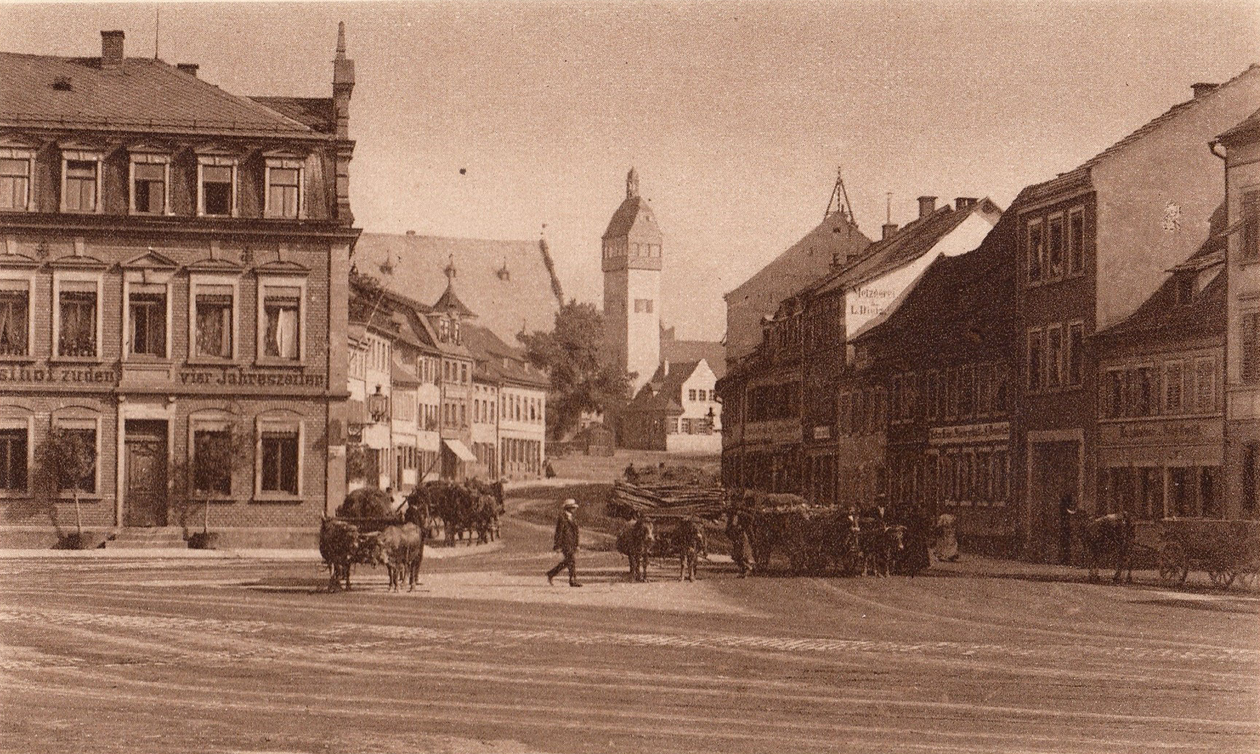
Roßmarkt (vor 1868: Viehmarkt). Hinten der Schweinmarkt (heute: Am Zeughaus). Vom Zeughaus sieht man nur das Dach. Rechts Schlauchturm der Feuerwache. Nach 1907
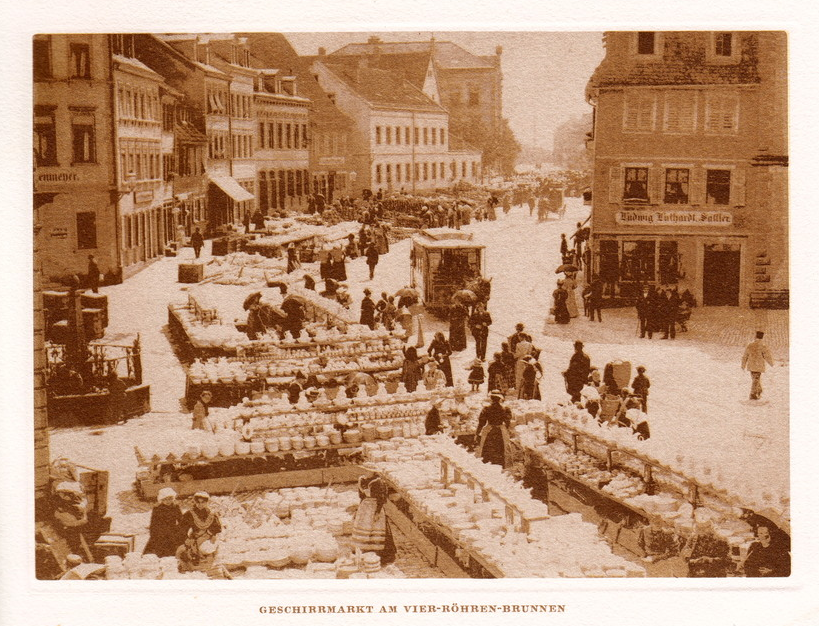
Holzmarkt (heute: Albrecht-Dürer-Platz) mit Geschirrmarkt; Blick in den Steinweg (heute: Schultesstraße). Vor 1922

### Heutiges Stadtbild

#### Altstädtisches Flair im Osten
Das historische Stadtbild blieb um den Marktplatz (Hauptmarkt) weitgehend erhalten. Das Gebiet besteht im Kernbereich aus Fußgängerzonen oder ist verkehrsberuhigt und besitzt eine hohe Aufenthaltsqualität (Sitzbereiche, Straßencafés). Die Altstadtsanierung ist hier abgeschlossen.

#### Gemischte Strukturen in der Mitte
Der Roßmarkt und die nähere Umgebung entwickelten sich in den 1960er Jahren, infolge der Verlegung des Stadtbusbahnhofs vom Markt zum Roßmarkt, zu einem Citygebiet – als zweites Zentrum neben dem Marktplatz. Das führte zu einem ungeordneten Stadtbild, mit einer Mischung aus altfränkischen Kleinstadthäusern und größeren Geschäftsbauten.

#### Citygebiet im Westen
Der ganz im Westen der Altstadt liegende Jägersbrunnen ist ein von den 1960er und 1970er Jahren geprägtes Citygebiet. Es hatte seine Blütezeit von den 1970er bis zu den 2000er Jahren, mit zwei nebeneinanderliegenden Kaufhäusern.

## Baugeschichte

### Stadtgründung um 1200
Die Reichsstadt wurde in der Regierungszeit der Staufer (1138–1254) vermutlich als Gründungsstadt angelegt. Mit dem Bau der St.-Johannis-Kirche wurde bereits vor 1200 begonnen. St. Johannis war zunächst eine von Gaden umgebene Kirchenburg mit Friedhof. Reste der Stadtmauer, die eng um den Nord- und Westbereich der Kirche verliefen, wurden 1258 erstmals urkundlich erwähnt. Die Kirchenburg schützte die neue Stadt von Norden, wo es keine natürlichen Hindernisse gab.

Früheste Stadtansichten
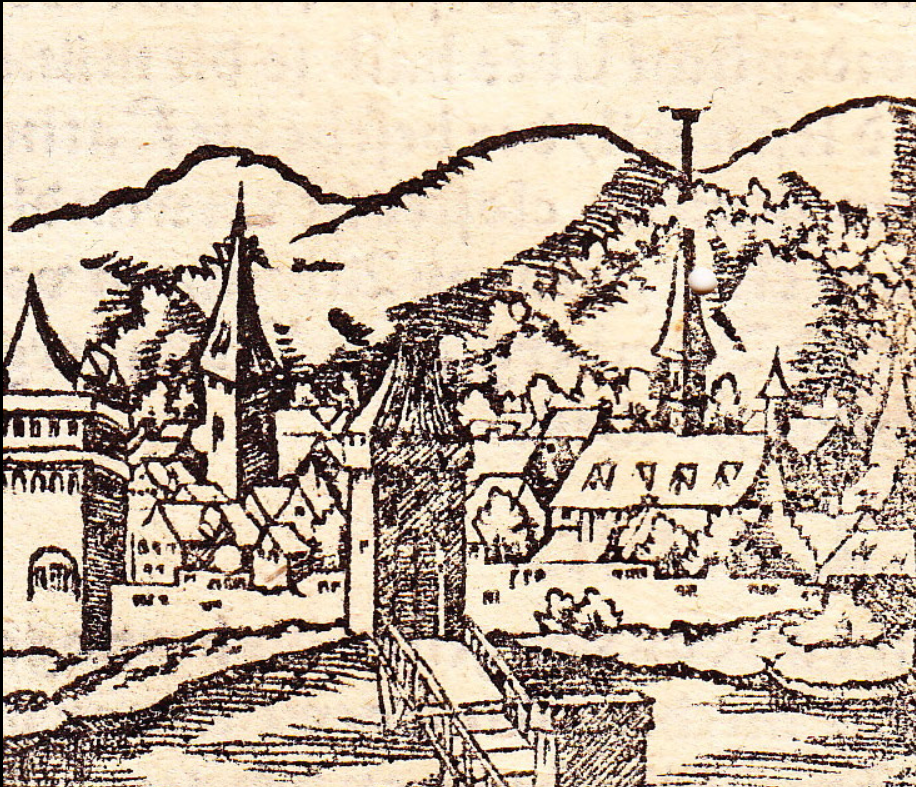
Einzige bekannte Ansicht vor dem „Zweiten Stadtverderben“ (Zweiter Markgrafenkrieg 1554), von Süden mit Mainbrücke und Brückentor, links Fischertor und rechts St. Johannes. Dahinter Schweinfurter Rhön (überhöht dargestellt). Cosmographia von Sebastian Münster 1550
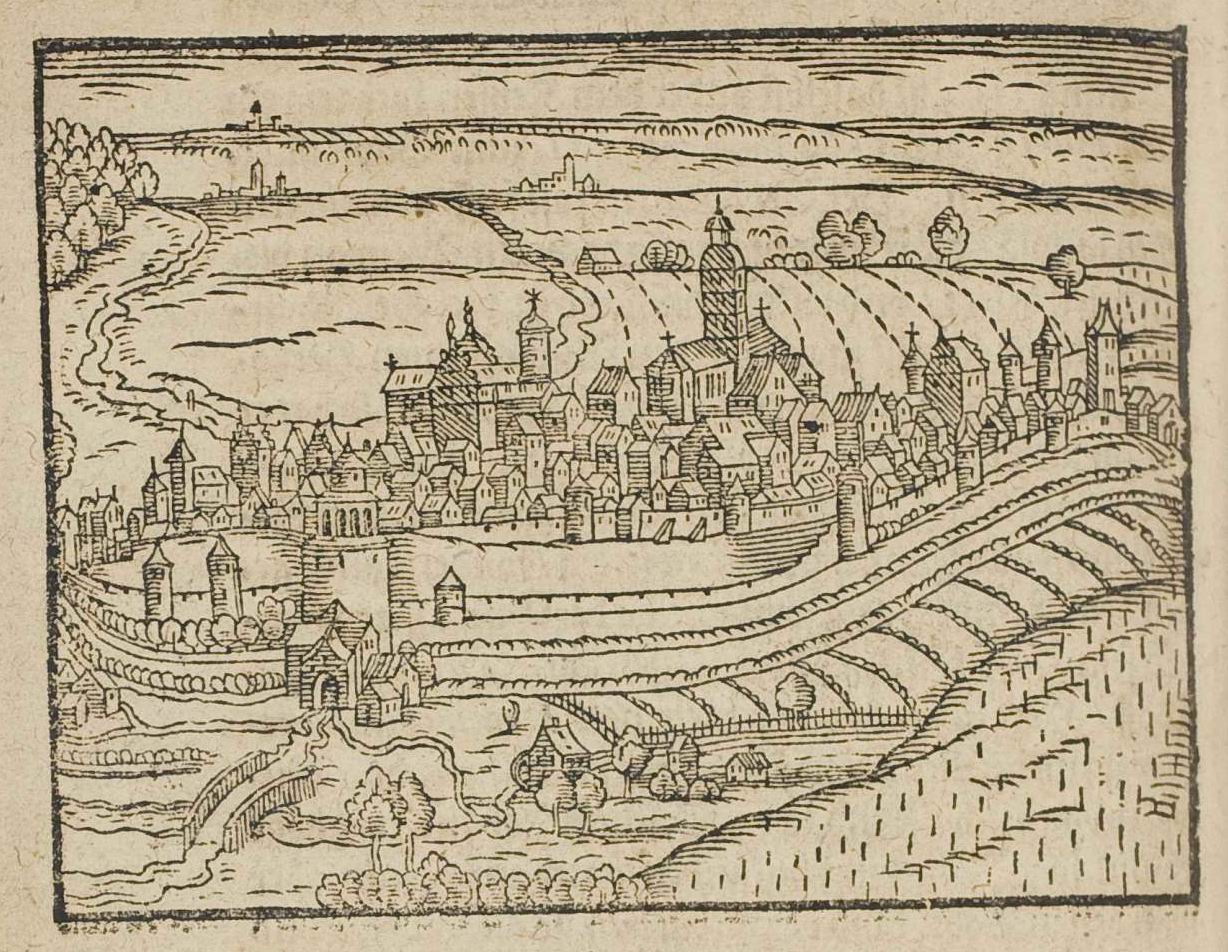
Ansicht nach dem abgeschlossenen Wiederaufbau, von Osten mit Marienbach und Mühltor, dahinter Rathaus und rechts St. Johannes. Die beiden erstgenannten Bauten waren im Krieg völlig zerstört und die Kirche stark beschädigt worden. Theatrum Urbium von Abraham Saur 1610

### Grundsätze Hochmittelalterlicher Stadtplanung
Die Altstadt weist, abgesehen vom Straßenkreuz um den Marktplatz, auf keine Planung vom Reißbrett hin. Nach Forschungen von Klaus Humpert und Erwin Reidinger seien mittelalterliche Städte auf dem Reißbrett geplant worden, jedoch hätten die Planer keine langweiligen Reißbrettstrukturen antiker Städte gewollt. Die auf den ersten Blick verwinkelten, mittelalterlichen Stadtanlagen seien nicht mangels damaliger Fähigkeiten (Administration, Planung, Vermessung) zufällig entstanden, sondern seien beabsichtigt gewesen. Man habe auf Grundlage einer ausgeklügelten Geometrie geplant, in der auch Maßeinheiten und sogar Zahlensymbolik eine Rolle spielten. Der Schweinfurter Marktplatz besitzt einen geometrischen Grundriss, mit einer Geraden im Westen und einem Kreisbogen im Osten.
Die Stadtplaner des Mittelalters schufen gekrümmte bzw. bogenförmige Straßenfronten mithilfe geknickter Linien. Schnurgerade Hausfronten wurden mit kleineren Knicken zum Nebenhaus aneinander gereiht. Innerhalb eines Straßenzugs mit geschlossener Bebauung vermied man Vor- oder Rücksprünge in der Bauflucht, damit keine Schmutzecken entstanden. Überall in Deutschland sieht man dieses Prinzip der wenig erforschten mittelalterlichen Stadtplanung. Dies erkennen moderne Architekten meist nicht und stören die klare Abfolge der Fassaden durch Rücksprünge (wie auf dem rechten Bild am Straßenende). Heute vorhandene Rücksprünge entstanden durch spätere Straßenverbreiterungen, wie in der östlichen Kesslergasse.
Eckhäuser nach Seitengassen wurde öfters vor die Baulinien breiterer Hauptstraßen geschoben, damit ein abgeschlossener, windgeschützter Straßenraum entstand. So einst in der Spitalstraße beim Eckhaus nach dem Kronengäßchen (siehe rechtes, unteres Bild). Auch die gegenüberliegende (linke) Häuserflucht war einstmals am Ende vorgesetzt, damit ein langgezogener, abgeschlossener Platzraum entstand. Da hier keine Seitengasse vorhanden ist, wurde nach oben beschriebenem Prinzip die Straße mithilfe eines hier besonders starken Knick in der Bauflucht verengt, statt eines unerwünschten Vorsprungs.
Zudem vermied man Kreuzungen von Gassen in Hauptwindrichtung durch einen kleinen Versatz der Quergassen. So in der Langen Zehntstraße (einst: Lange Zehentgasse) bei der querlaufenden Keßlergasse und der Zehntstraße (einst: Zehentgasse), damit der Westwind nicht auf den Marktplatz bläst. In der modernen Stadtplanung mit zugigen Plätzen und Straßen bleibt dieser Aspekt unberücksichtigt.
Öffentliche Gebäude wurden in Szene gesetzt. Der Marktplatz verbreitert sich zum Rathaus hin. Blickachsen weisen auf Kirchtürme, wie die Brückenstraße zur St.-Johannis-Kirche oder die Spitalstraße zur ehemaligen Spitalkirche (siehe rechtes Bild) bzw. zur heutigen Heilig-Geist-Kirche. Der Markt öffnet sich zum Turm der St.-Johannis-Kirche. Auch wollte man dem Passanten ein Erlebnis bieten, im Gegensatz zu geraden Fluchten antiker und moderner Planungen sollte er nicht sofort alles überschauen. So öffnen sich beim Gang über die Markt-Ostseite und durch die anschließende Obere Straße immer neue Blicke.
In der Reichsstadt mit frühdemokratischen Ansätzen waren Paläste nicht erwünscht. Adelige durften nicht mit Bürgerrecht in der Stadt wohnen. Die Reichsburg in der Altstadt wurde bereits 1427 abgebrochen (siehe Zürch).

Grundsätze Hochmittelalterlicher Stadtplanung
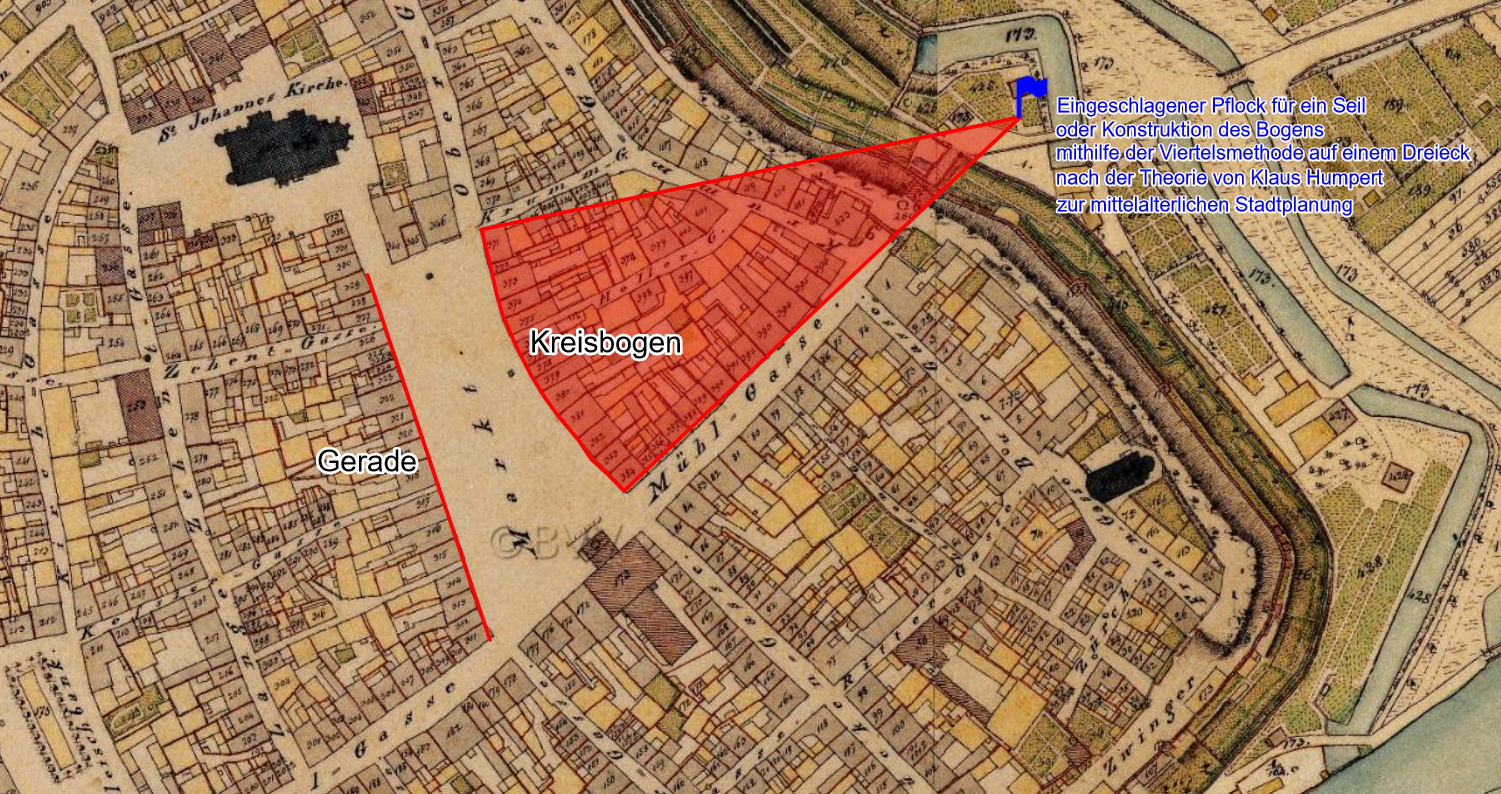
Geometrische Planung. Marktplatz
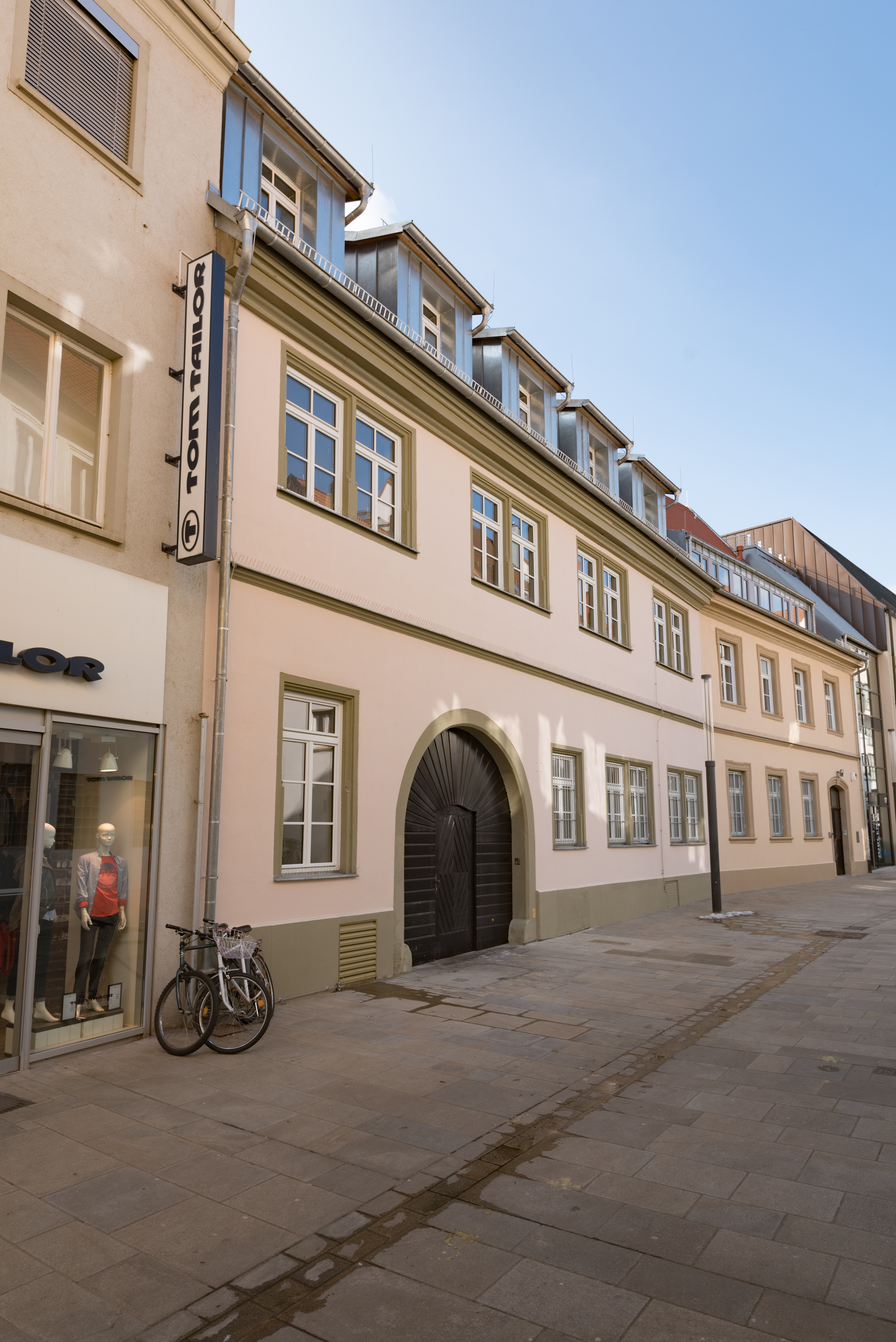
Bogenbildung durch gerade Hausfronten, mit Knicken zu den Nachbarhäusern
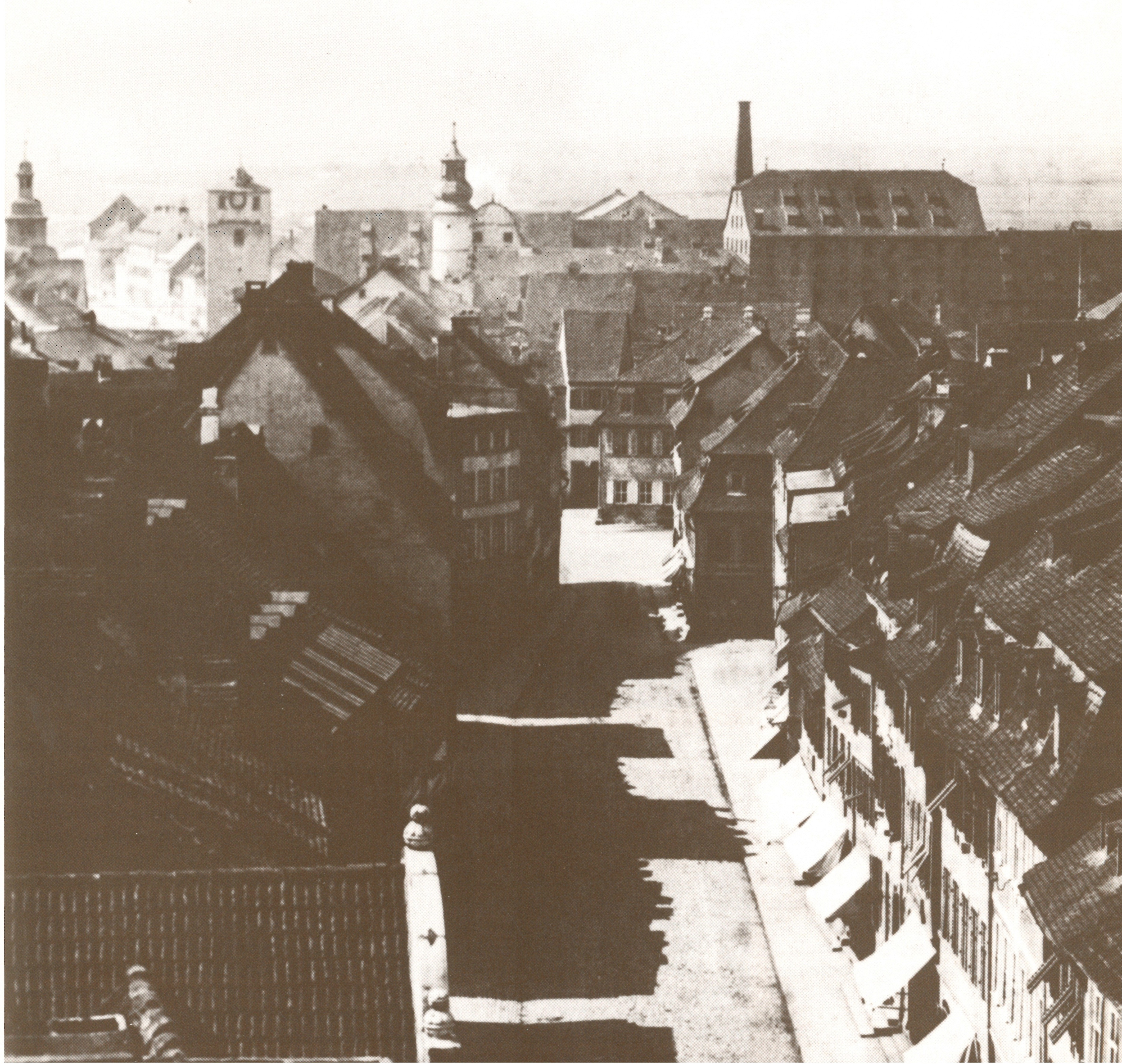
Straße mit am westlichen Ende (Hauptwindrichtung) beidseitig vorspringenden Häusern bildet einen geschützten Platzraum. Spitalstraße vor 1896

### Stadterweiterung im 15. Jahrhundert
Auf Grund guter wirtschaftlicher Entwicklung konnte die Reichsstadt 1436/37 mehrere Dörfer und Ländereien erwerben (siehe: Schweinfurt, Aufbau eines Territoriums). „Nach 1437 vollzog sich allmählich in zwei Menschenaltern eine notwendig gewordene Erweiterung der Stadt, die um 1502 ziemlich abgeschlossen war.“ Die Altstadt wurde nach Westen und Norden erweitert. Die Stadtmauer verlief bis dahin vom Main nordwärts entlang folgender Trasse:
- Petersgasse, südlicher Teil (heute: Nußgasse)
- Quer durch das Areal zweier bis heute bestehender Häuserblocks beiderseits der Rosengasse, die nach der Stadterweiterung entstanden
- Kronengässchen
- Fleischbank (heute: Georg-Wichtermann-Platz)
- Kirchgasse
- Bodengasse

Der Verlauf der inneren Stadtmauer ist im Katasterplan von 1833 mit dünnen Linien eingezeichnet (siehe: Innere Altstadt). Dieser Verlauf entspricht auch einer Zeichnung von Raimund Röthlein von 1990 nach Angaben von Dirk Rosenstock.

Stadterweiterung
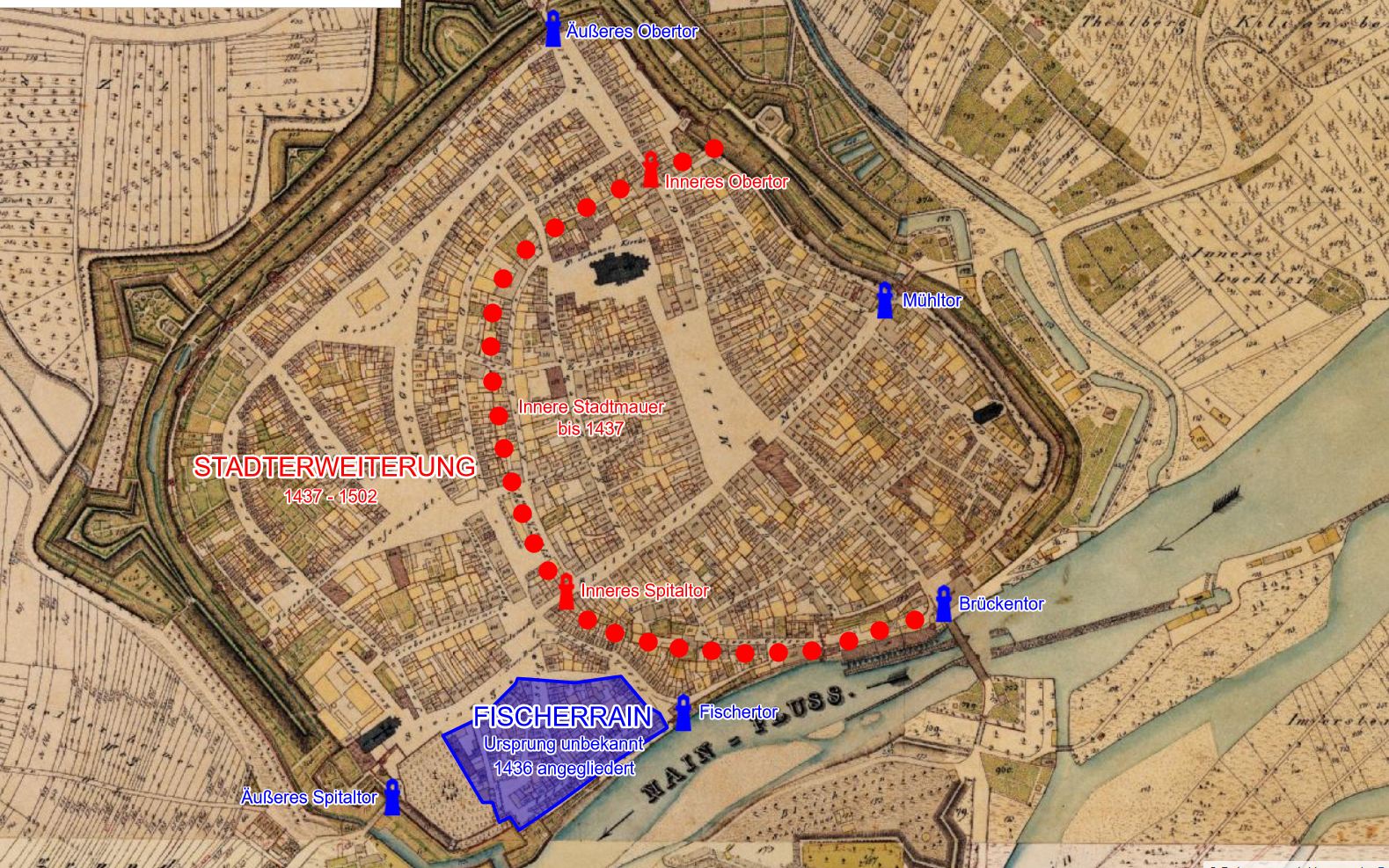
Stadterweiterung ab 1436/37 eingezeichnet auf dem Bayerischen Urkataster von 1808–1864
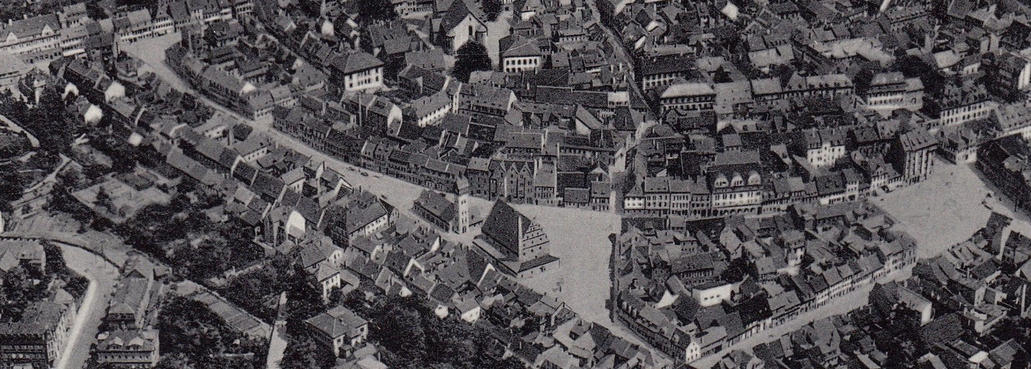
Straßenbogen (ehemals Anger) vor der einstigen, inneren Stadtmauer: Mitte Zeughausplatz, links Bauerngasse, rechts Manggasse. Luftfoto aus der Zwischenkriegszeit.

Davor verlief der Stadtgraben, worauf der Gassennamen Graben hinweist. Der Verlauf dieser ersten, inneren Stadtmauer mit vorgelagertem Graben ist noch am bogenförmigen Verlauf der Gassen in diesem Bereich erkennbar. Die Fundamente des Inneren Spitaltors unweit östlich des Albrecht-Dürer-Platzes in der Spitalstraße und des Inneren Obertors unweit südlich des Kornmarktes in der Oberen Straße wurden aufgefunden und die Stellen gekennzeichnet.
Bei der Erweiterung waren topografisch nach Westen und Norden keine Grenzen gesetzt. Es wurden auf dem bogenförmigen Areal unmittelbar außerhalb der inneren Stadtbefestigung die beiden Gassen Alte Mang (Bezeichnung von 1567, heute: Manggasse) und Bauerngasse angelegt, vermutlich als Anger, da dies die ungewöhnliche Breite beider Gassen erklärt. Der Roßmarkt hieß ursprünglich Unterer Anger und der Zeughausplatz Oberer Anger. Davon ausgehend wurde auch das gesamte Gebiet der Stadterweiterung als Anger bezeichnet.
Die ursprüngliche Altstadt hatte den Markt als einzigen, großen Platz in der Mitte. Bei der Stadterweiterung kamen vier weitere Marktplätze hinzu (siehe Marktplätze) und die Fleischbank (siehe: Georg-Wichtermann-Platz).
1554 wurde Schweinfurt im Zweiten Markgräflerkrieg zerstört und bis 1615 wieder aufgebaut. Im Dreißigjährigen Krieg (1618–48), den die Stadt nahezu unversehrt überstand, wurden die vorgelagerten Schanzen errichtet. Seitdem blieb das Stadtbild bis zur Industrialisierung nahezu unverändert. Es gab, mit Ausnahme des Markgrafenkriegs, keinen großen Stadtbrand.

### Vollendetes Stadtbild um 1648
In den 1640er Jahren, während des Dreißigjährigen Kriegs, den die Stadt nahezu unbeschadet überstand, wurde die veraltete, mittelalterliche Stadtmauer von den Schweden zu einer modernen Befestigungsanlage mit vorgelagerten Schanzen ausgebaut (siehe: Stadtmauer und Ringanlagen). Dadurch war das historische Stadtbild am Ende des Dreißigjährigen Kriegs vollendet, wie es der Stadtplan von Matthäus Merian von 1648 zeigt.

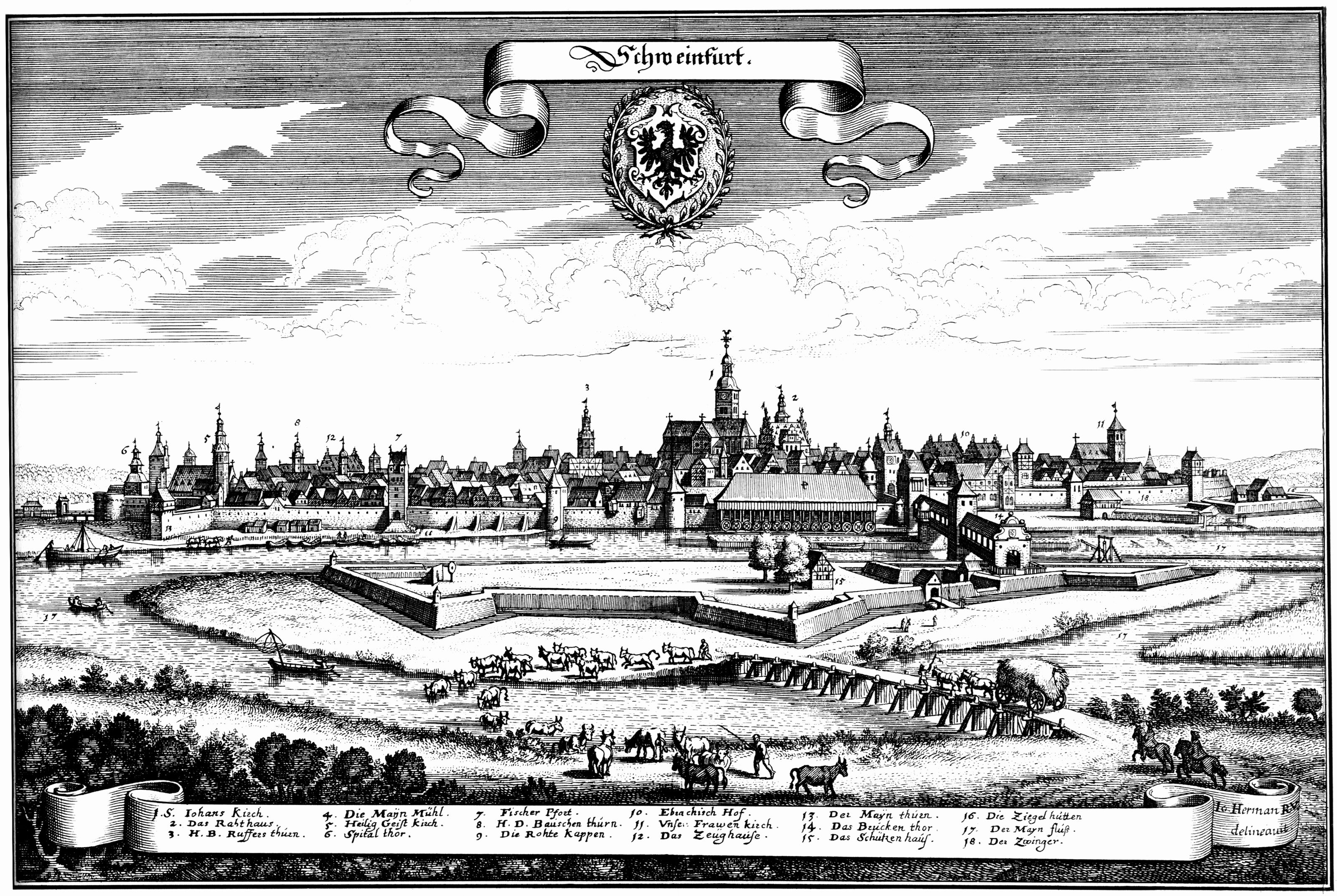
Die Reichsstadt Schweinfurt von Reichsvogt Johann Hermann. Matthäus Merian, Frankfurt a. M. 1648. Von links: 6. Das Spitaltor (nicht mehr vorhanden: n.m.v.). 13. Mainturm (n.m.v.). 5. Die Heilig-Geist-Kirche. 8. Bauschenturm. 12. Zeughaus. 7. Fischerpforte (n.m.v.). 9. Rote Kappen (n.m.v.). 3. Schrotturm (heutiger Name). 1. Sankt Johannis. 2. Das Rathaus. 4. Mainmühle. 15. Schützenhaus (n.m.v.). 10. Ebracher Hof. 14. Staubbrücke u. Brückentor (n.m.v.). 11. Frauenkirche, heute St.-Salvator-Kirche. 18. Zwinger (n.m.v.). 17. Main und Nebenarme. 16. Ziegelhütte (n.m.v.).

### Stillstand in der Barockzeit
Da Schweinfurt keine Residenzstadt war, kam es, wie in anderen Reichsstädten, zu einem Stillstand des Bauwesens in der Barockzeit. Hier wie dort waren zuvor, in der Renaissance, repräsentative Bauten innerhalb der mittelalterlichen Stadtmauern entstanden. Dadurch beginnen auch in Schweinfurt unmittelbar hinter der Stadtmauer die Gründerzeitviertel, die im größeren Stil erst um die Jahrhundertwende zum 20. Jahrhundert entstanden. So gibt es auch in Schweinfurt den für viele deutsche Städte typischen Zeitsprung von fast einem halben Jahrtausend entlang einer einzigen Linie; in Schweinfurt entlang der Rüfferstraße, besonders deutlich sichtbar an der Kreuzung zwischen Jägersbrunnen (Stadterweiterung 1437–1502) und Luitpoldstraße (Ludwigsvorstadt 1897–1914).
Vergleiche auch die nahezu identischen Stadtpläne von 1656 und 1833 im Abschnitt Altstadtpläne

### 19. Jahrhundert

#### Abbruch der Stadttore

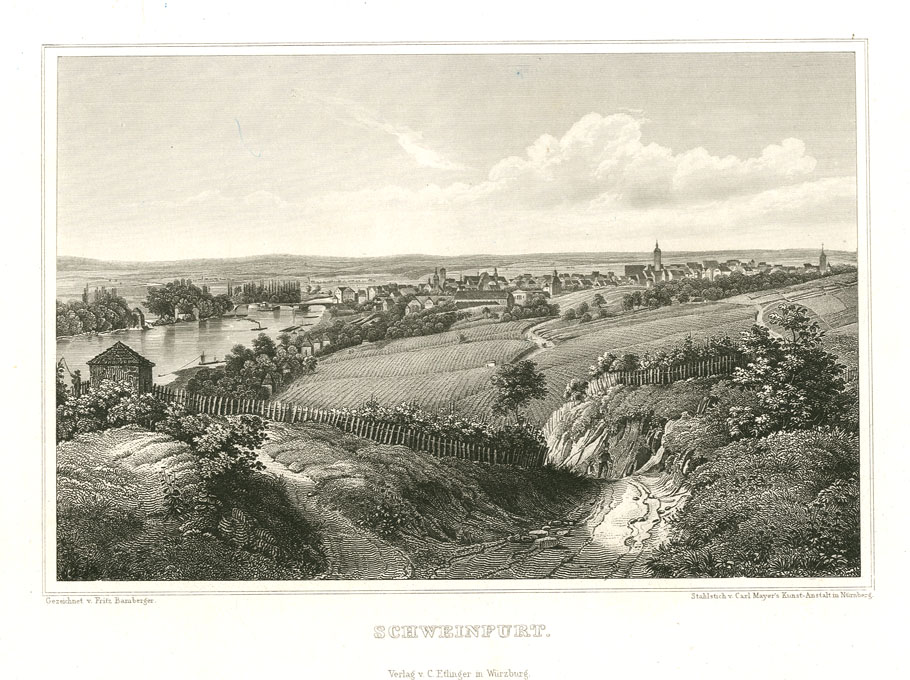
Schweinfurt von Osten 1847
mit Weinbergen am Kiliansberg

Im 19. Jahrhundert wurden aus verkehrstechnischen Überlegungen die Stadttore abgebrochen, was die Schweinfurter Bürgerschaft seit langem als einen in Folge falscher Zukunftsgläubigkeit unverzeihlichen Eingriff in das historische Stadtbild ansieht. Im Zentrum der Kritik steht Carl von Schultes, der fast die gesamte zweite Hälfte des 19. Jahrhunderts Bürgermeister der Stadt war. Die Sehnsucht nach mittelalterlicher Romantik ist daher in der Industriestadt besonders ausgeprägt, was auch die umfassenden Altstadtsanierungen widerspiegeln, mit Pflege und Wiederherstellung historischer Strukturen (siehe: Schweinfurter Modell). Der spätmittelalterliche Altstadtgrundriss blieb jedoch im Wesentlichen erhalten, es gab keine großen Straßenverlegungen oder Durchbrüche.

#### Bau der Eisenbahn

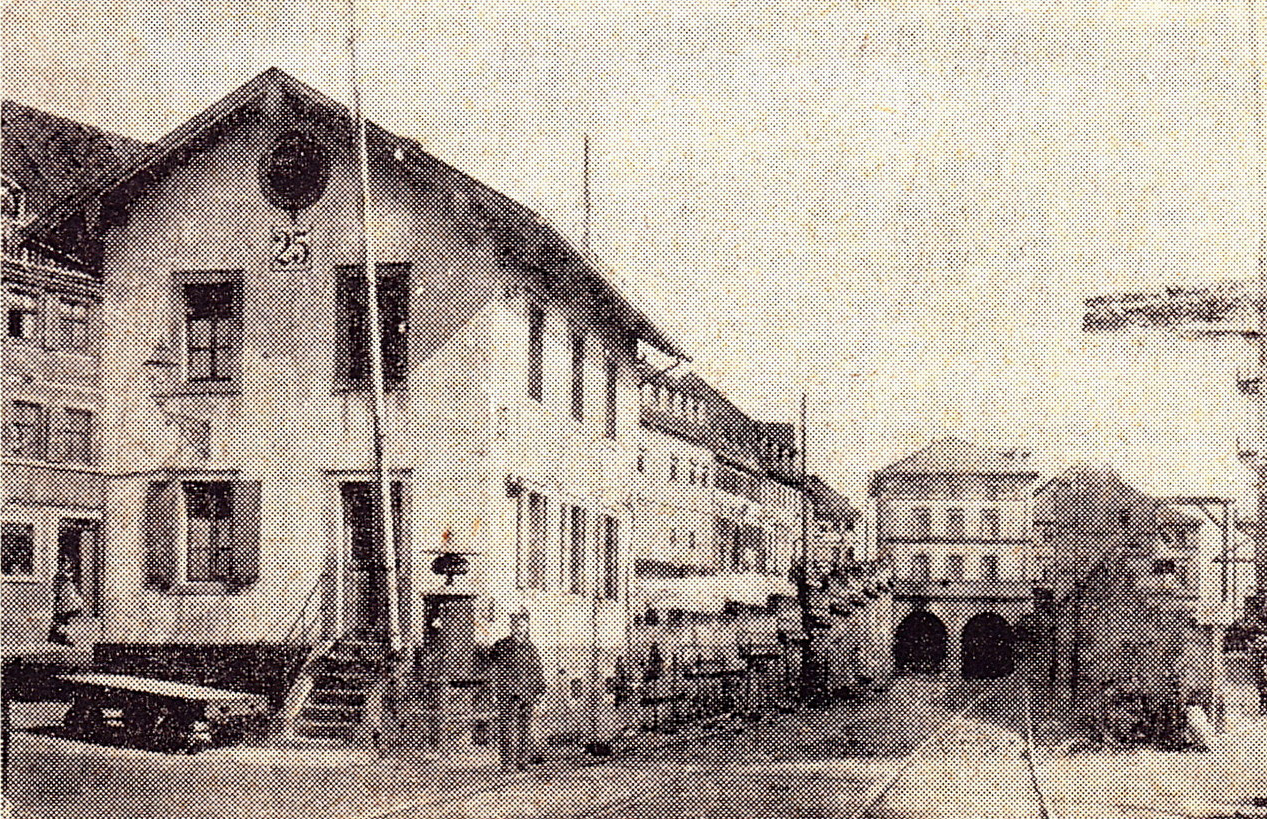
Tunnel (Westportal) unter Brückenstraße um 1900

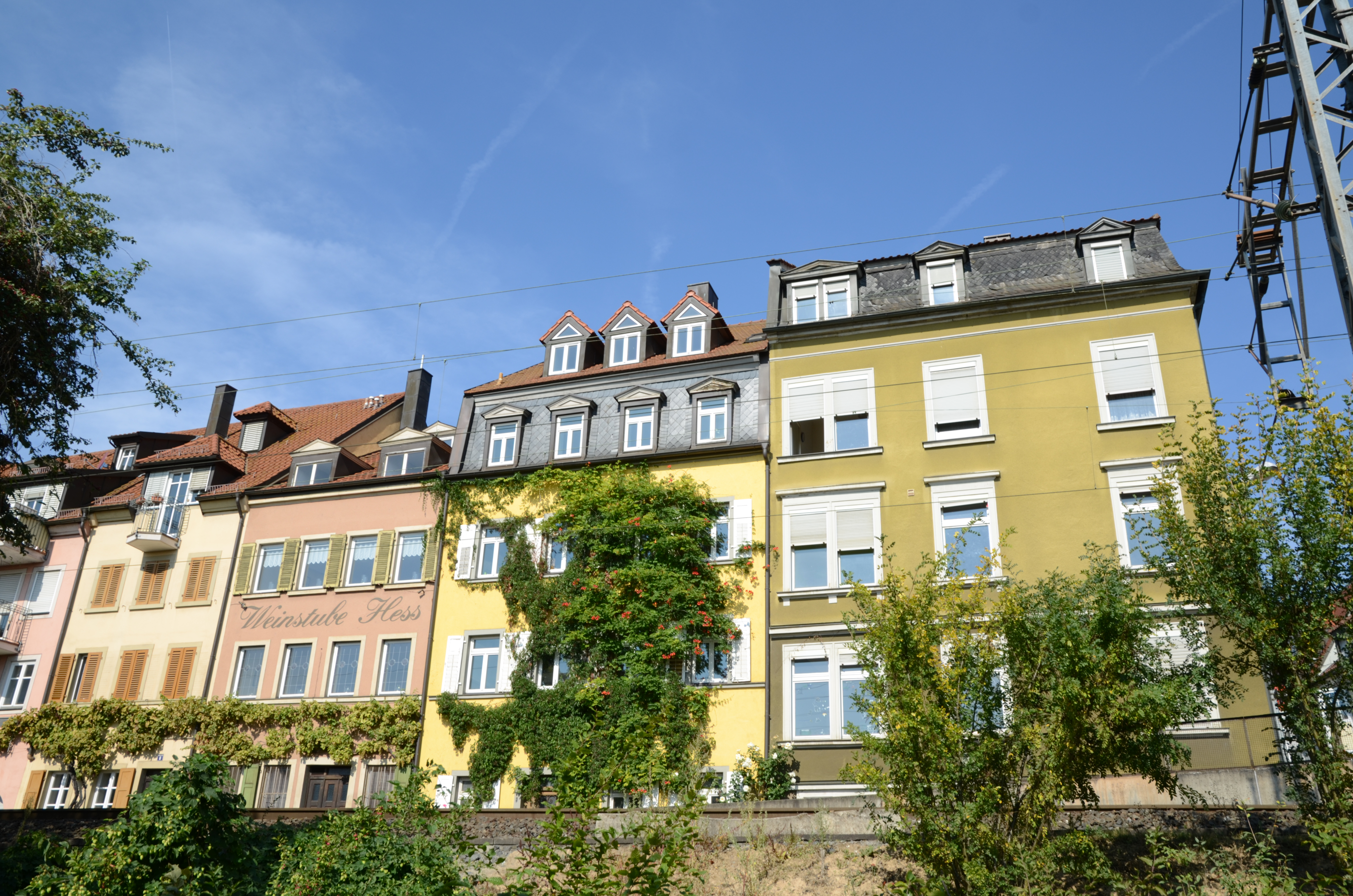
Fischerrain, Bahngleise zwischen
Schweinfurt Mitte und Stadtbahnhof

Auf Grund der schwierigen topografischen Rahmenbedingungen wurden drei Varianten für die Linienführung der Ludwigs-Westbahn diskutiert, die alle nicht ideal und nur aufwendig umsetzbar waren:
- Nordvariante: Nordumfahrung der Altstadt, zunächst östlich der Altstadt mit einem Tunnel durch die Weinberge an der Peterstirn und danach mit Bahndämmen (mit Durchlässen) über die Täler des Höllenbachs und Marienbachs, mit einem Bahnhof am Nordrand der Altstadt, westlich des Obertors.
- Mittelvariante: Gleise mitten durch die Stadt, auf der Rückert- und Spitalstraße.
- Südvariante: Auf einem schmalen Streifen zwischen Altstadt und Main, mit nur zwei Durchfahrts-Gleisen ohne Bahnhof in diesem Bereich, mit einem ca. 95 Meter langen[17] Tunnel mit zwei Röhren Höhe Maxbrücke.

Entlang der Mittelvariante wurden zwar später die Gleise der Straßenbahn Schweinfurt verlegt, die von 1895 bis 1921 fuhr, jedoch wurde die Südvariente 1852 umgesetzt, zwischen dem zuerst errichteten Stadtbahnhof östlich der Altstadt und dem 1874 erbauten Rangier- und Zentralbahnhof weit im Westen. Den Ausschlag für diese Variante gab der Gleisanschluss für die damaligen Hafenanlagen nördlich des Mains.
Einerseits wurde dadurch die Altstadt vom Mainufer abgeschnitten, andererseits brachte sie auf lange Sicht große Vorteile. Der Stadt blieben, im Gegensatz zu vielen anderen Städten (z. B. Würzburg, Bamberg, Nürnberg) unschöne, größere Eisenbahngebiete am Rande der Altstadt oder Innenstadt erspart. Der Hauptbahnhof, mit Hauptgüter- und Rangierbahnhof, wurde in Schweinfurt ungewöhnlich weit außerhalb, 1,5 Kilometer westlich der Altstadt, auf dem Gebiet der Gemeinde Oberndorf errichtet. Dort, um den zweiten Bahnhof mitten im Schweinfurter Becken, gab es schier endlosen Platz zum Aufbau der Großindustrie, die im Laufe der Zeit – und Anfang des 21. Jahrhunderts völlig – aus dem Umfeld der Alt- und Innenstadt verschwand.

### Jahrhundertwende und Gründerzeitstil
In der Altstadt sind, im Gegensatz zum Gründerzeitviertel, nur noch wenige Bauten (Geschäftshäuser) im Stil des Historismus erhalten, der auch Gründerzeitstil genannt wird. Sie fielen nicht nur dem Zweiten Weltkrieg, sondern auch Abbrüchen der 1970er bis 1990er Jahre zum Opfer: Hansenhaus am Markt, Kroneneck in der Spitalstraße, Eckhaus Albrecht-Dürer-Platz/Schultesstraße. Die Heilig-Geist-Kirche wurde von 1897 bis 1902 anstelle einer Zuckerfabrik errichtet, für die im Zuge der Industrialisierung in die protestantische, einstige Reichsstadt zuziehende katholische Landbevölkerung.

Bauten aus der Gründerzeit
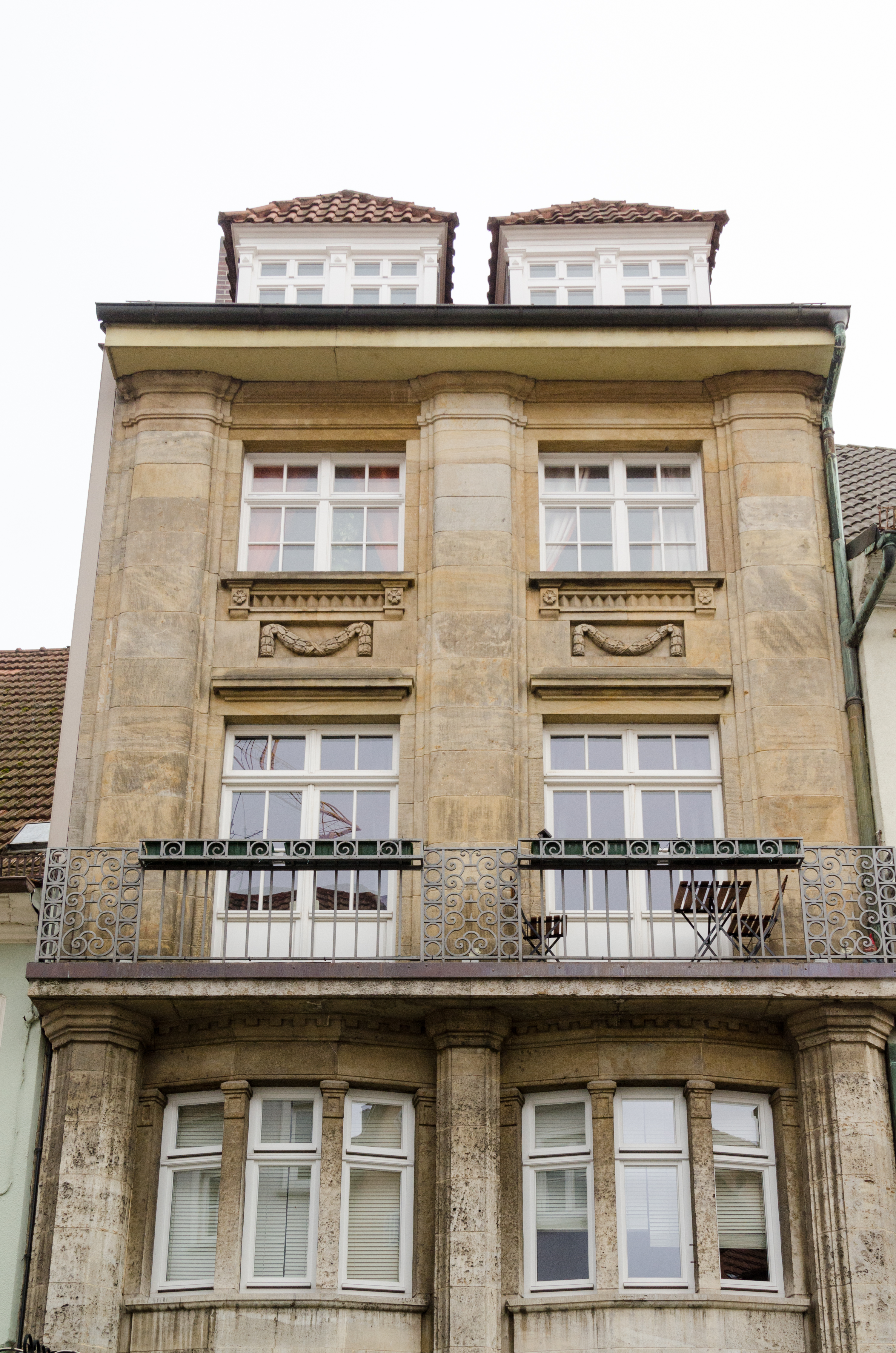
Geschäftshaus Spiltalstraße, erbaut 1912.
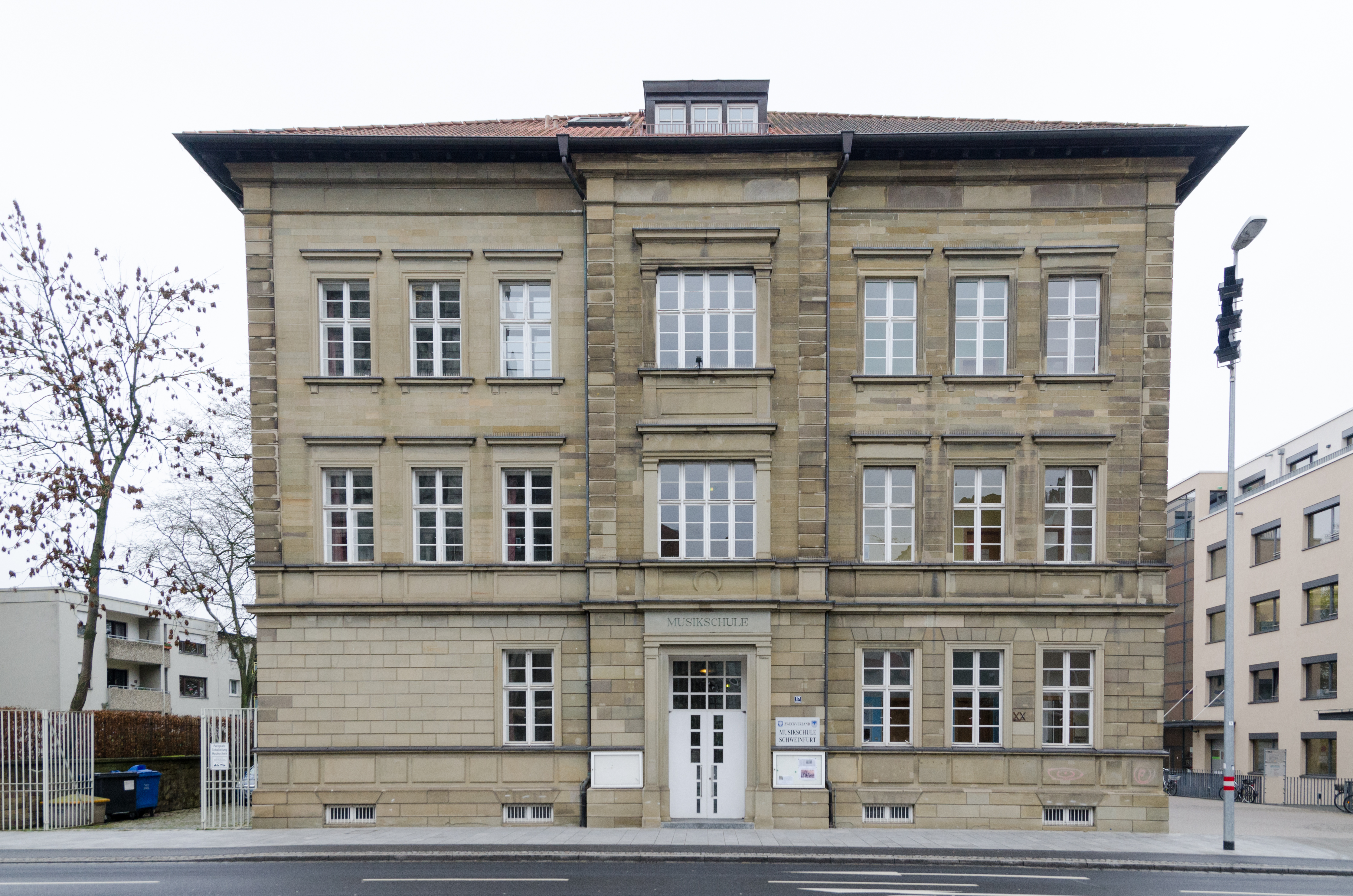
Steinwegschule (heute: Musikschule), Steinweg (heute: Schultesstraße), erbaut 1881.
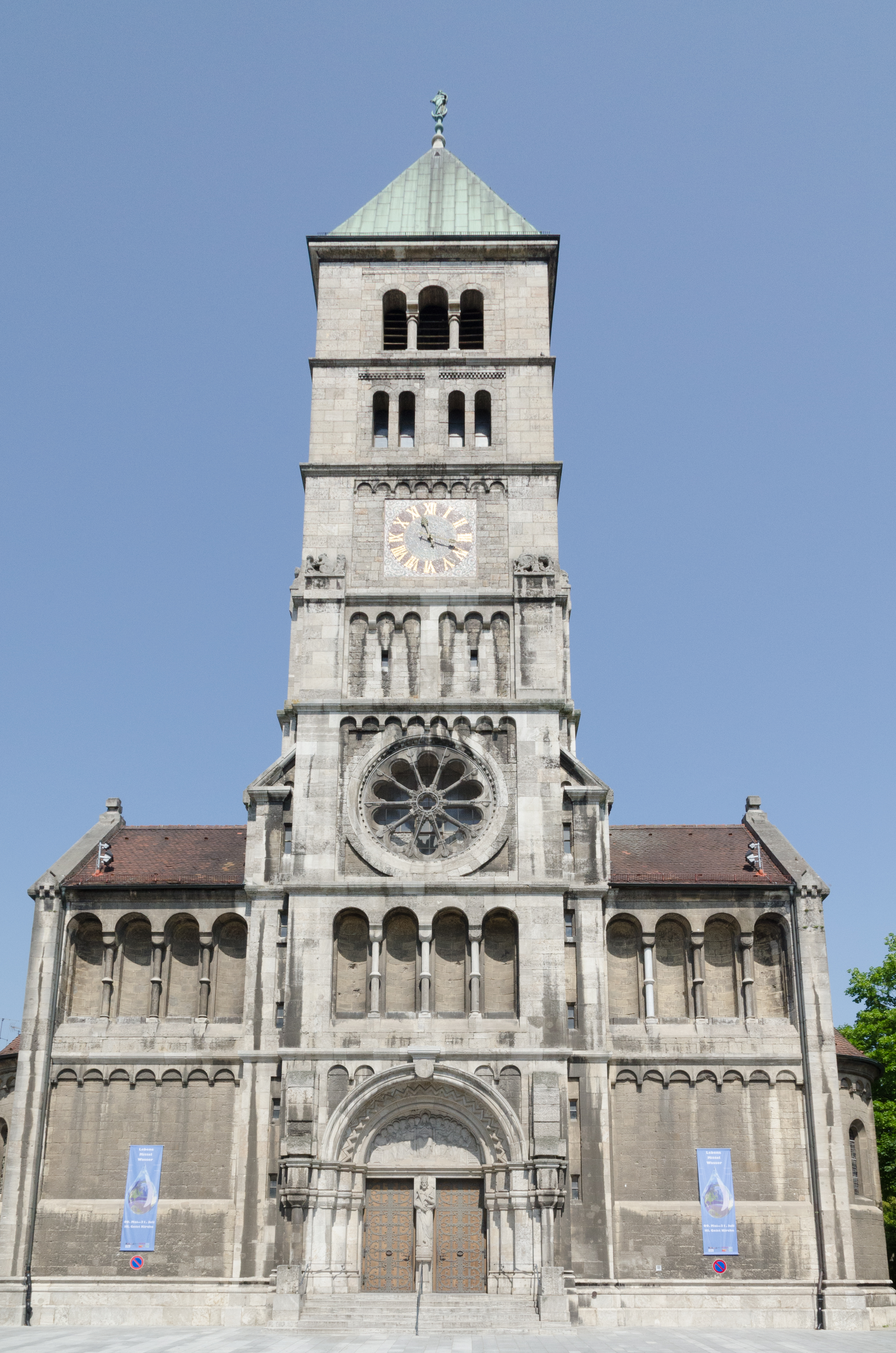
Heilig-Geist-Kirche, Schultesstraße, erbaut 1902.
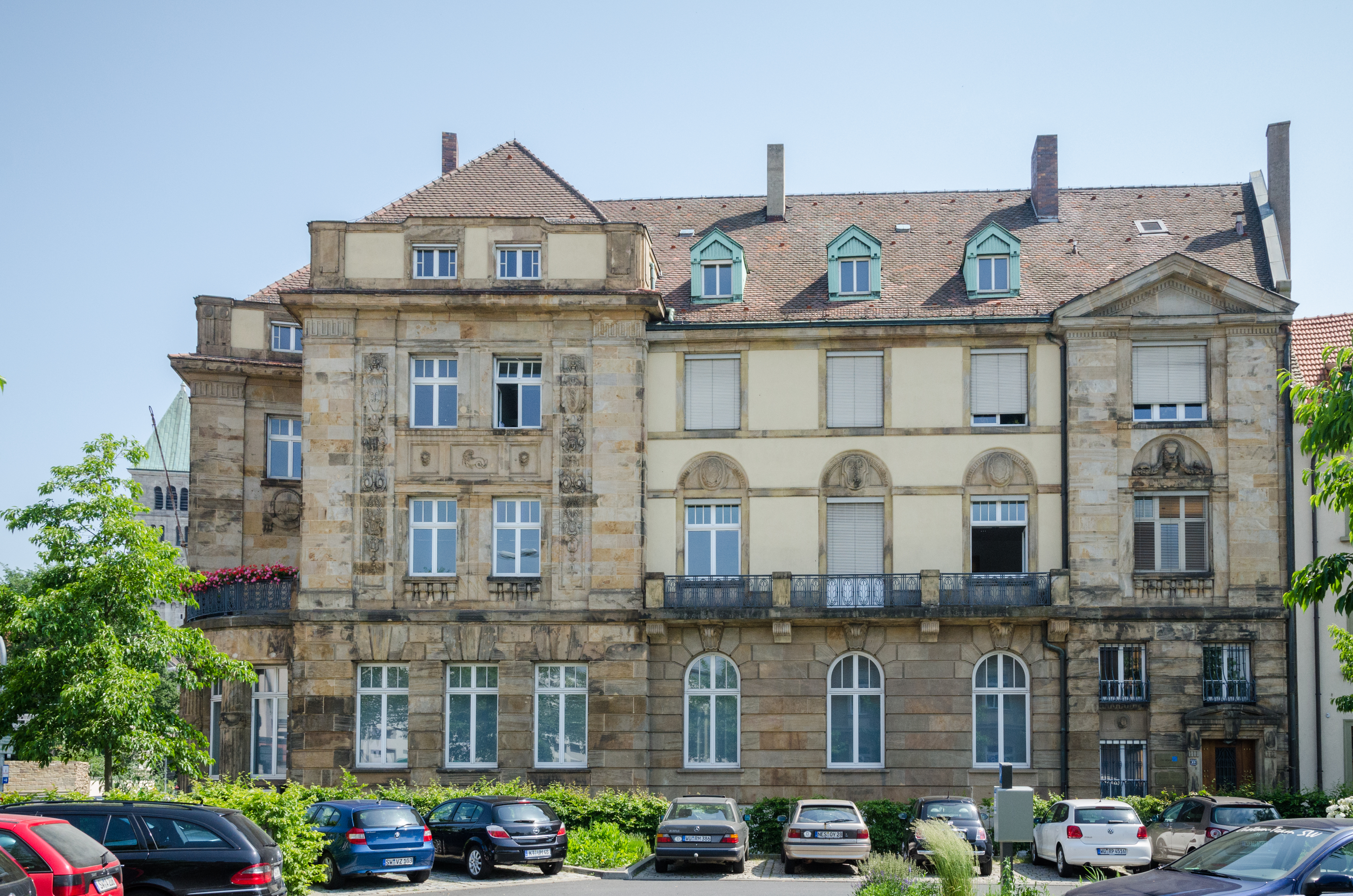
Königliche Filialbank (ab 1918: Bayerische Staatsbank, ab 1971: Bayerische Vereinsbank, heute: Kanzleigebäude), Schultesstraße, erbaut 1908.

### Zweiter Weltkrieg und Nachkriegszeit
Die Altstadt wurde im Zweiten Weltkrieg zu 40 % zerstört. Die gesamte Stadt wurde im Durchschnitt zu etwa 45 % zerstört
Ein planmäßiger Wiederaufbau der Stadt in den 1950er und 1960er Jahren war nur an wenigen Stellen nötig, was zur Folge hatte, dass lange Zeit einige Baulücken in den Seitengassen der Altstadt klafften, heute noch in der Hadergasse. Nach 1945 plante man im Zuge des Wiederaufbaus eine breite Hauptstraße quer durch die Altstadt, über weitgehend zerstörte Areale, durch die Verlegung der Zehntstraße, die sich vom nördlichen Marktplatz quer über die Manggasse an die Neutorstraße anschließen sollte. Das Großprojekt wurde, auch wegen der Weiternutzung der im Boden erhaltenen Versorgungsleitungen, nicht realisiert.
In der Altstadt herrscht aufgrund von Abrissen und Bombenschäden eine für teilzerstörte deutsche Städte typische Mischbebauung aus vielen Epochen vor, vom späten Mittelalter über die frühe Neuzeit bis zur Nachkriegszeit und Moderne bis hin zum städtebaulichen Chaos um den Roßmarkt.

### Altstadtsanierung
In den 1970er Jahren wurden viele kleinere Gewerbe- und Handelsbetriebe aus den zum Teil im Krieg zerstörten Altstadt-Hinterhöfen in das neue Gewerbegebiet Hafen-Ost verlagert. Dies war die Voraussetzung für den Beginn der Altstadtsanierung 1979 mit Hilfe des neuen Städtebauförderungsprogramms unter dem damaligen Oberbürgermeister Kurt Petzold. Das hierfür entwickelte sogenannte Schweinfurter Modell fand bundesweit Nachahmer. Die Stadt kaufte die „hoffnungslosen Fälle“ in einem Sanierungsgebiet, machte diese durch Grundstücksordnung, Abriss von Nebengebäuden, Grund- oder Teilsanierungen und geprüften Nutzungsvorschlägen attraktiv und sorgte für ein überschaubares Risiko mit moderaten Preisen beim Kauf.
Obwohl die Altstadtsanierung wegen der oft komplizierten Eigentumsverhältnisse, unterschiedlichsten Interessen und unattraktiven Immobilien sehr schwierig ist, verzeichnete die Stadt Schweinfurt große Erfolge. Seitdem die Altstadtsanierung im Alten Gewerbeviertel begann, wird ein Quartier nach dem anderen in der östlichen und mittleren Altstadt flächendeckend saniert. Am Ende entstand in den einzelnen Quartieren ein harmonisches, historisches Gesamtbild, obwohl mancherorts nur noch wenig historische Bausubstanz vorhanden war, was dazu führte, dass dieser Bereich der Altstadt seitdem einen zunehmenden historischen Charakter erhielt. Baulücken wurden weder im Retrostil noch mit modernen Kontrasten, sondern in sensibler Weise geschlossen. Derzeit findet die Altstadtsanierung im Quartier zwischen Zeughaus und Kornmarkt statt (siehe: Stadterweiterung um Bauerngasse). Als Letztes soll das Quartier Keßlergasse/Zehntstraße folgen (siehe: Keßlergasse/Lange Zehntstraße).

Altstadtsanierung
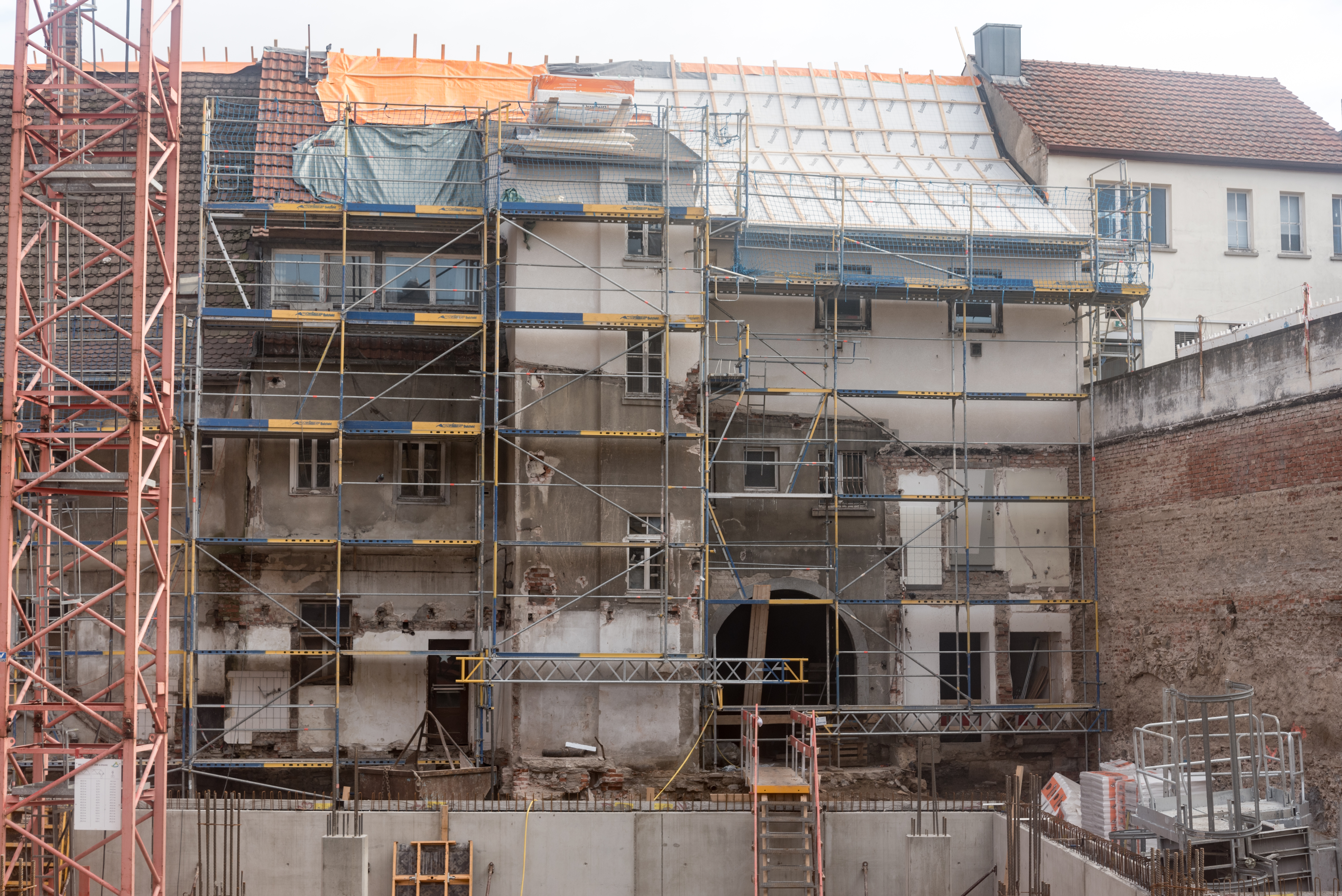
Sanierung in der Langen Zehntstraße 2016
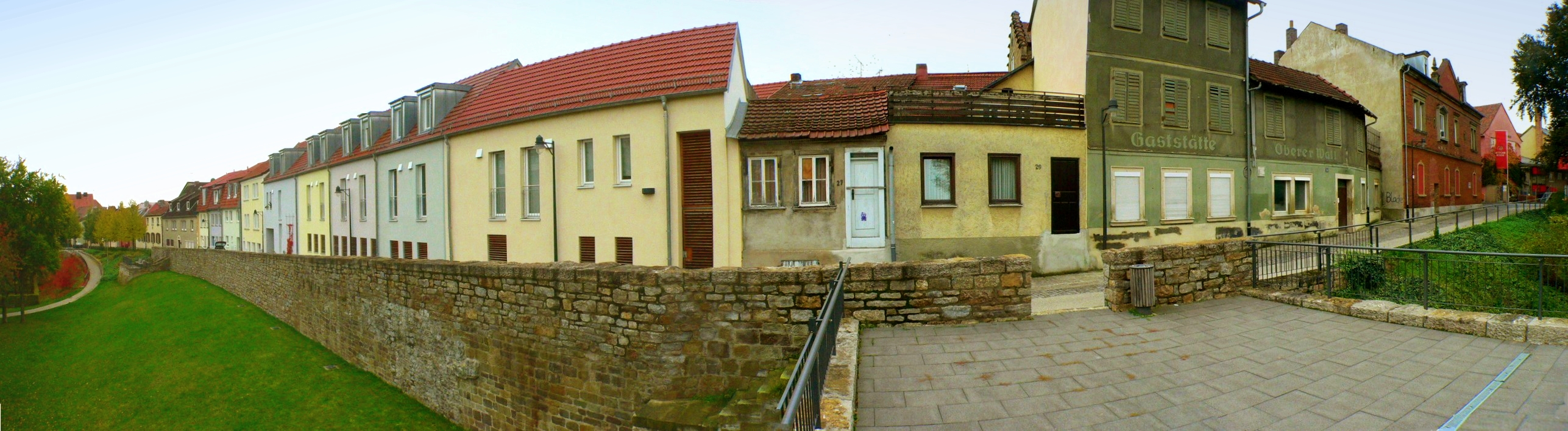
Teilsanierter Oberer Wall 2008
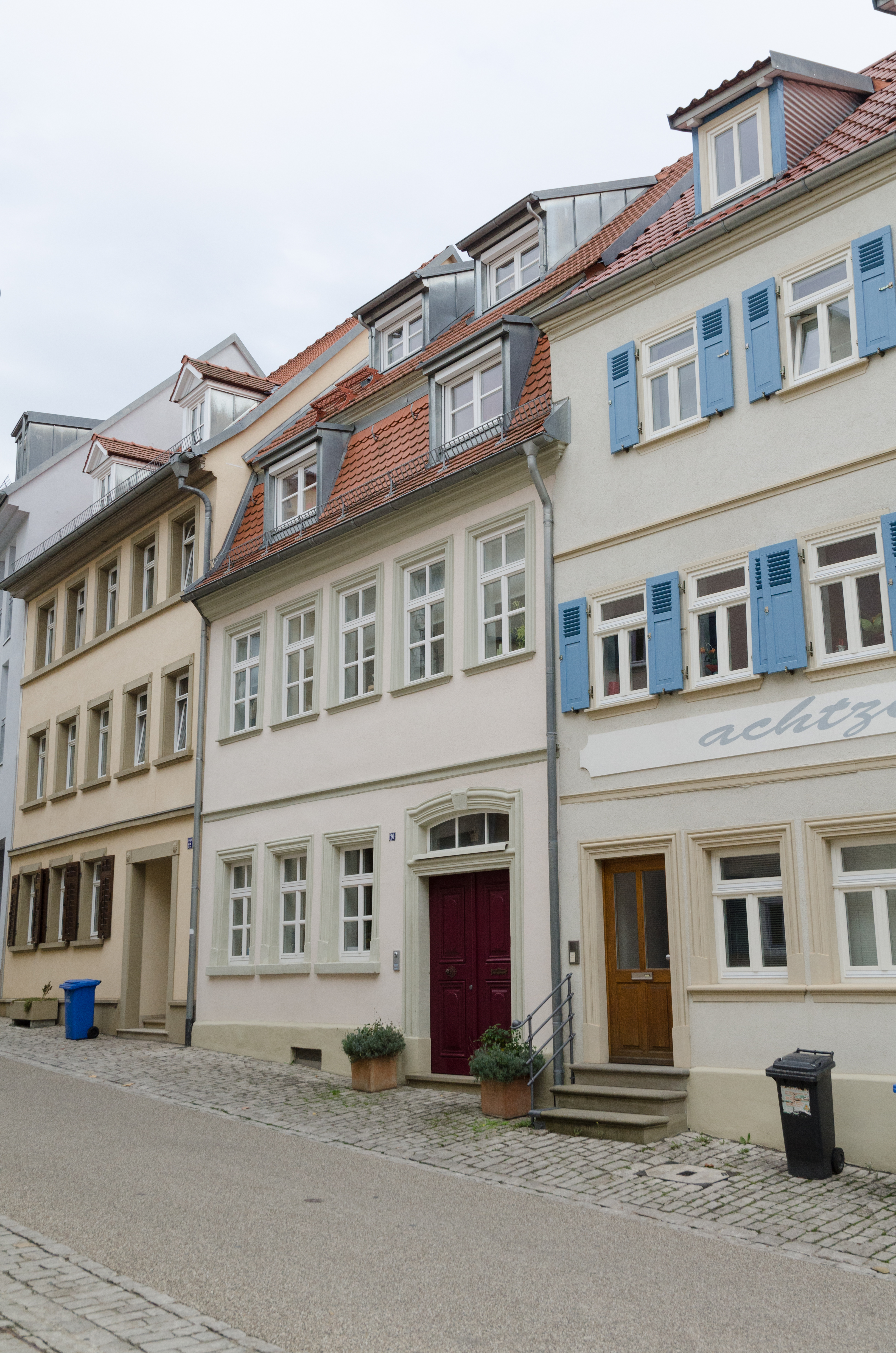
Krumme Gasse nach Sanierung 2013

## Innere Altstadt
In diesem Abschnitt wird das Gebiet innerhalb der einstigen inneren Stadtmauer beschrieben (siehe auch: Stadterweiterung).

### Mainbrücke und Brückentor

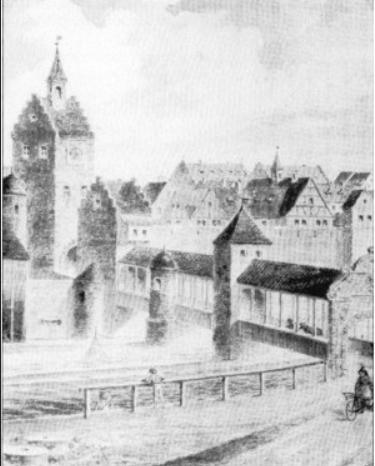
Brückentor am Main,
mit Staubbrücke

Bis zum Ende des 14. Jahrhunderts war der Verkehr über den Main bei Schweinfurt nur mit Fähren möglich. Erst ein Privilegium von König Wenzel von 1397 erlaubte der Stadt Brücken, Mühlen und Wasserbauten aller Art am Main zu errichten und die Stadt durfte zur Bestreitung der Baukosten einen Zoll einführen. Spätestens 1408 war die Brücke errichtet, als bereits von einer Beschädigung durch Eisgang berichtet wurde. Dies blieb, in Verbindung mit Hochwasser, das große Thema bis ins 20. Jahrhundert. An der nördlichen Seite des Mains, an der Stadtmauer, wurde das 1833 abgerissene Brückentor errichtet, ein Doppeltor. 1652 wurde in Schweinfurt die älteste dauerhaft existierende naturforschende Akademie der Welt, die Leopoldina, die heutige Nationale Akademie der Wissenschaften, nach einem Kupferstich des 19. Jahrhunderts im Zwinger des Brückentors, gegründet, noch vor den entsprechenden Gesellschaften in Paris und London. Die heutige Maxbrücke ist bereits die siebte Brücke an dieser Stelle und mittlerweile die dritte Straßenbrücke über den Main. In den 2020er Jahren soll sie abgebrochen und durch einen größeren Neubau ersetzt werden.

### Brückenstraße
Der Eingang in die Altstadt an der Maxbrücke wurde zum neuen Wahrzeichen der Stadt. „Das schönste Entrée“ bilden (von West nach Ost) die Zweigstelle des Bayerischen Landessozialgerichtes (2000), das Museum Georg Schäfer (2000), das Hauptzollamt (2007) und die Stadtbibliothek (2007) im ausgebauten mittelalterlichen Ebracher Hof. Es zeigt „wie sich Tradition und Moderne […] auf das Vortrefflichste vereinen.“

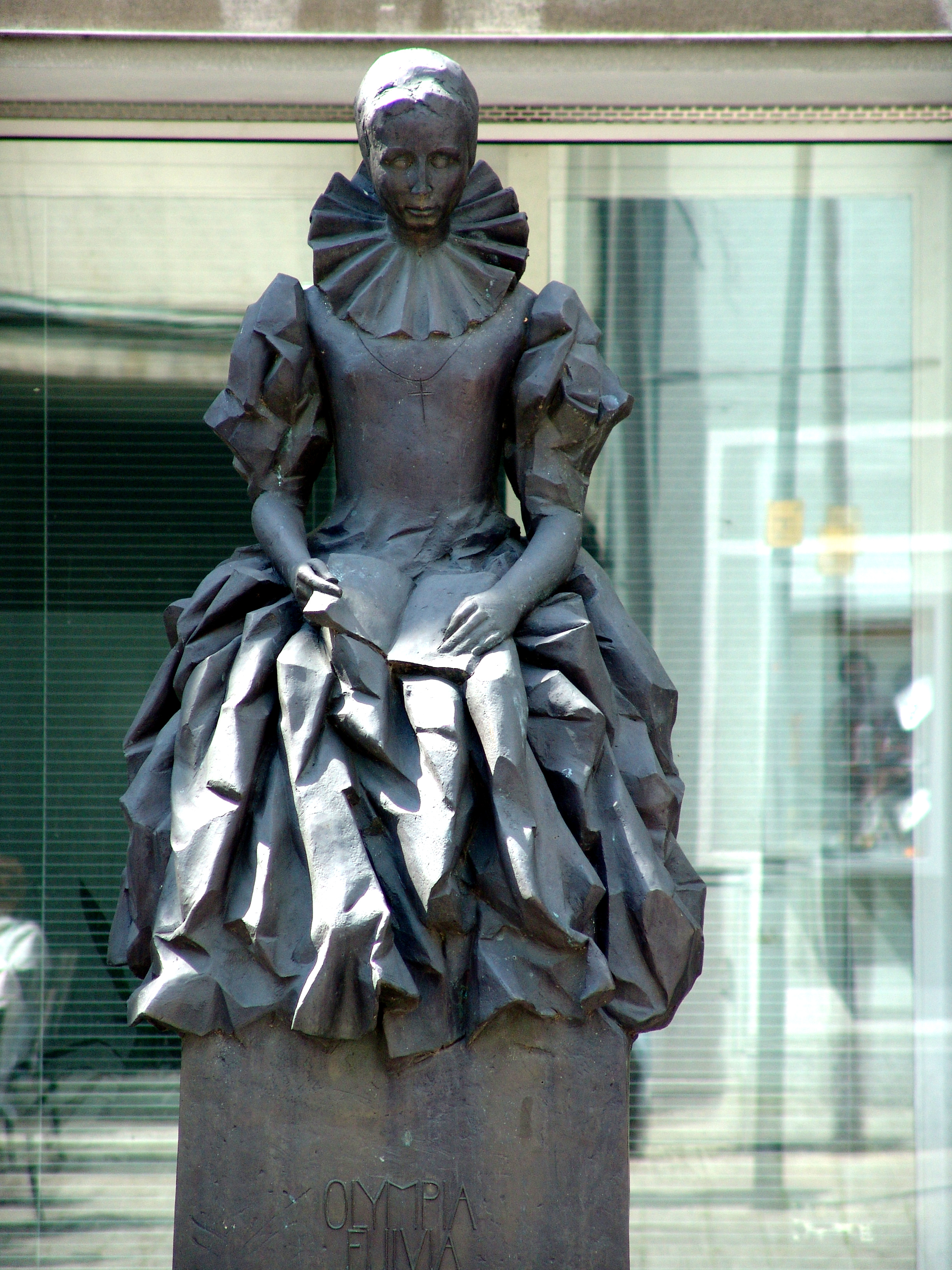
Olympia Fulvia Morata

Das Museum Georg Schäfer (MGS) (1998–2000) von Volker Staab wurde im Jahr 2000 eröffnet und erhielt zwei Architekturpreise. Das ganze Erdgeschoss ist bei freiem Eintritt begehbar und als Agora konzipiert als öffentlicher Treffpunkt mit Café, mit Museumsbuchhandlung und großer Treppenhalle, zwischen „Mainloggia“ und „Rathausloggia“, in die die beiden Hauptzugänge mit großen Freitreppen und Rampe eingelagert sind. In die Ausstellungsräume der Obergeschosse wurde die Umgebung ebenfalls durch Blickachsen zu Altstadt und Main einbezogen.
Die dem MGS gegenüberliegende Stadtbibliothek (2004–2007) von Bruno-Fioretti-Marquez ist ein Um- und Ausbau des Ebracher Hofs. Mit neuem unterirdischem Basisgeschoss und der sogenannten Laterne als Oberlicht, einem 33 Meter langen Glasriegel, der dem Verlauf der ehemaligen Stadtmauer folgt und den Rahmen für eine kleine Piazza bildet. Das Hauptzollamt (2005–2007) wurde ebenfalls von Bruno-Fioretti-Marquez umgebaut und komplettiert das Bauensemble, das vom Deutschen Architekturmuseum in Frankfurt 2008 zu den „24 besten Bauwerken Deutschlands“ gekürt wurde.
Auf dem Weg zum Marktplatz passiert man in der Brückenstraße das Denkmal von Olympia Fulvia Morata (1526 bis 1555), einer Dichterin und humanistischen Gelehrten aus Ferrara, die mit der Schweinfurter Stadtgeschichte eng verbunden ist. Sie verlor im „Zweiten Stadtverderben“ (siehe: Stadtgründung) ihr gesamtes Hab und Gut und konnte nur ihr nacktes Leben retten. Sie verstarb kurze Zeit später mit nur 30 Jahren.

Brückenstraße
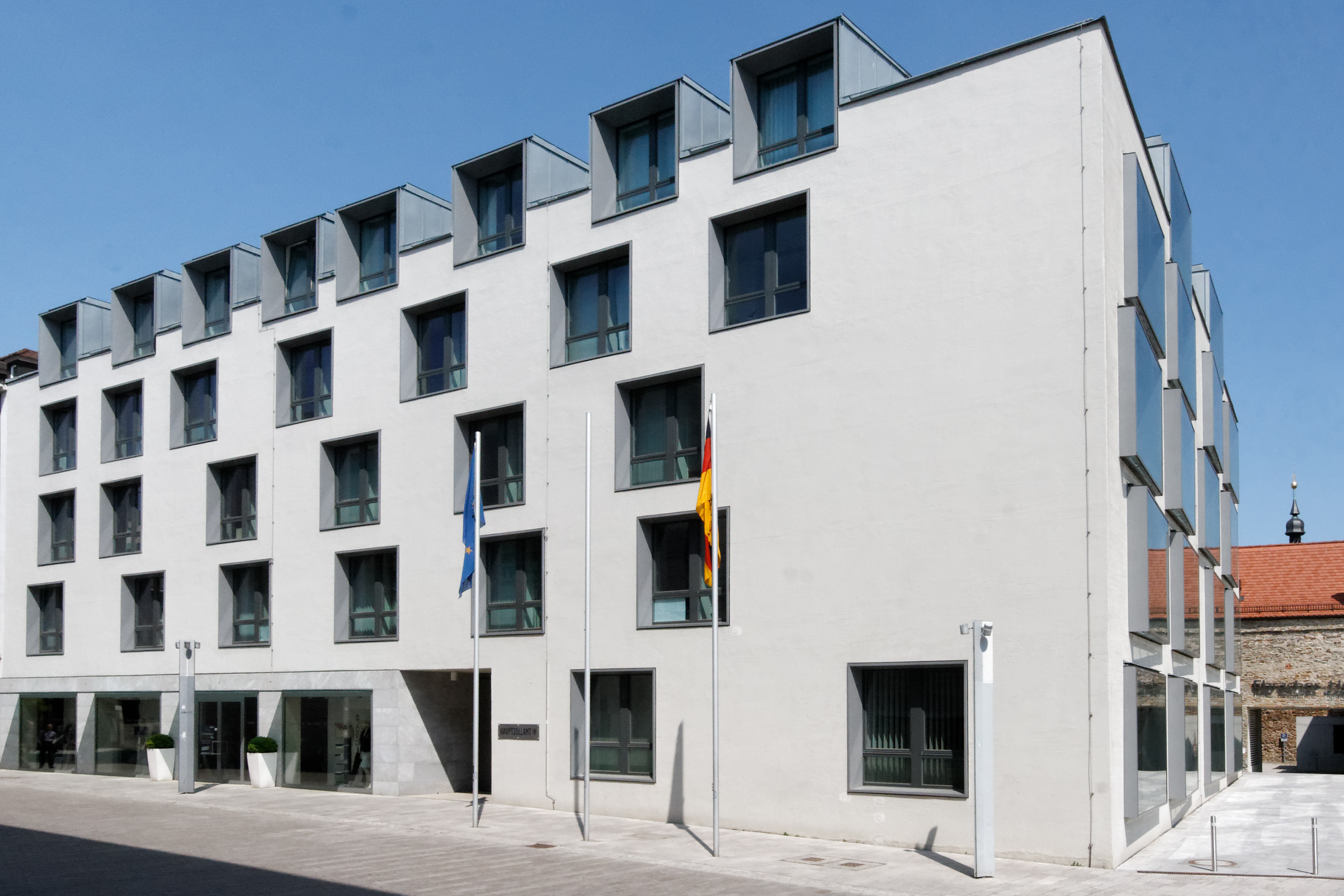
Hauptzollamt
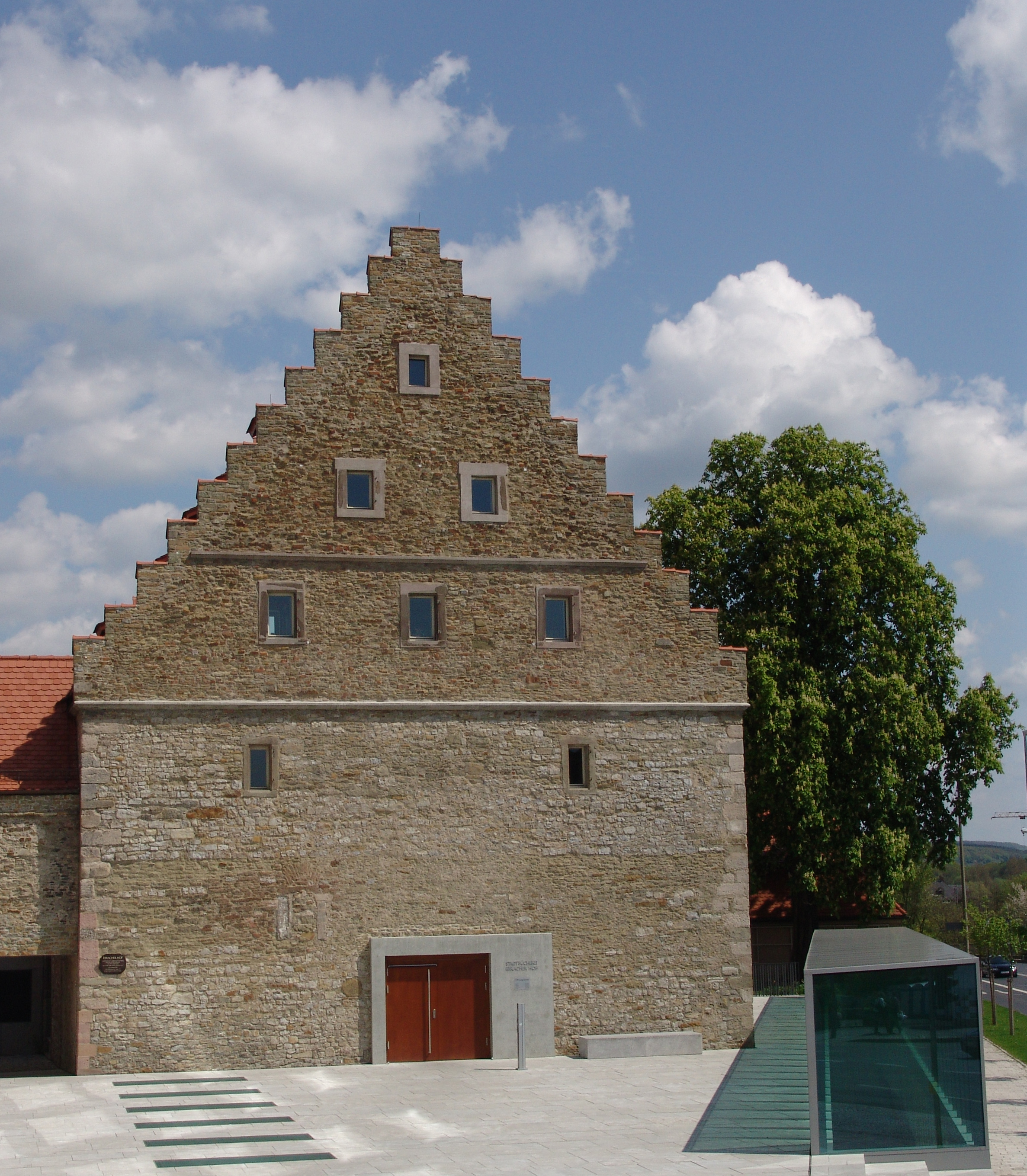
Stadtbücherei, Umbau von 2007 des Ebracher Hofs, erbaut 1578
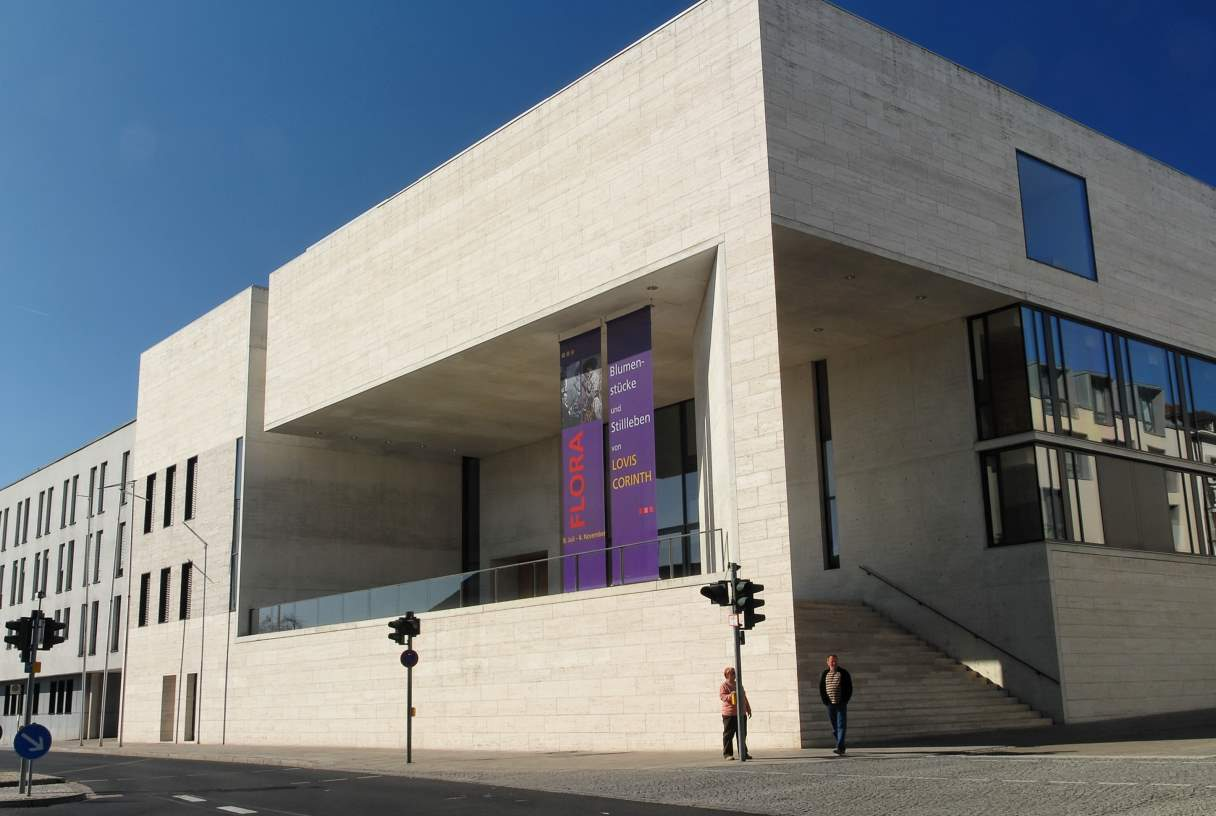
Museum Georg Schäfer
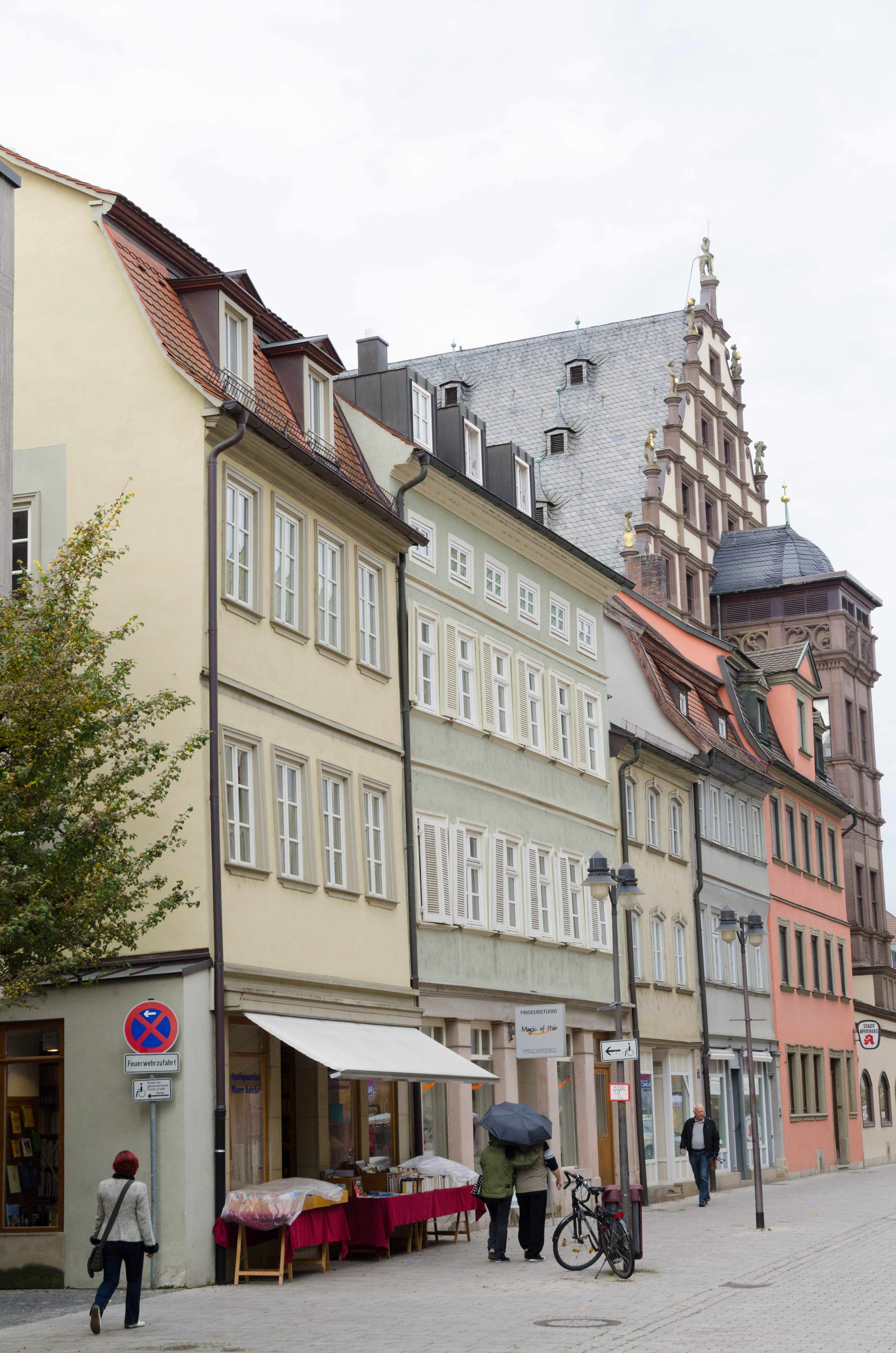
Alte Rathaus (rechts) mit Rathaus-Erker

### Zürch

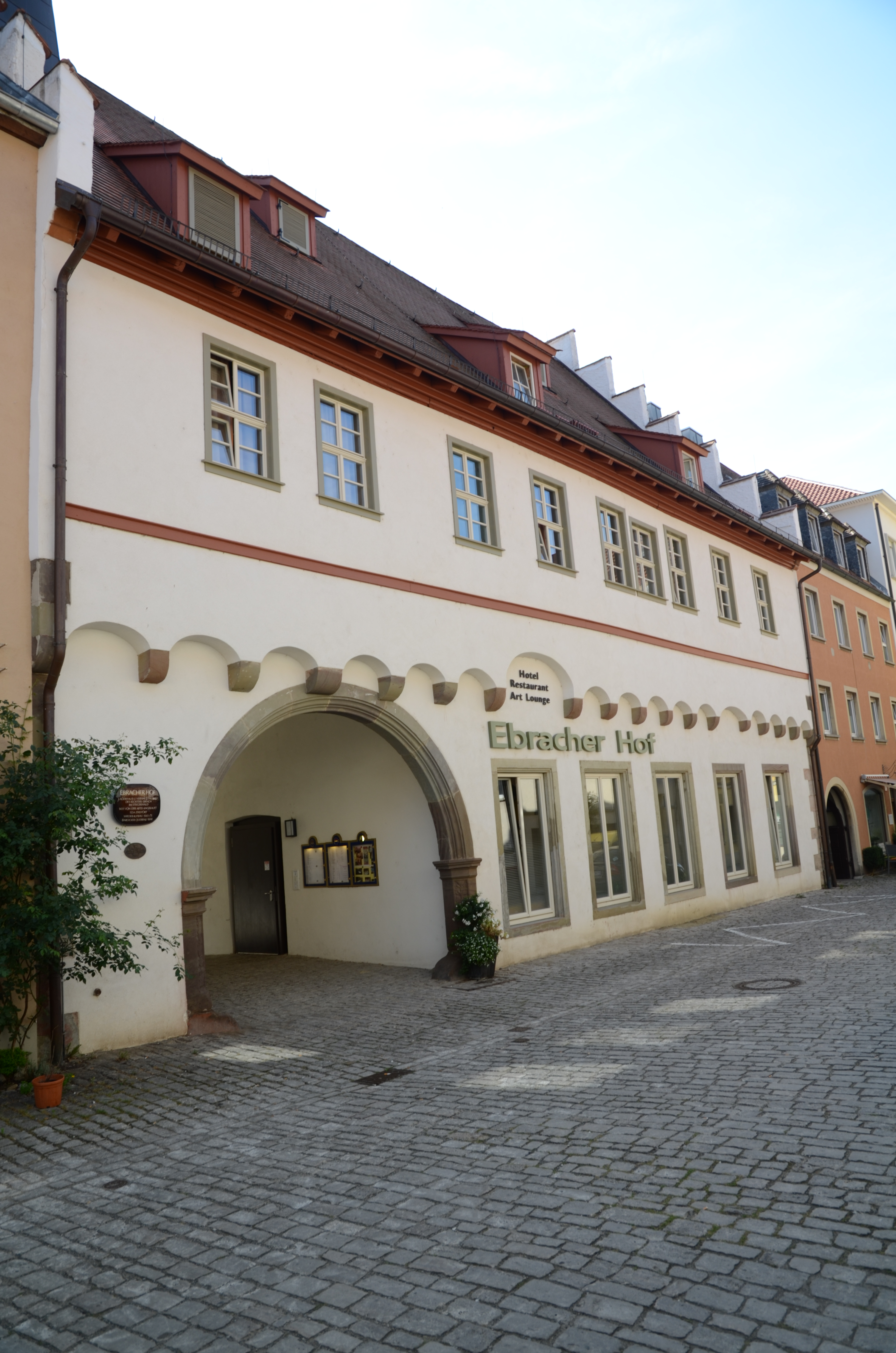
Zürch. Rittergasse mit Ebracher Hof

In den Annalen tauchte der Name Zürch erstmals 1377 auf. Zürch und Fischerrain besitzen die ältesten Siedlungsspuren innerhalb der heutigen Altstadt. In beiden Quartieren wurden vorchristliche Funde gemacht. Der Zürch gilt als ältestes Stadtviertel der Reichsstadt Schweinfurt, da bei ihrer Gründung der Fischerrain, mit unbekannten Anfängen, noch nicht einbezogen war. Jedoch ist auch die vermutete Kirchenburg anstelle der heutigen Johanniskirche älteren Ursprungs.
Der Zürch besitzt enge, gepflasterte Gassen auf mittelalterlichem Stadtgrundriss mit zum Teil sehr kleinen Wohnhäusern und ist von der dort noch nahezu komplett erhaltenen Stadtmauer umgeben. Dadurch hat sich der Zürch, trotz der bereits 1427 zerstörten Reichsburg, den Charakter eines Burgenviertels erhalten (Bild am Artikelanfang).

### Markt

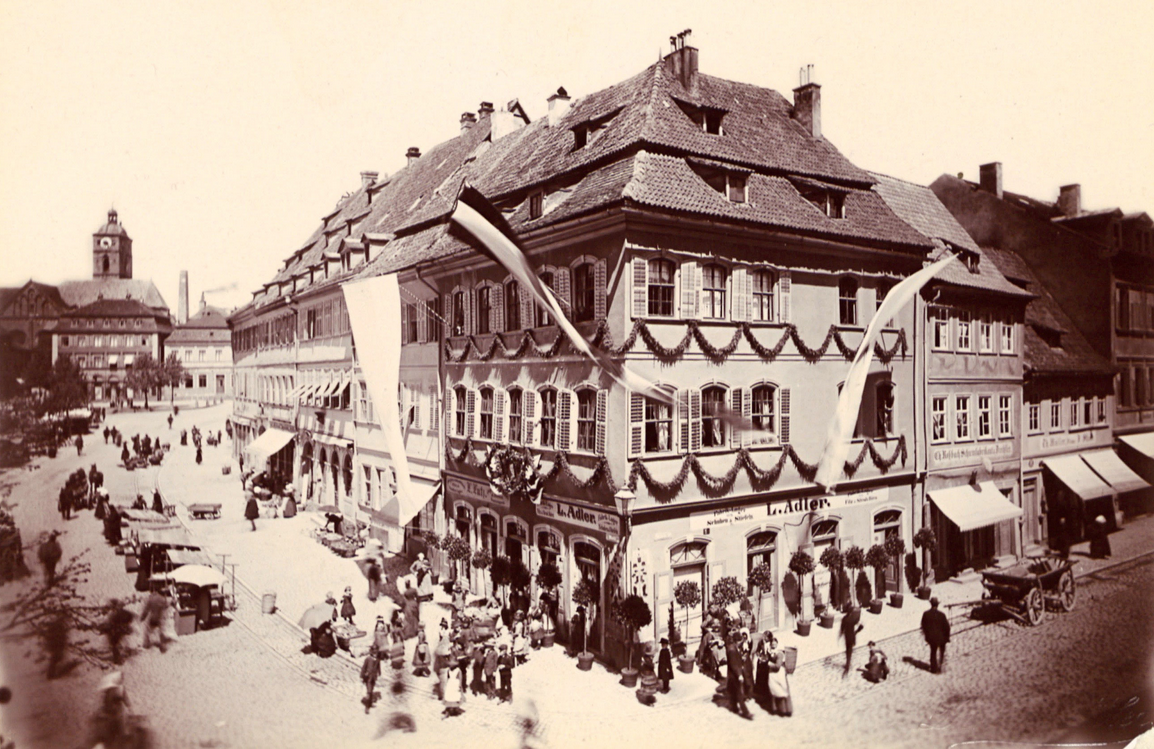
Rathauskreuzung mit Markt-Ostseite, Rückertstraße und Rückert-Geburtshaus am 100. Geburtstag von Friedrich Rückert am 16. Mai 1888

In der Mitte der östlichen Altstadt, an der historischen Rathauskreuzung, liegt der Markt (Hauptmarkt). Dort kreuzte sich die alte Straße entlang der Mainlinie aus Bamberg über Gemünden am Main Richtung Frankfurt am Main, die etwa der späteren Bundesstraße 26 entspricht, mit einer regionalen Nord-Süd-Verbindung über die alte Schweinfurter Mainbrücke. Der Markt entstand vermutlich erst Ende des 13. Jahrhunderts, wurde erstmals in Dokumenten 1336 erwähnt und ist somit nicht so alt wie das benachbarte Altstadtviertel Zürch. Der Marktplatz wurde geometrisch angelegt (siehe: Stadtplanung). Am Markt liegen, außer dem Alten Rathaus, keine bedeutenden historischen Gebäude. Jedoch ist der große Platz mit dem Dreiklang Rathaus, Rückert-Denkmal und der Blickachse zu St. Johannis proportional ausgewogen und hat seinen historischen Gesamtcharakter bewahrt.
Das Alte Rathaus (1570–1572) von Nikolaus Hofmann aus Halle (Saale) gilt als Glanzleistung der profanen deutschen Renaissance. Am Abend des 20. April 1959 stand der Dachstuhl des Alten Rathauses, das den Zweiten Weltkrieg unbeschadet überstanden hatte, in Flammen. Der Ostgiebel bog sich nach außen und drohte in die Brückenstraße zu stürzen. Die Feuerwehren brachten jedoch den Brand, der vermutlich durch Schweißarbeiten ausgelöst worden war, unter Kontrolle. In den 1980er Jahren wurden die großen Kellergewölbe restauriert und der Ratskeller wurde eröffnet (heute „Aposto“).
Das Neue Rathaus (1954–1958) von Fred Angerer daneben wurde inzwischen ebenfalls unter Denkmalschutz gestellt. Der große Rathausinnenhof mit Brunnen ist heute Teil einer öffentlich begehbaren Abfolge von Höfen, Plätzen, Arkaden, Freitreppen und Loggien vom Martin-Luther-Platz über den Markt bis in die Treppenhalle des Museums Georg Schäfer.

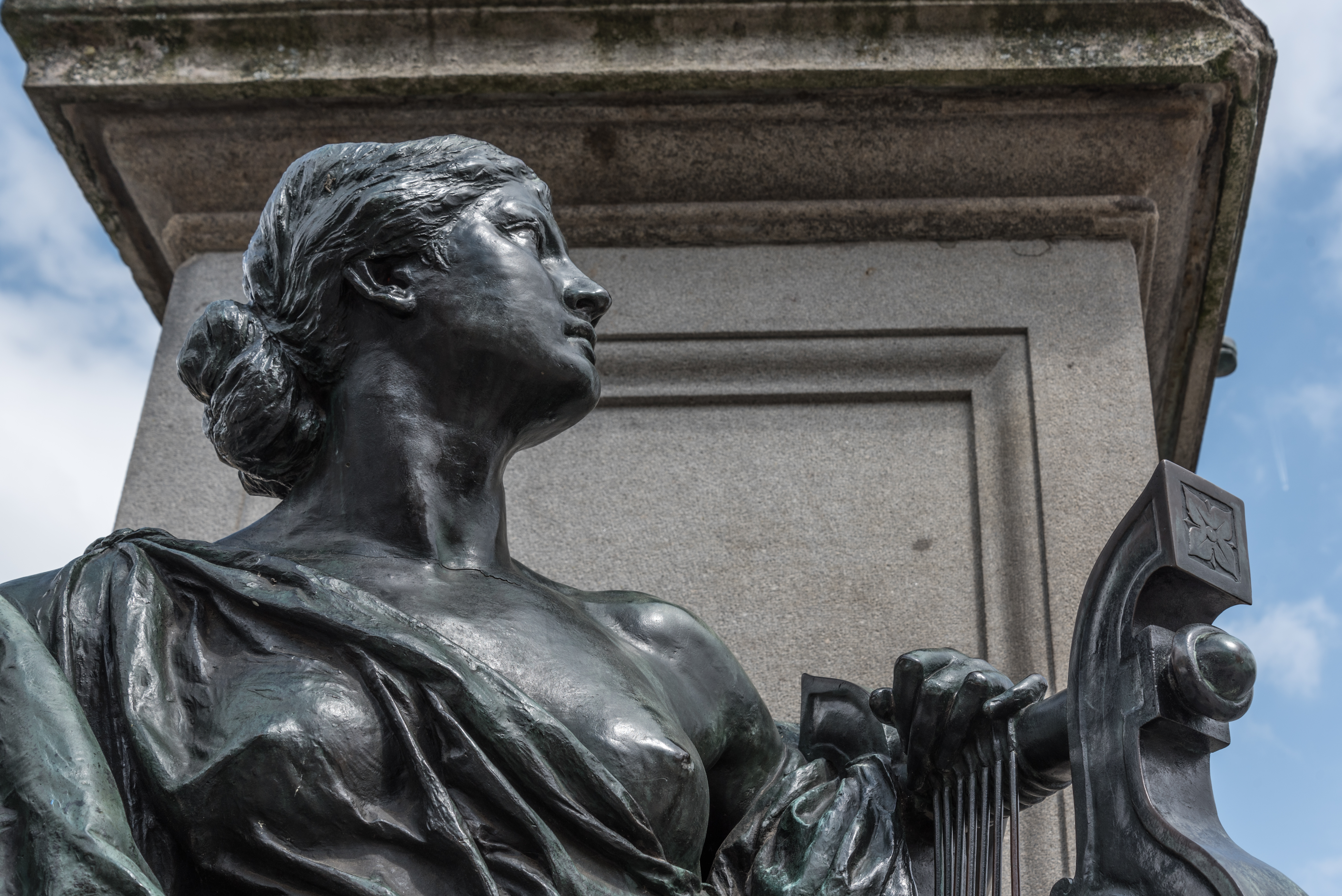
Detail am Rückert-Denkmal

Der Dichter Friedrich Rückert wurde 1788 im Haus Markt 2 (Rückerthaus), schräg gegenüber dem Rathaus (Markt 1), geboren. Er war bahnbrechender Übersetzer orientalischer Dichtung, beherrschte mindestens 44 Sprachen und übersetzte als Erster Teile des Korans in Deutsche. Rückert war im 19. Jahrhundert populärster Dichter Deutschlands, hatte ein distanziertes Verhältnis zum Lebemann Goethe und geriet im 20. Jahrhundert in Vergessenheit. Das Rückert-Denkmal (1890) am Marktplatz ist ein Bronzeguss von Wilhelm von Rümann und Friedrich von Thiersch. Zu Füßen des auf einem Stuhl sitzenden Dichters befinden sich allegorische Figuren seiner Werke Die Geharnischte Sonette, die er 1813 unter dem Pseudonym Freimund Raimar gegen Napoleon I. schrieb und die Weisheit des Brahmanen.
Mehrere bekannte Persönlichkeiten nächtigten am Markt, insbesondere im Brauhaus (Markt 30).
„Im Hause Nr. 8 am Markt wohnte am 20. October 1631 König Gustav Adolph von Schweden, im Hause Nr. 30 daselbst 1625 Wallenstein, 1634 Ottavio Piccolomini, 1813, wie eine im oberen Vorplatze angebrachte Tafel besagt, Kaiser Alexander von Russland auf seinem Siegeszuge nach Frankreich, und in den 1830er Jahren zweimal König Ludwig I. von Bayern.“
Im Zweiten Weltkrieg wurde die südliche Hälfte der Markt-Westseite fast total zerstört. Der Wiederaufbau dieser Häuserzeile stellt ein gelungenes Beispiel für Bürgerhäuser aus den frühen 1950er Jahren dar. Bei der weniger zerstörten Ostseite war ein planmäßiger Wiederaufbau nicht nötig und sie bildete lange Zeit ein unschönes Torso. Die Kaufhof AG, vormals Tietz, der in der Stadt bereits 1884 ein Warenhaus eröffnet hatte, überlegte, dort ein Warenhaus zu errichten, bevor Horten am Jägersbrunnen 1964 eröffnet wurde.

Markt
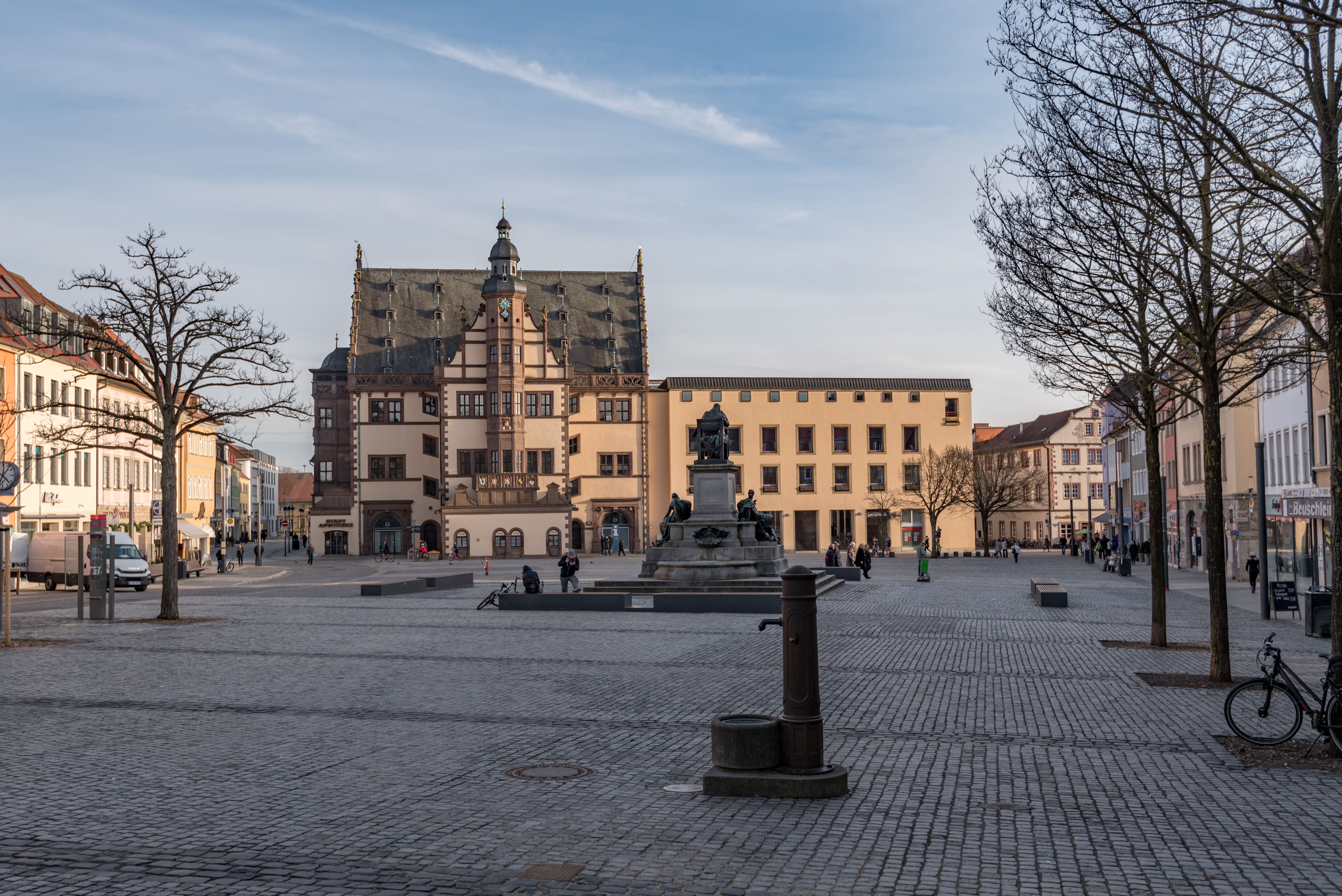
Südseite. Altes-, Neues Rathaus und Rückert-Denkmal. 2017
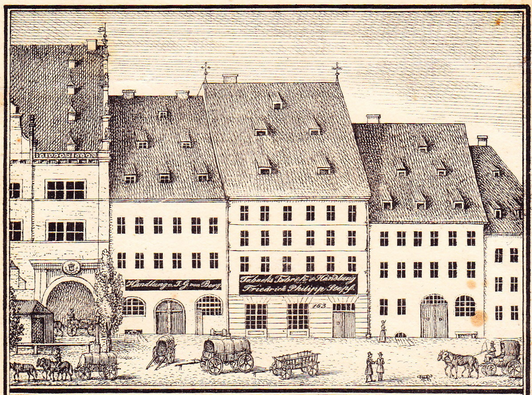
Südseite. Bürgerhäuser und Altes Rathaus (links). Um 1850
Südseite. Rückert-Denkmal und Altes Rathaus. Kriegsweihnacht 1942
Westseite. Keßlergasse (rechts) Hotel zum Raben und Bayerische Handelsbank. 1917

### Martin-Luther-Platz
Unweit nördlich des Marktes führt eine Freitreppe hoch zum Martin-Luther-Platz, dem historisch am besten erhaltenen Platz der Stadt. Im Katasterplan von 1868 wird der Platz als „Kirchhof“ bezeichnet.

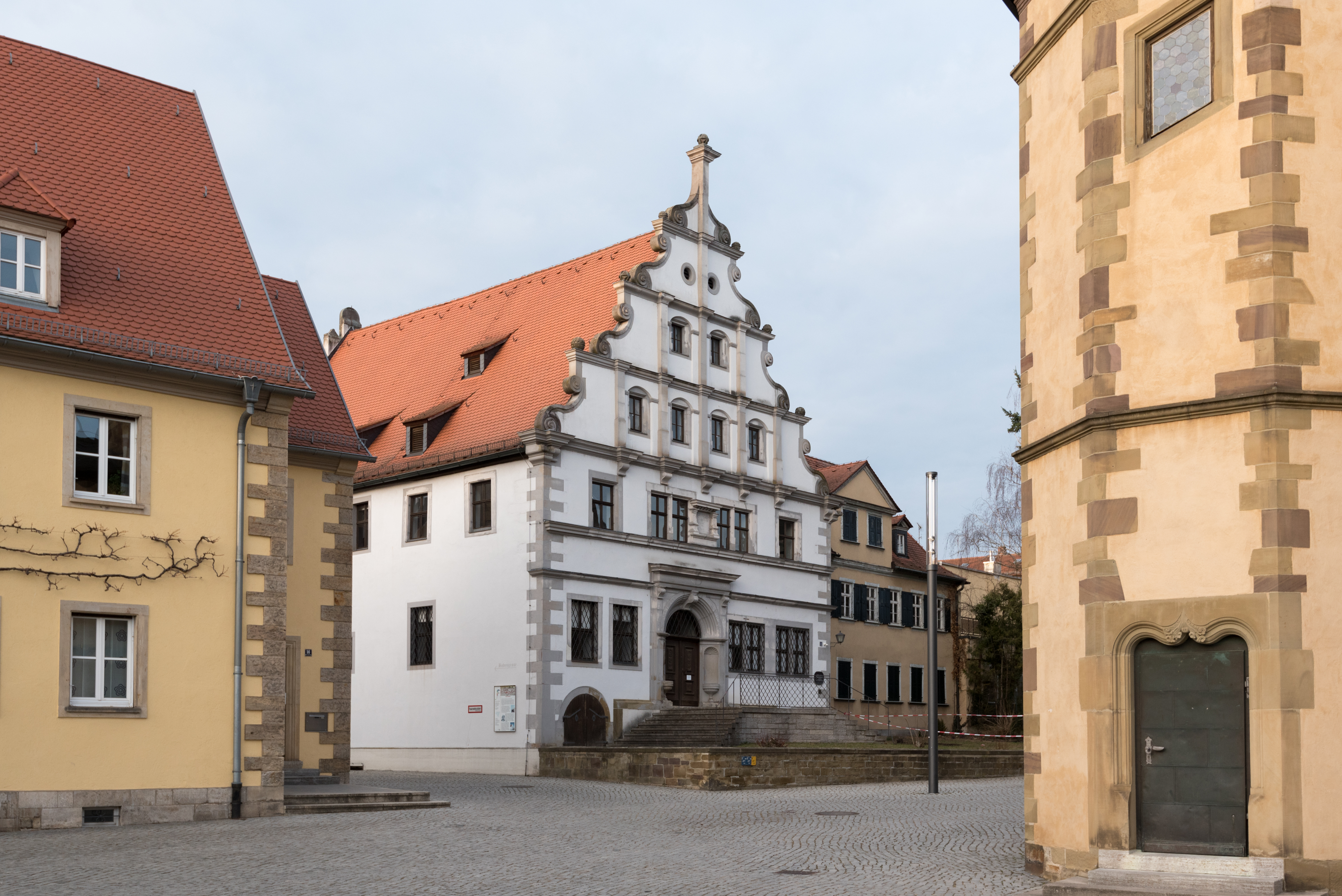
Martin-Luther-Platz mit
Altem Gymnasium (Renaissance)

Am Platz steht die Johanniskirche (ab 1200, Romanik, Gotik und weitere Baustile), die evangelische Hauptkirche der Stadt und das älteste erhaltene Gebäude Schweinfurts, das erstmals im Jahre 1237 schriftlich erwähnt wurde. Um 1200 wurde der Bau einer dreischiffigen Basilika begonnen. 1237 war der Nordturm mit romanischer Turmkapelle fertiggestellt, auf den Südturm verzichtete man. Seit 1542 ist die Kirche protestantisch, „eines der wichtigsten kirchlichen Baudenkmäler zwischen Bamberg und Würzburg“. St. Johannis war als Bürgerkirche geplant, jedoch ab 1325 musste der Rat der Stadt Schweinfurt die Baulast tragen. Nahezu alle europäischen Baustile über 8 Jahrhunderte, von der Romanik bis zum Klassizismus sind vertreten. Das Alte Gymnasium (1582–1583, Renaissance) hinter St. Johannis ist seit 1890 Heimat des Stadtgeschichtliches Museums. Es wird derzeit (Stand 2017) erweitert und bleibt deshalb bis mindestens 2019 geschlossen.[veraltet] Im Wenkheimer Gässchen lag ein Hof der fränkischen Ritterfamilie von Wenkheim (auch: von Wenckheim), den die Stadt 1445 kaufte. 1503 wurde dort eine Reichsvogtei eingerichtet. Die Wenkheimer besaßen später große Ländereien und Schlösser in Ungarn und stellten einen Ministerpräsidenten.

#### Kulturforum
Das Kulturforum am Martin-Luther-Platz sollte bis 2023 realisiert werden. Vorgesehen war eine Verbindung des Alten Gymnasiums mit dem Stadtgeschichtlichen Museum, dem Stadtschreiberhaus, der Alten Reichsvogtei und einem Geschäftshaus in der Oberen Straße. Dort sollten auch das Stadtarchiv aus dem benachbarten Friedrich-Rückert-Bau und die Sammlung Otto Schäfer, die als Schenkung samt dem Museumsgebäude am Kiliansberg in städtisches Eigentum überging, eine neue Heimat finden. Danach sollte der Friedrich-Rückert-Bau aus den 1960er Jahren, dessen Sanierung geschätzte 7 bis 8 Millionen Euro kosten würde, abgerissen werden und Platz für eine Tiefgarage schaffen, auf der Wohnungen errichtet werden sollen.[veraltet] Der Martin-Luther-Platz sollte dadurch, zusammen mit dem unverändert bleibenden Gunnar-Wester-Haus, als Museumsviertel ausgebaut werden. Die Pläne wurden 2022 auf Eis gelegt. Bis heute (2024) ist das Kulturforum eine Bauruine.

### Rückertstraße

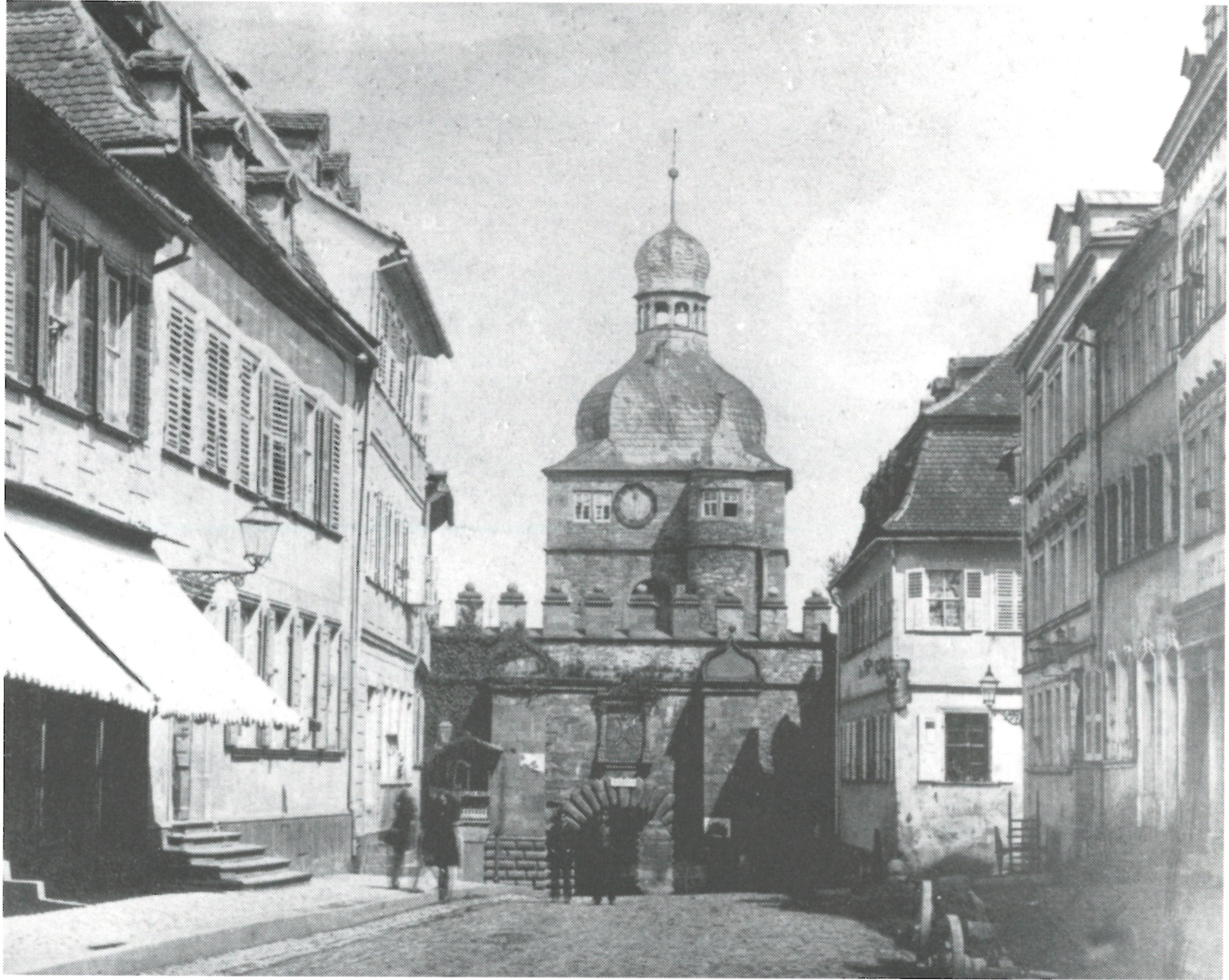
Mühltor, erbaut 1564. Foto vor 1876

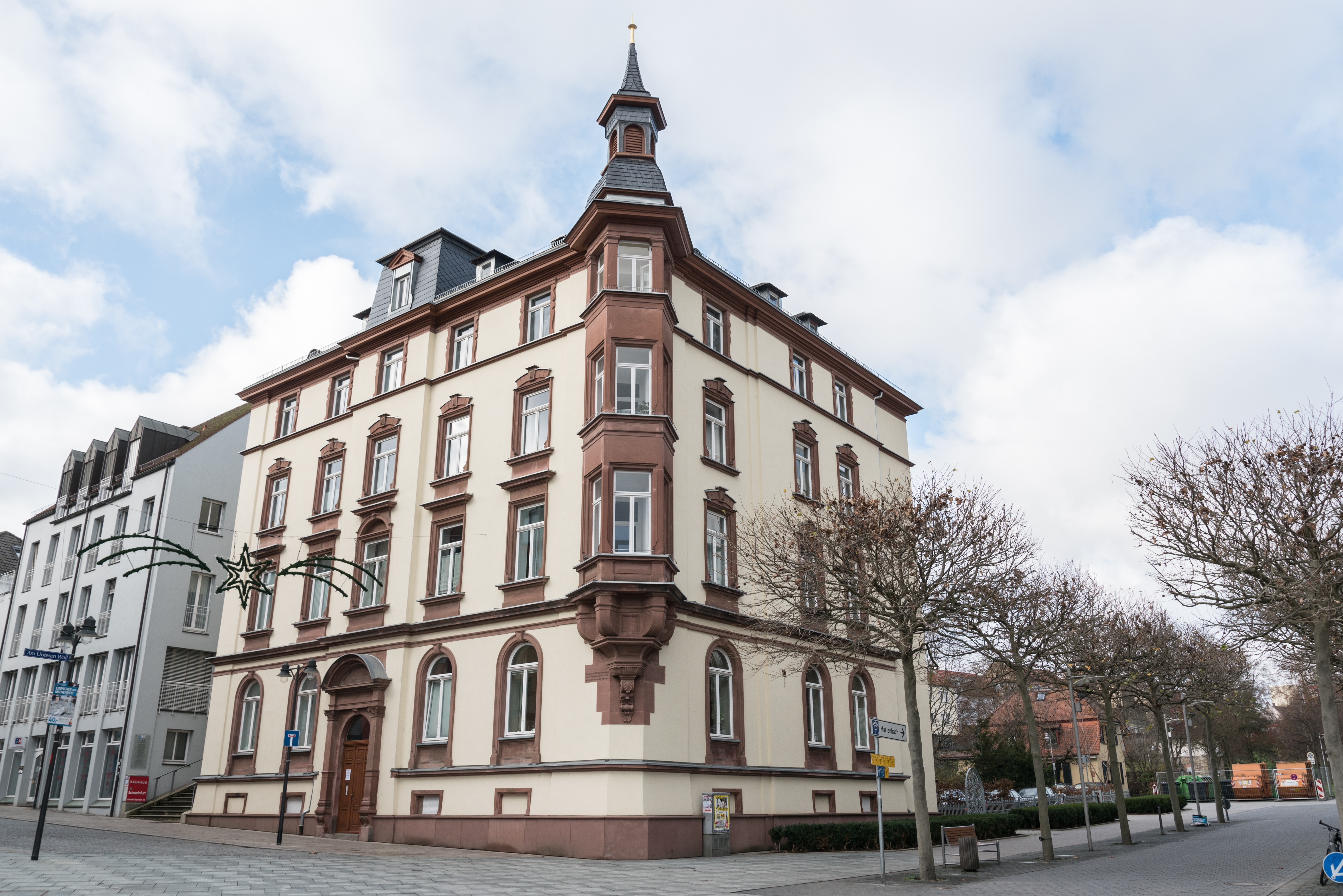
Ecke Rückertstraße/Am Mühltor
mit Reichsbank, erbaut Ende 19. Jh.

Die Rückertstraße hieß einst Mühlgasse, die zum 1876 abgebrochenen Mühltor führte. Sie wurde nach Friedrich Rückert umbenannt, der im Eckhaus zum Markt geboren wurde (siehe: Markt). Dort lag die Rathauskreuzung, die heute bedeutungslos ist (weitgehend Fußgängerzone). An ihr regelte seit spätestens 1950 die erste Verkehrsampel der Stadt den Verkehr, mittels einer gläsernen Kanzel am ersten Obergeschoss des Rückerthauses, in der ein Polizist die Anlage per Hand bedarfsgerecht schaltete.
Bis in die Nachkriegszeit führte ein Straßenbahngleis durch die Rückertstraße, als Relikt der bis 1921 verkehrenden Schweinfurter Straßenbahn, an die noch die Gaststätte Zur Straßenbahn in der Rückertstraße ⚭erinnert.
Die Rückertstraße gehörte bis Anfang der 1960er Jahre zu den wichtigen Geschäftsstraßen der Stadt, bis danach über Jahrzehnte eine Verschiebung und Ausweitung des Hauptgeschäftszentrums nach Westen einsetzte (siehe: Roßmarkt, Jägersbrunnen). In den 1990er Jahren erlebte die Rückertstraße eine kurze zweite Blüte als schicke Einkaufsstraße, danach gab es wieder mehrere Geschäftsschließungen, während sie in neuerer Zeit wieder in einem besseren Bild erscheint.

Rückertstraße
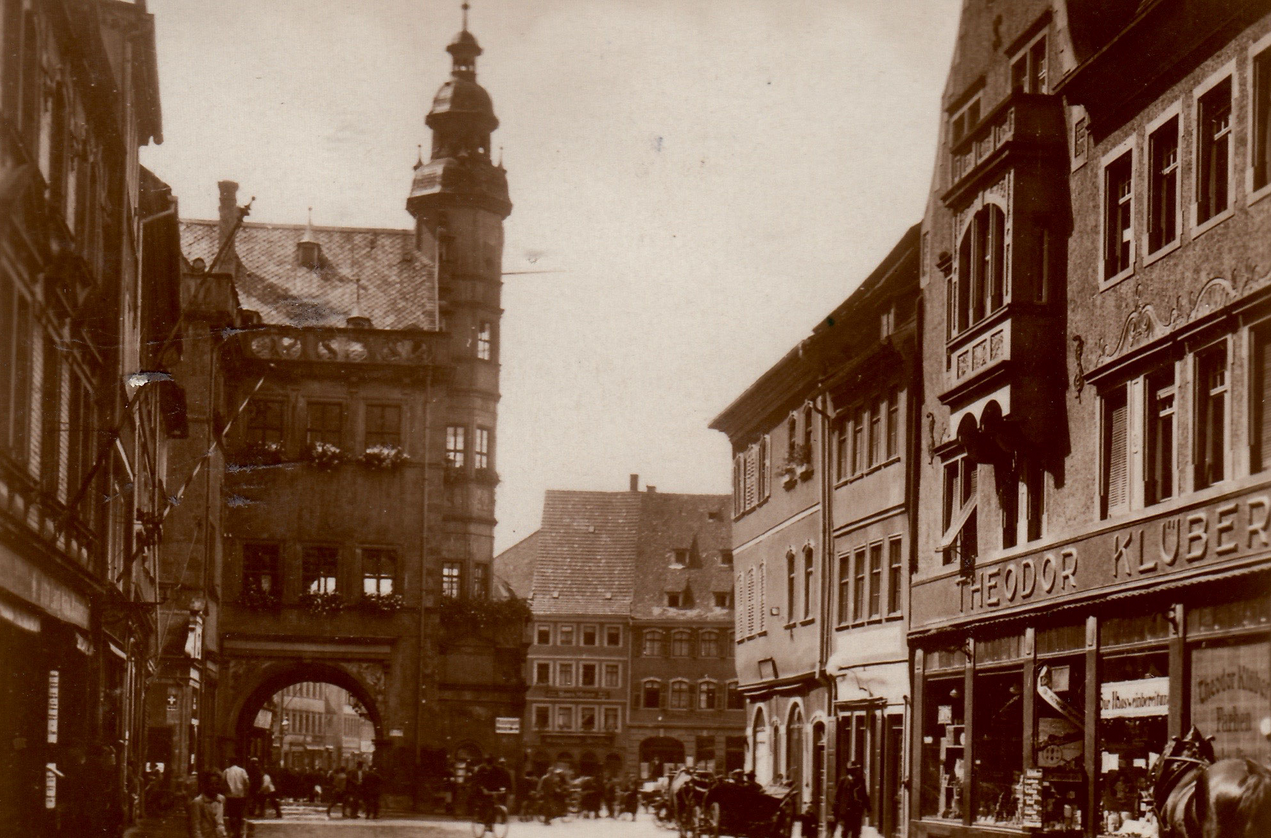
Blick zum Alten Rathaus um 1915
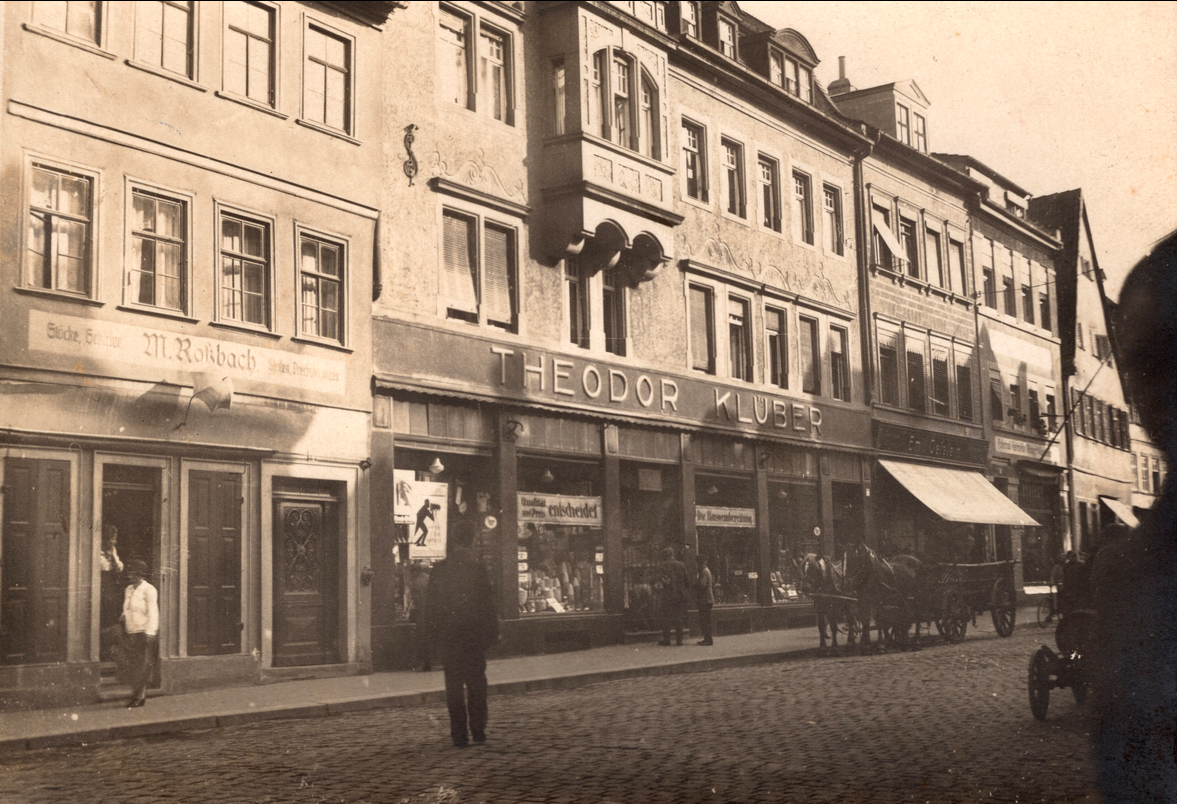
Nordseite um 1915
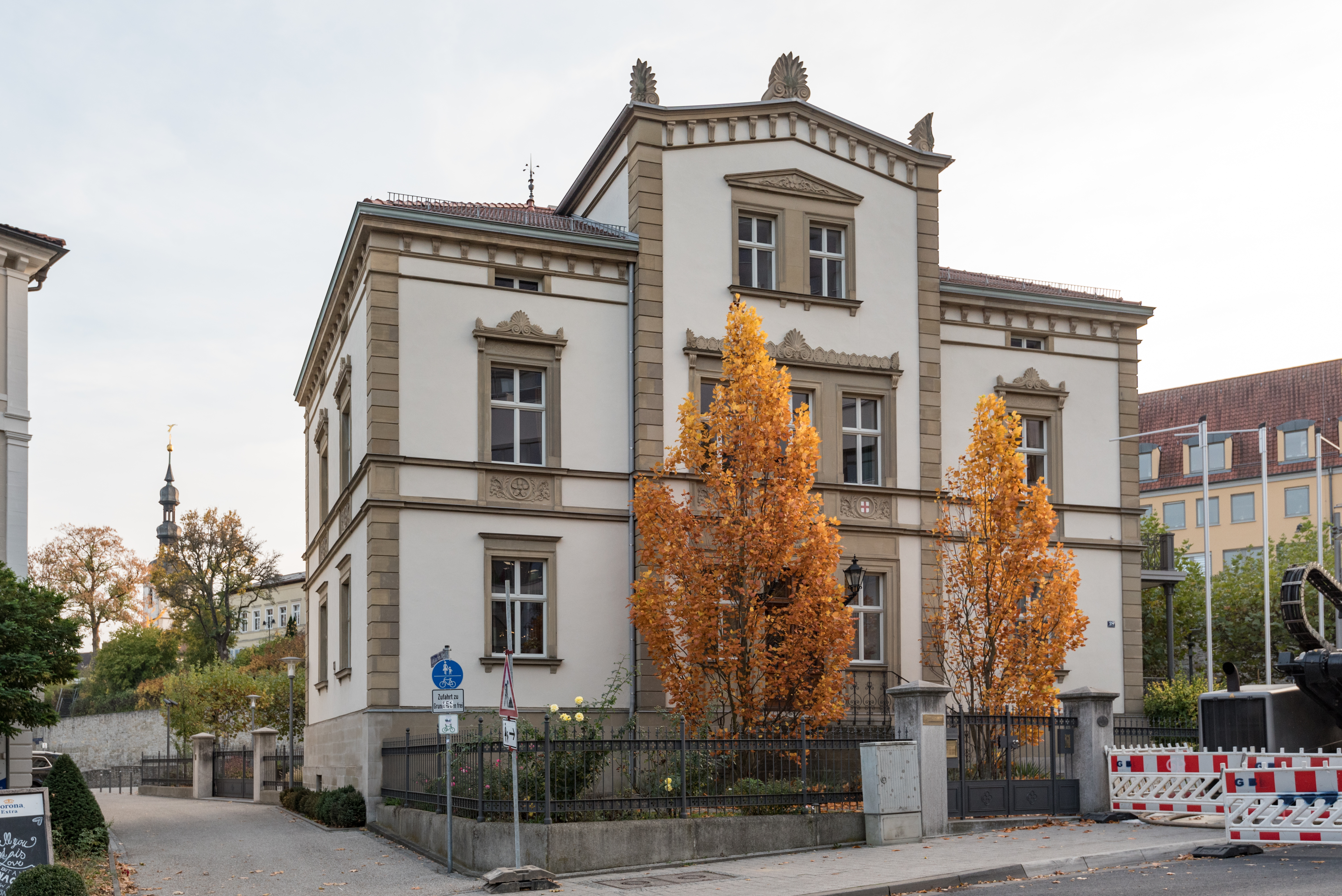
Villa vor der Stadtmauer. Spätklassizismus, erbaut um 1870
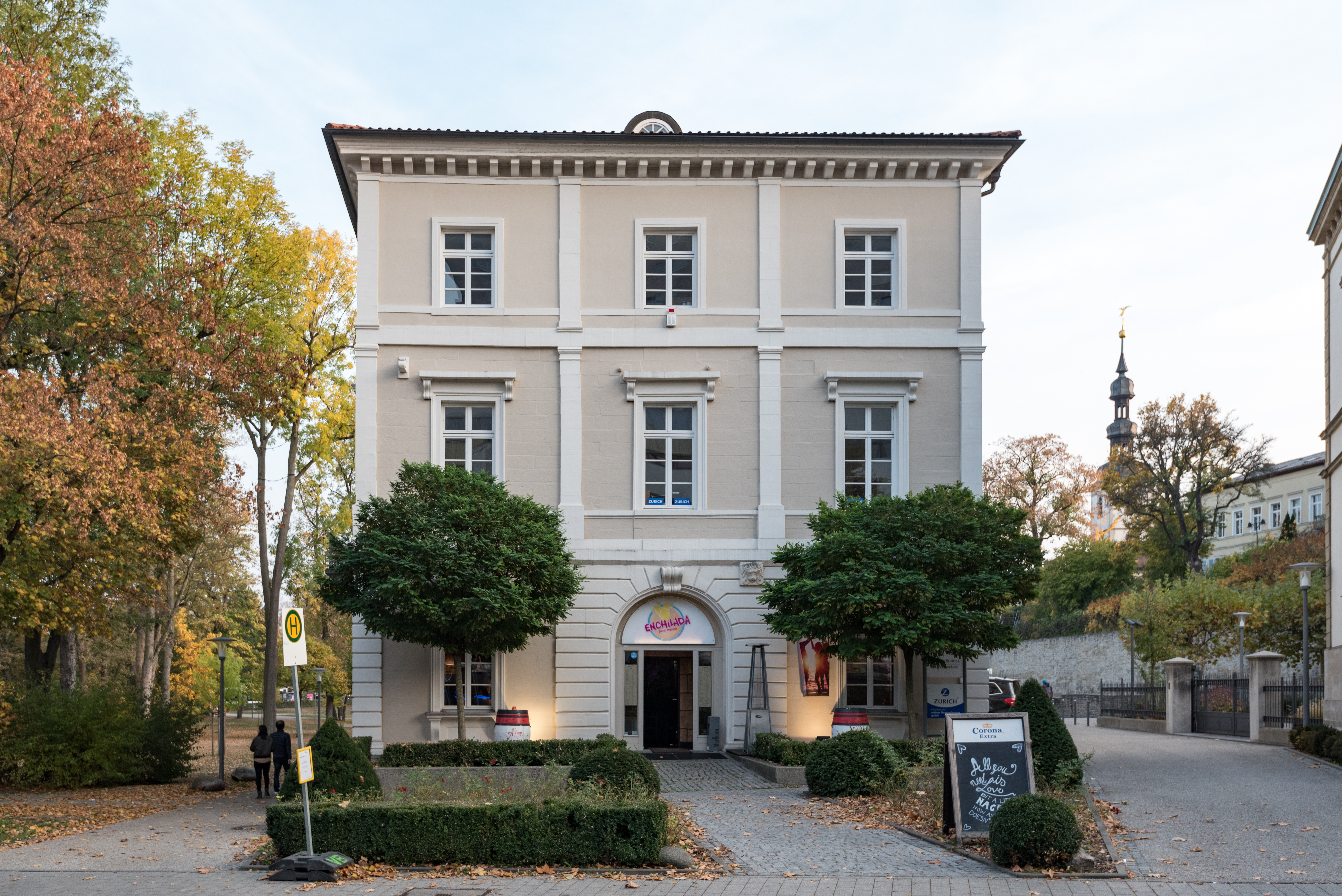
Villa vor der Stadtmauer. Spätklassizismus, erbaut um 1870

#### Rückert-Centrum

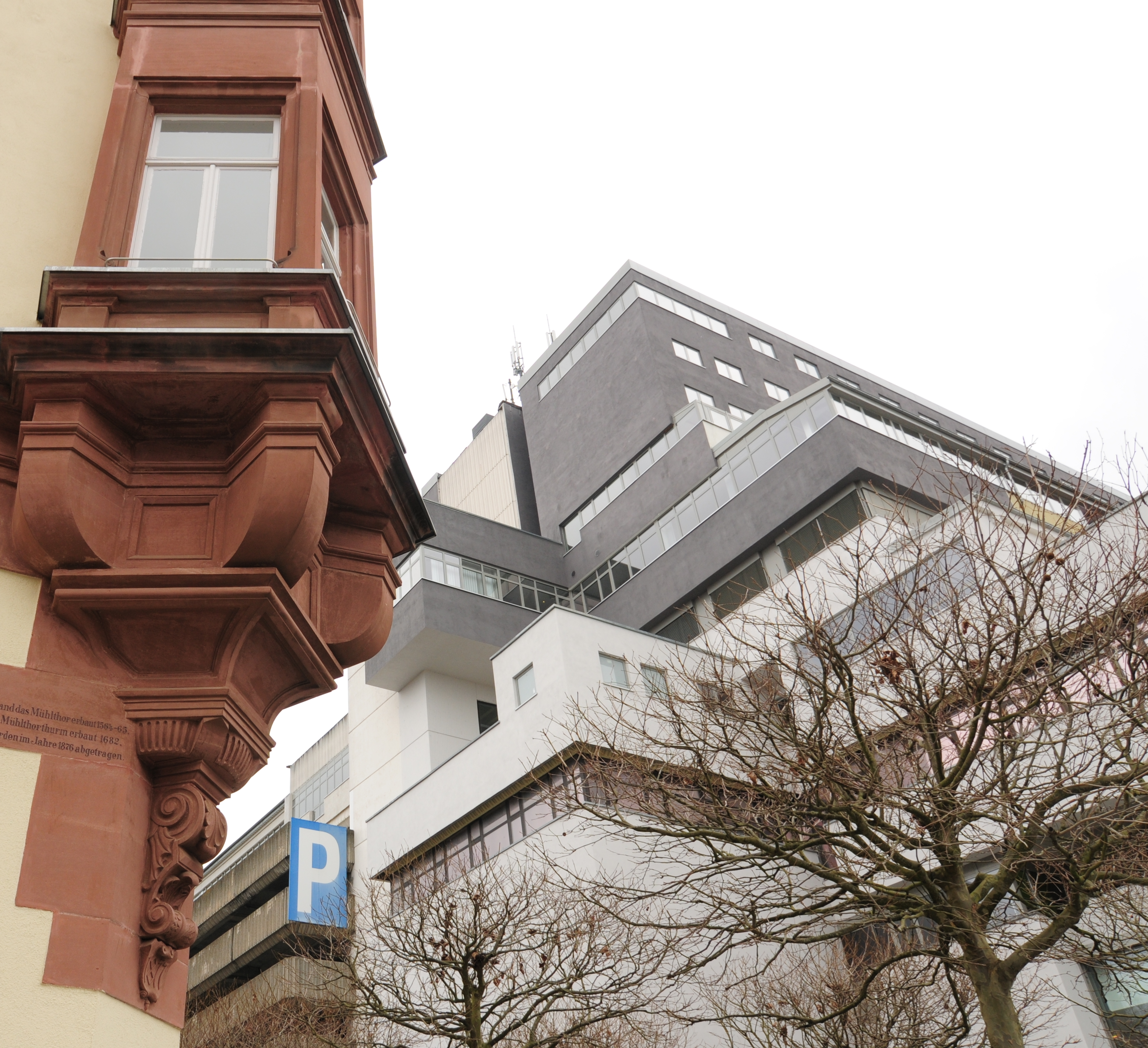
Rückert-Centrum
und Alte Reichsbank

Das Rückert-Centrum ist ein typisches Bau-Investitionsprojekt der frühen 1970er Jahre, das 1973 als Centrum Schweinfurt eröffnet wurde. Das Geschäftszentrum mit einer Verkaufsfläche von 21.000 m², Hotel, vielfältigen weiteren Angeboten und Parkhaus mit 650 Stellplätzen liegt am Ende der Rückertstraße, unmittelbar hinter der Stadtmauer, am einstigen Mühltor. Es sollte ein Gegengewicht zum damals boomenden Citybereich im Westen bilden, brachte jedoch nicht die erhoffte Wiederbelebung der Rückertstraße und östlichen Altstadt. Der wuchtige Betonbau (Brutalismus) mit Spitznamen Zementrum aus einer Zeit, in der man wenig Wert auf Stadtbild und Denkmalschutz legte, steht im scharfen Gegensatz zur östlichen, sehr kleinteiligen Altstadt. Der große Komplex erfuhr jedoch infolge unzähliger Baumaßnahmen in den ersten Jahrzehnten des 21. Jahrhunderts eine optische und funktionale Aufwertung.

### Spitalstraße

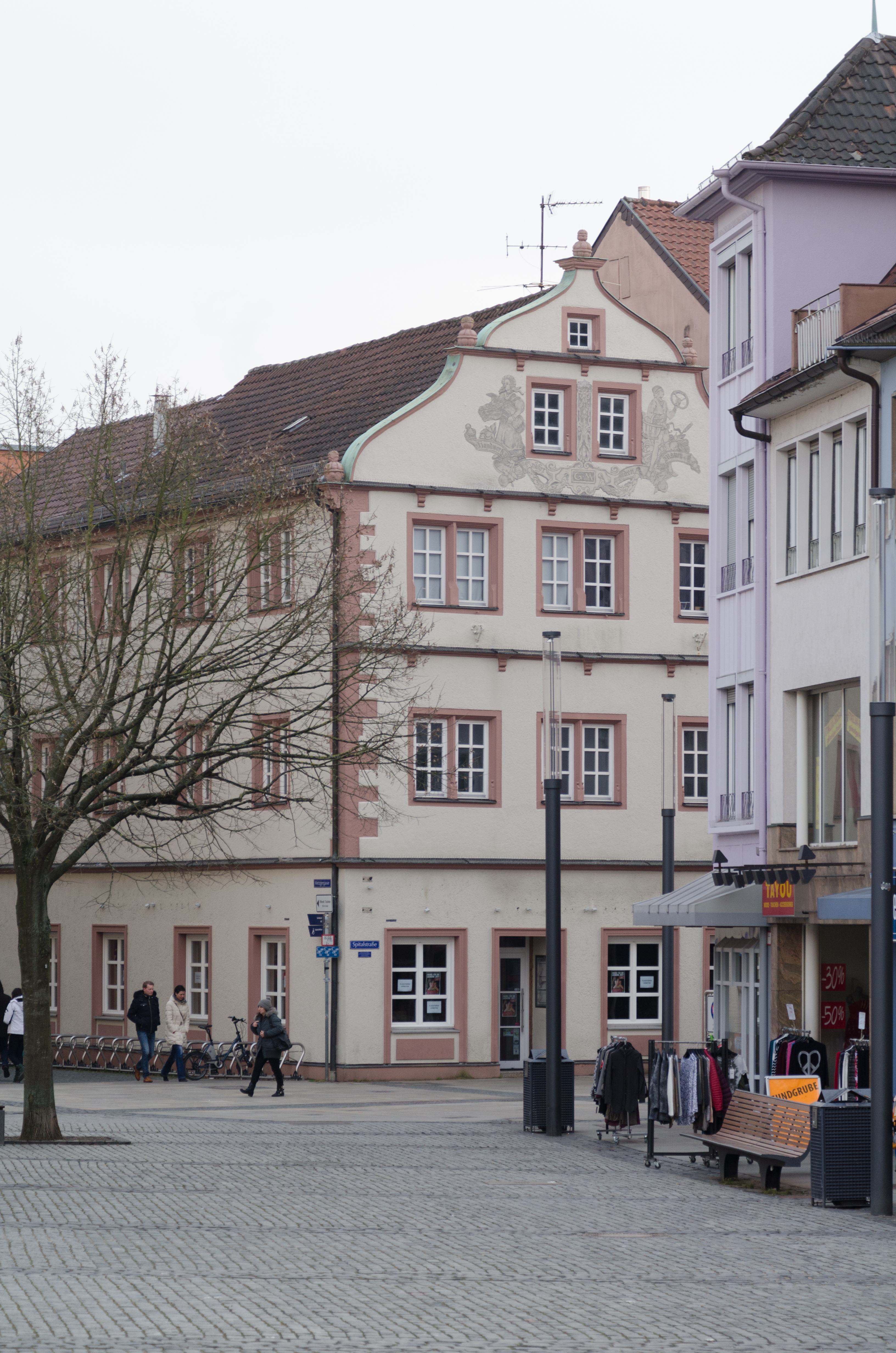
Spitalstraße 1 (1568)

Die Spitalstraße hieß ursprünglich Spitalgasse, um 1896 Hospitalstraße und während des Nationalsozialismus Adolf-Hitler-Straße. Sie führt in Richtung zweier, einstiger Spitäler, des Spitals zum Heiligen Geist und eines Spitals an der Stelle der heutigen Grünanlage Alter Friedhof. In der westlichen Blickachse der Straße steht der 1911 vollendete Turm der Heilig-Geist-Kirche am einstigen, gleichnamigen Spital.

Warenhaus Tietz um 1916. Später Kaufhaus Kroneneck, Abbruch 1986. Heute Commerzbank

Die Spitalstraße, die vom Markt nach Westen führt, war bis in die 1960er Jahre die Hauptstraße und das Hauptgeschäftszentrum der Stadt, bis die Westverschiebung des City-Gebietes einsetzte. 1982 wurde die Spitalstraße Fußgängerzone.
Im Katasterplan von 1868 bildeten Spitalstraße, Steinweg und Schultesstraße bereits eine 800 m lange westliche Hauptentwicklungsachse der Stadt, die sonst kaum über die Stadtmauer hinausgewachsen war. Erst sechs Jahre später wurde einen Kilometer weiter westlich der Centralbahnhof und spätere Hauptbahnhof eröffnet. Auf dieser Westachse fuhr von 1895 bis 1921 die erste kommunale Straßenbahn Bayerns, die Schweinfurter Straßenbahn, als eingleisige Pferdebahn zum Hauptbahnhof. Das Straßenbahndepot befand sich am 1876 abgebrochenen Mühltor.
1884 eröffnete Leonhard Tietz aus Stralsund, der Begründer der heutigen Warenhauskette Kaufhof, seine zweite deutsche Filiale in Schweinfurt, die er 1893 innerhalb seiner Familie weiterreichte. Das einstige Schweinfurter Warenhaus Tietz, nach dem Zweiten Weltkrieg Kaufhaus Kroneneck, wurde 1986 abgerissen für einen Neubau der Commerzbank.
Spitalstraße und Steinweg (siehe: Schultesstraße) wurden um 1900 in Abschnitten zur Prachtstraße und zur Flaniermeile des Bürgertums mit (von Ost nach West) dem Café Viktoria, dem Mode Bazar Louis Voit, dem Café Restaurant Metropol, dem Warenhaus Tietz, der Gewerbehalle, der Heilig-Geist-Kirche, der Steinwegschule und der Königlichen Filialbank, der späteren Bayerischen Staatsbank.

Spitalstraße im Spiegel der Zeit
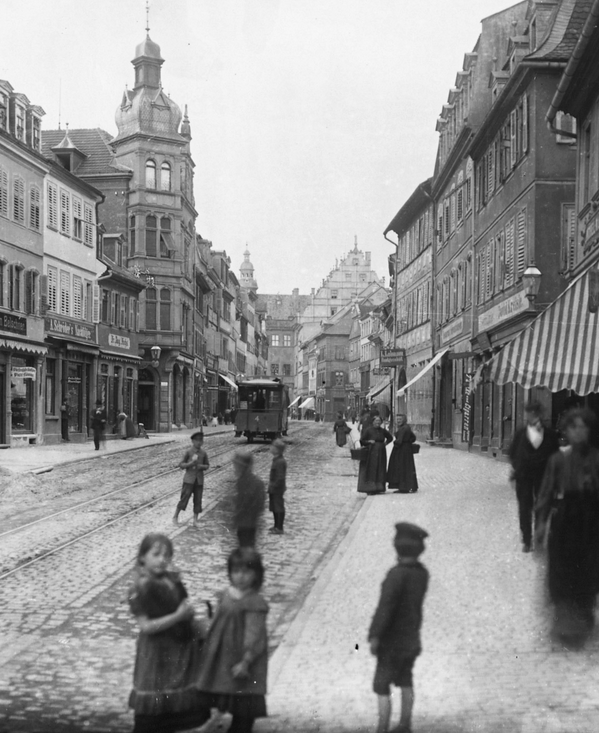
Schweinfurter Straßenbahn. Frühes 20. Jh.
Radiohaus Bechert. 1930er Jahre
Spitalstraße 30 im Jahr der Olympischen Spiele in Berlin und Eröffnung des Willy-Sachs-Stadions. 1936
Willy Sachs (mit Hut). Ende 1930er Jahre
US-Soldat entfernt Straßenschild. 1945
Lu-Li Filmpalast. 1950er Jahre
Spitalstraße, mittlerer Bereich. 1950er Jahre
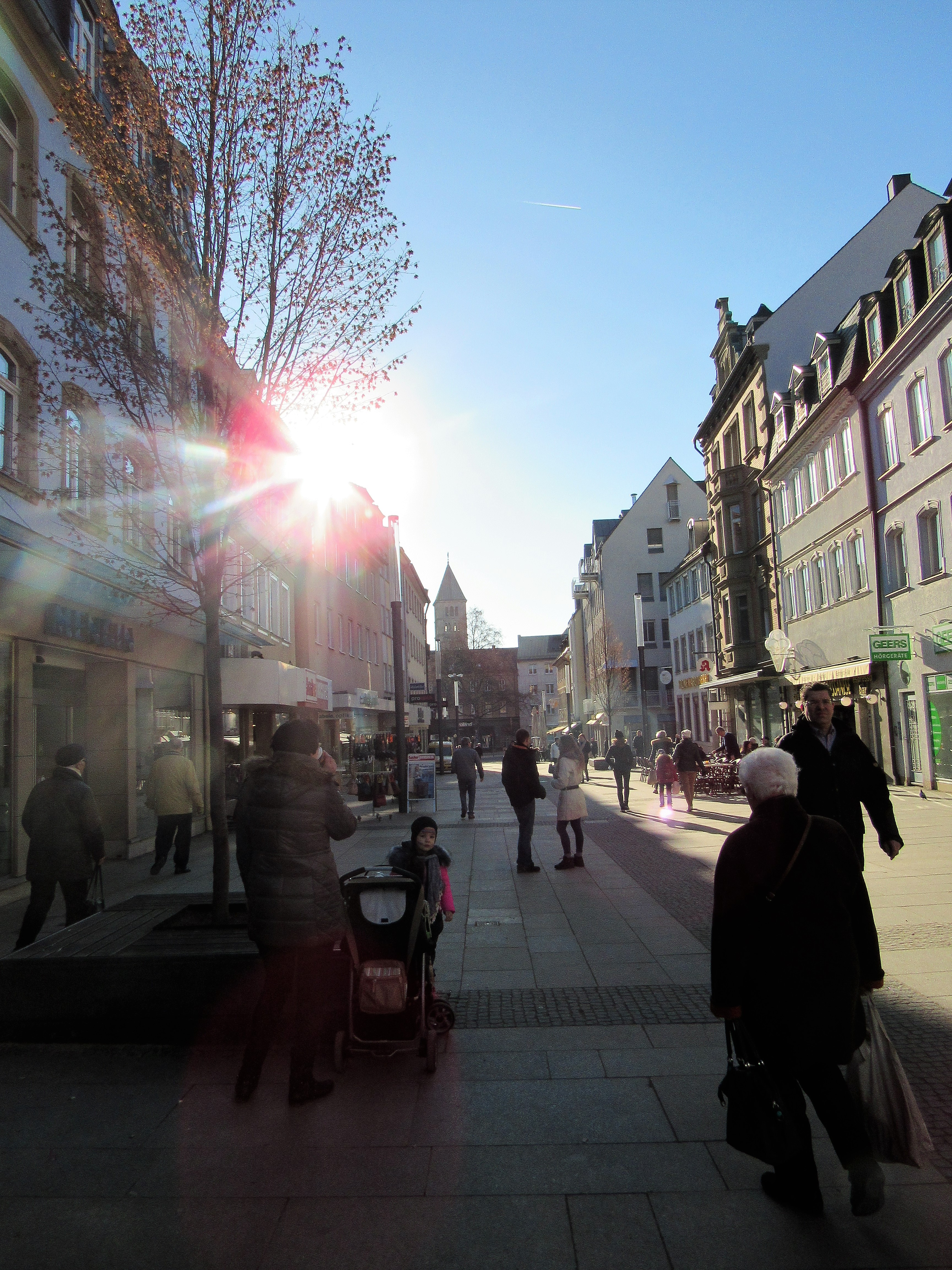
Spitalstraße mit Turm der Heilig-Geist-Kirche. 2017

### Ehemaliges Gewerbeviertel

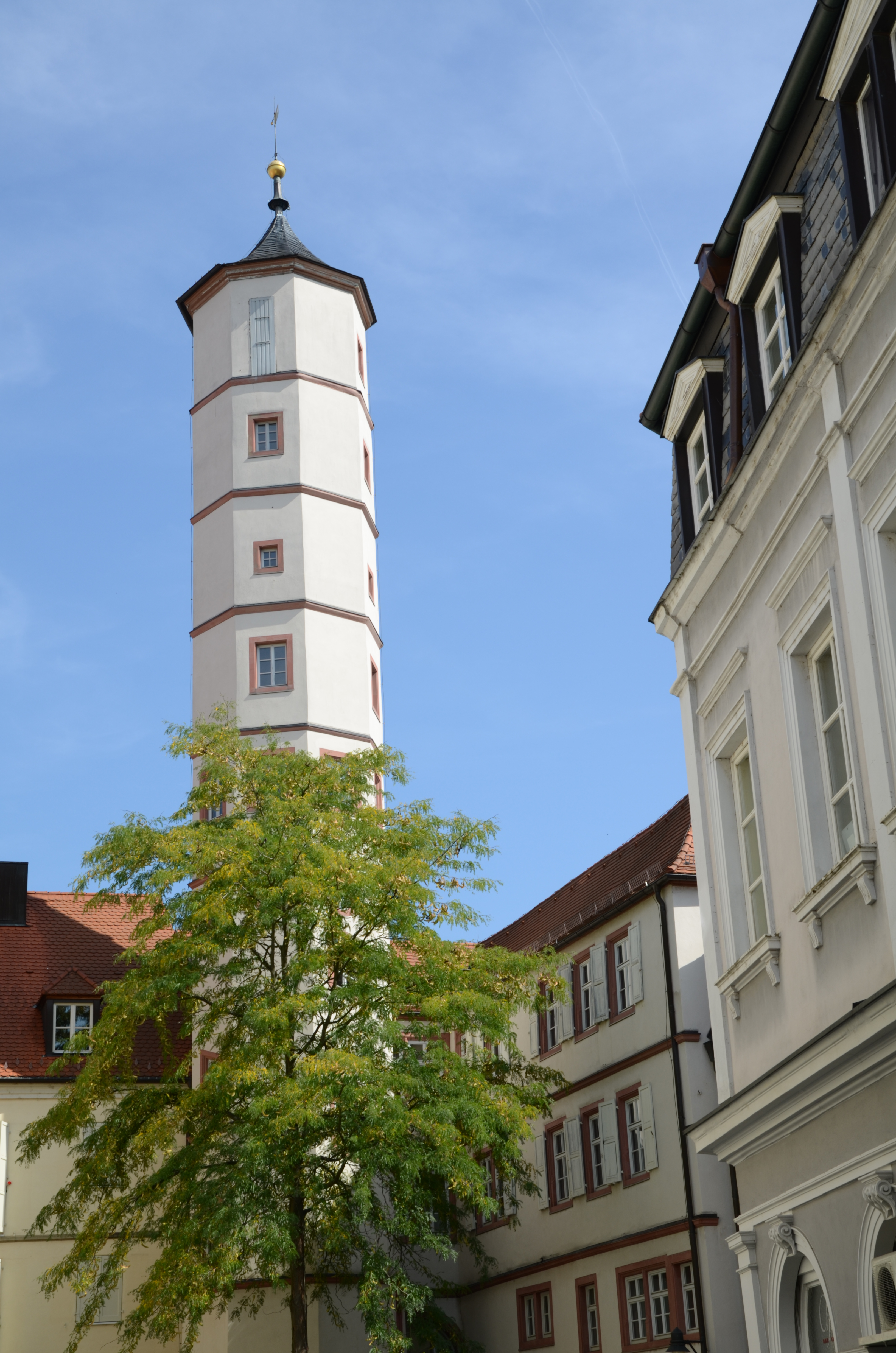
Ehemaliges Gewerbe-viertel mit Schrotturm

Das ehemalige Gewerbeviertel wurde einst von drei Stadttoren als Eckpunkten begrenzt, dem Brückentor im Osten, dem Fischertor im Süden und dem Innerem Spitaltor im Westen. Die Altstadtsanierung Schweinfurts begann 1979 im ehemaligen Gewerbeviertel. Das Quartier liegt hinter der einstigen, verschiedenen Industriezweigen dienenden, Großen Mainmühle, von der noch große Nachfolge-Gebäude (Spinnmühle) erhalten sind. Das Viertel mit seinem weithin sichtbaren Wahrzeichen, dem Schrotturm, ist ein städtebaulich geschlossener Bereich mit mittelalterlichem Gassengrundriss.
In der Judengasse stand im späten Mittelalter die erste Synagoge der Jüdischen Gemeinde Schweinfurt.
Der Schrotturm wurde 1611 als repräsentativer Treppenturm für ein großes Renaissance-Haus errichtet; später wurde der Komplex zur Herstellung von Schrotkugeln genutzt. Die Hofanlage Metzgergasse 16 ist ein sehr gut erhaltener Hof des 16 Jahrhunderts.

### Keßlergasse, Lange Zehntstraße

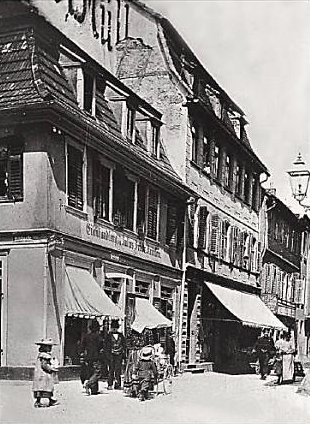
Kesslergasse an Ecke Kirchgasse um 1900. Heute steht hier das Krönlein Karree (vgl. mit Bild im Abschnitt Georg-Wichtermann-Platz)

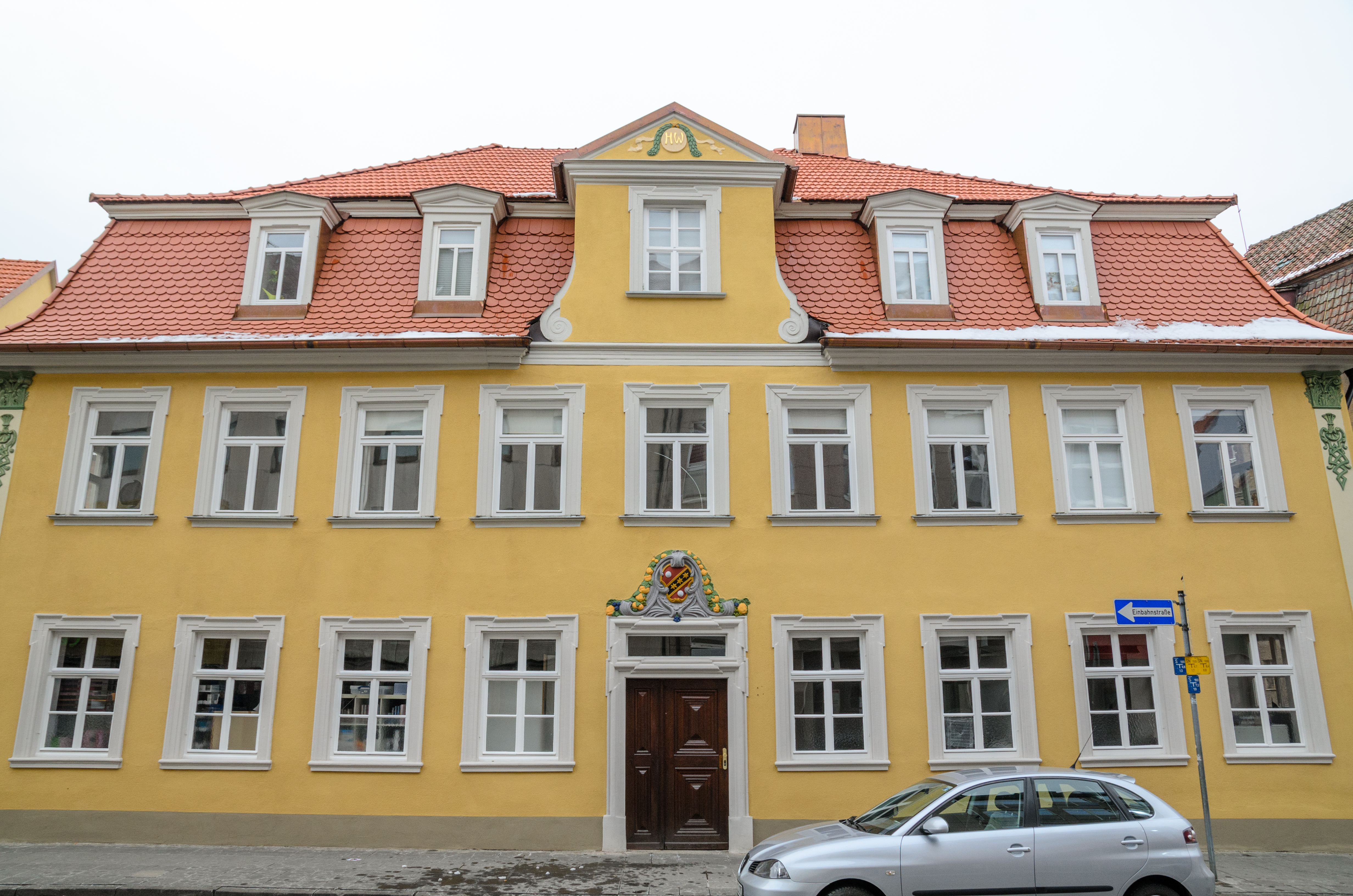
Zehntstraße: Barockhaus

Das Quartier war im 18. und 19. Jahrhundert vom gut situierten Bürgertum und einer wohlhabender Handwerkerschicht bewohnt worden. Heute gilt die Keßlergasse als Synonym für das alte Schweinfurt, worauf die Figur des Schweinfurter Tagblatts mit Kommentaren zum Stadtgeschehen Rosl von der Keßlergass Bezug nimmt (siehe auch: Hadergasse).
Das Sanierungsgebiet Altstadt 5: Keßlergasse, Lange Zehntstraße (4,0 ha) ist eine der ältesten Fußgängerzonen Deutschlands, in der die Keßlergasse an ihrer schmalsten Stelle nur 3,50 Meter breit ist. Der Name Zehntgasse (heutige Zehntstraße) ist seit 1424 nachweisbar und geht auf den 1387 erbauten Zehnthof des Stifts Haug in Würzburg zurück. Heute steht dort das Postamt der Innenstadt und unweit westlich das Zwölfapostelhaus. Im Katasterplan von 1868 tragen noch die nächstgelegenen Felder außerhalb der Stadtmauer den Flurnamen Zehent.
1989 wurde in der Kesslergasse, mit Verbindung zur Langen Zehntstraße, die 950 Quadratmeter große Markthalle eröffnet. Mit Geschäften, vorwiegend Delikatessen und Gastronomie wurde die Markthalle mit südlichem Flair zu einem beliebten Treffpunkt. Im Jahre 2010 schloss die Markthalle (heute: Woolworth).

## Übergangsbereich innere/äußere Altstadt
In diesem Abschnitt werden Straßen und Plätze beschrieben, die zu beiden Seiten der einstigen, inneren Stadtmauer liegen (siehe: Stadterweiterung).

### Krumme Gasse, Am Oberen Wall
Das Areal um die Krumme Gasse und entlang des Oberen Walls liegt am nordöstlichen Rand der Altstadt und in seinem nördlichen Bereich bereits im Gebiet der Stadterweiterung. Es entspricht dem Sanierungsgebiet Altstadt 3: Krumme Gasse, Am Oberen Wall (7,9 ha) und wurde größtenteils in den 1990er Jahren saniert. Die Krumme Gasse ist als Bauensemble in die Bayerische Denkmalliste eingetragen.
Das schmale Areal zieht sich 400 Meter entlang der hier weitgehend erhaltenen oder teilrekonstruierten Stadtmauer und liegt in seinem nördlichen Bereich steil oberhalb des Tals des Marienbachs. Mit seinen engen, verwinkelten, aber nicht zusammenhängenden Gassen bildet es kein geschlossenes Quartier.
Im Süden grenzt dieser Altstadtbereich an die Rückertstraße. Im Westen wird er vom Markt und der Oberen Straße (einst: Obere Gasse oder Obertorgasse) begrenzt, die einst im Hauptgeschäftszentrum der Stadt lag, bis dann eine Westverschiebung einsetzte (siehe: Rückertstraße).
Die Krumme Gasse wurde bereits 1434 als gepflasterte Gasse erwähnt. Bei der Sanierung wurden erstmals die Gassen nur am Rand gepflastert und zur leichteren Begeh- und Befahrbarkeit in der Mitte mit einem Band aus Strukturasphalt versehen.

#### Hauptwache/Brauerei Roth
In der Mitte des Areals stand oberhalb der Stadtmauer die Hauptwache. In einem Plan von 1771 ist sie mit drei Richtung Kiliansberg gerichteten Kanonen auf dem Dach eingezeichnet. An Stelle der Hauptwache befindet sich heute, in zum Teil historischen Gebäuden, die seit 1818 bestehende Brauerei Roth. Das Roth’sche Haus (auch: Schopperhaus) von 1588 in der Oberen Straße 24 war ein größeres Renaissance-Gebäude, auf das 1944 eine Sprengbombe fiel und das Haus zerstörte, mit Ausnahme des gut erhaltenen Erdgeschosses, in dem sich seit je her ein Lokal befindet. Eine mysteriöse Inschrift in der Hofeinfahrt des Hauses berichtet vom angeblichen Meteoritenfall von Schweinfurt auf das Anwesen im Jahre 1627, der nicht nachweisbar ist.

Krumme Gasse/Am Oberen Wall
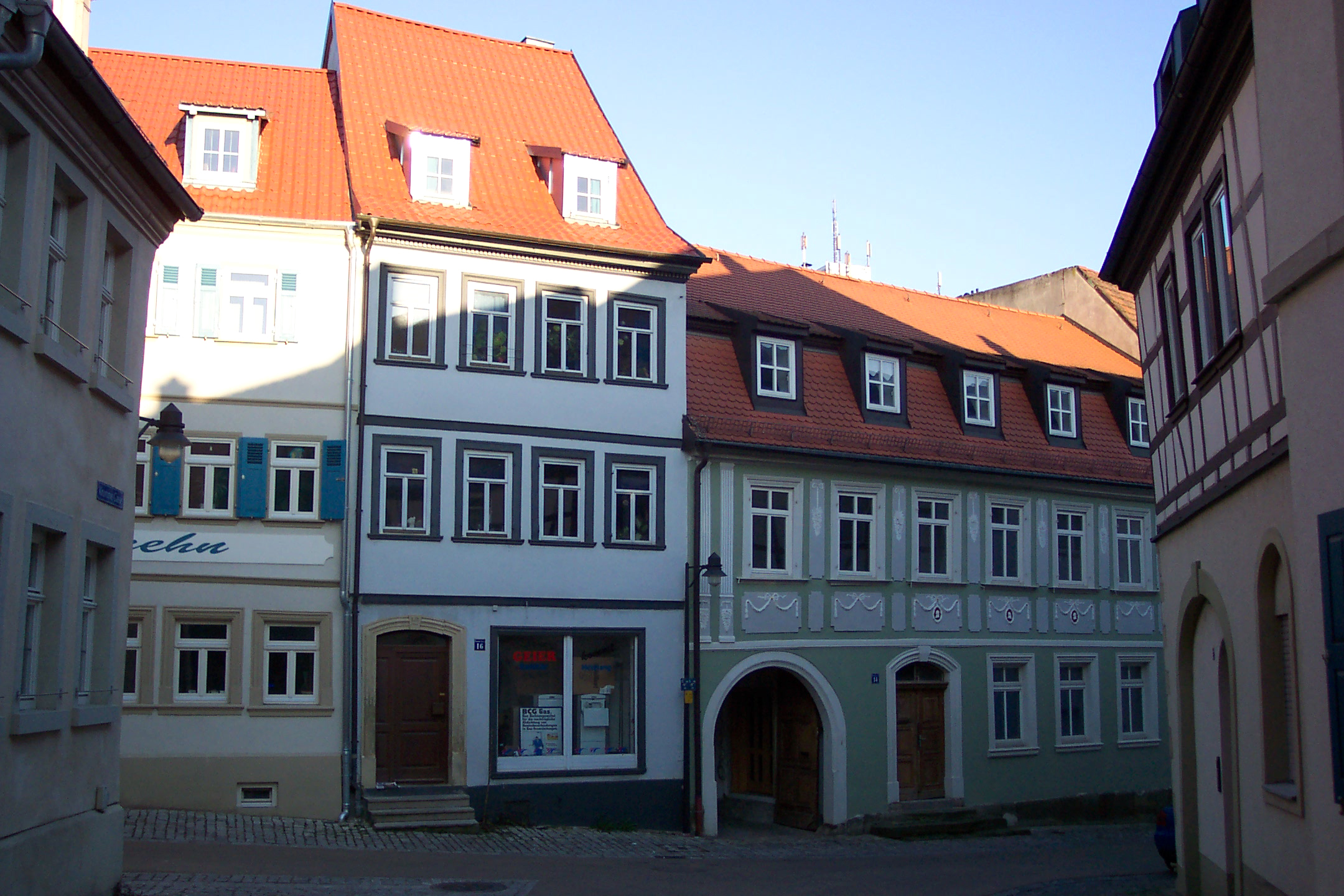
Krumme Gasse rechts Haus Patrizier
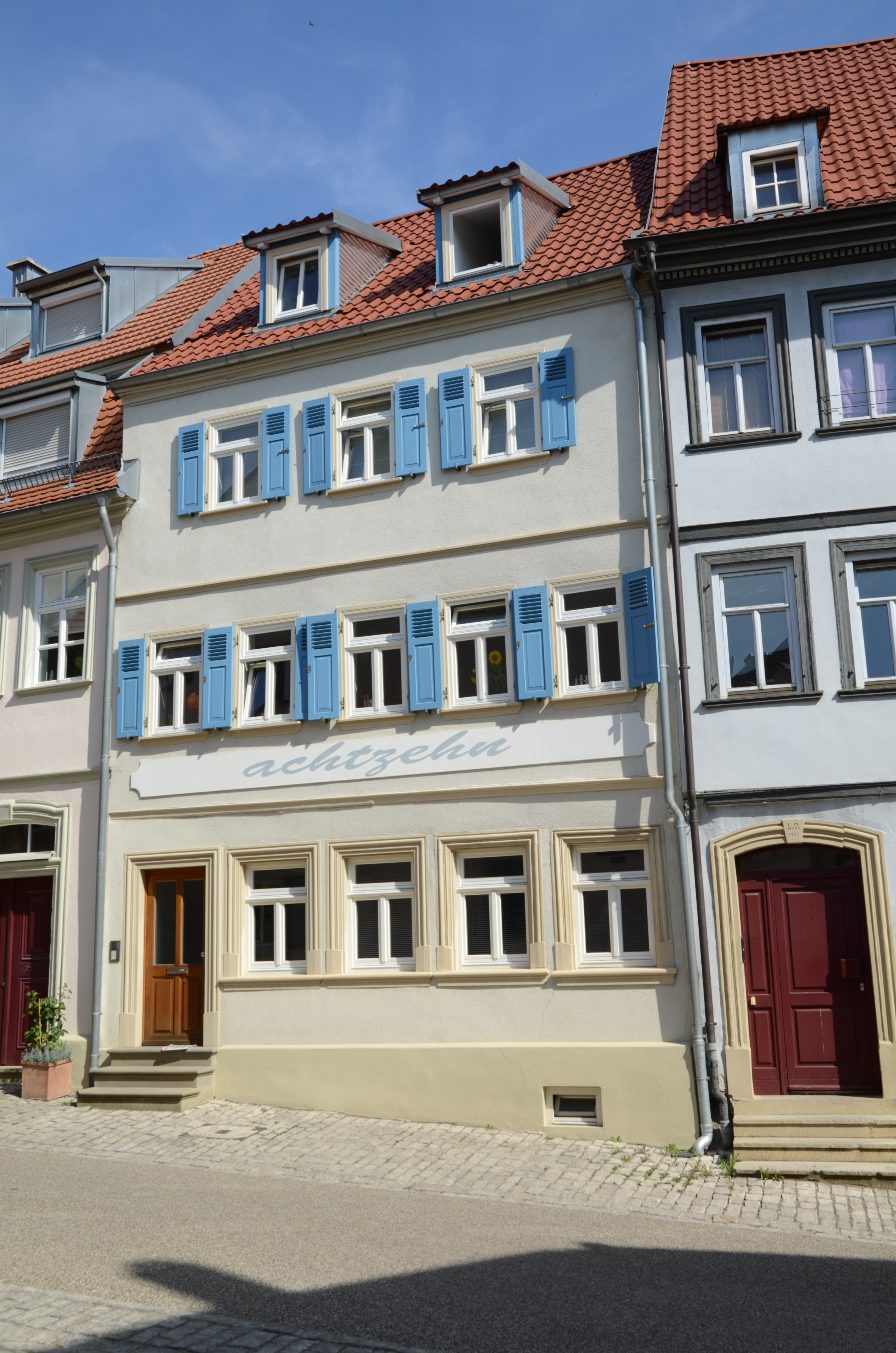
Krumme Gasse
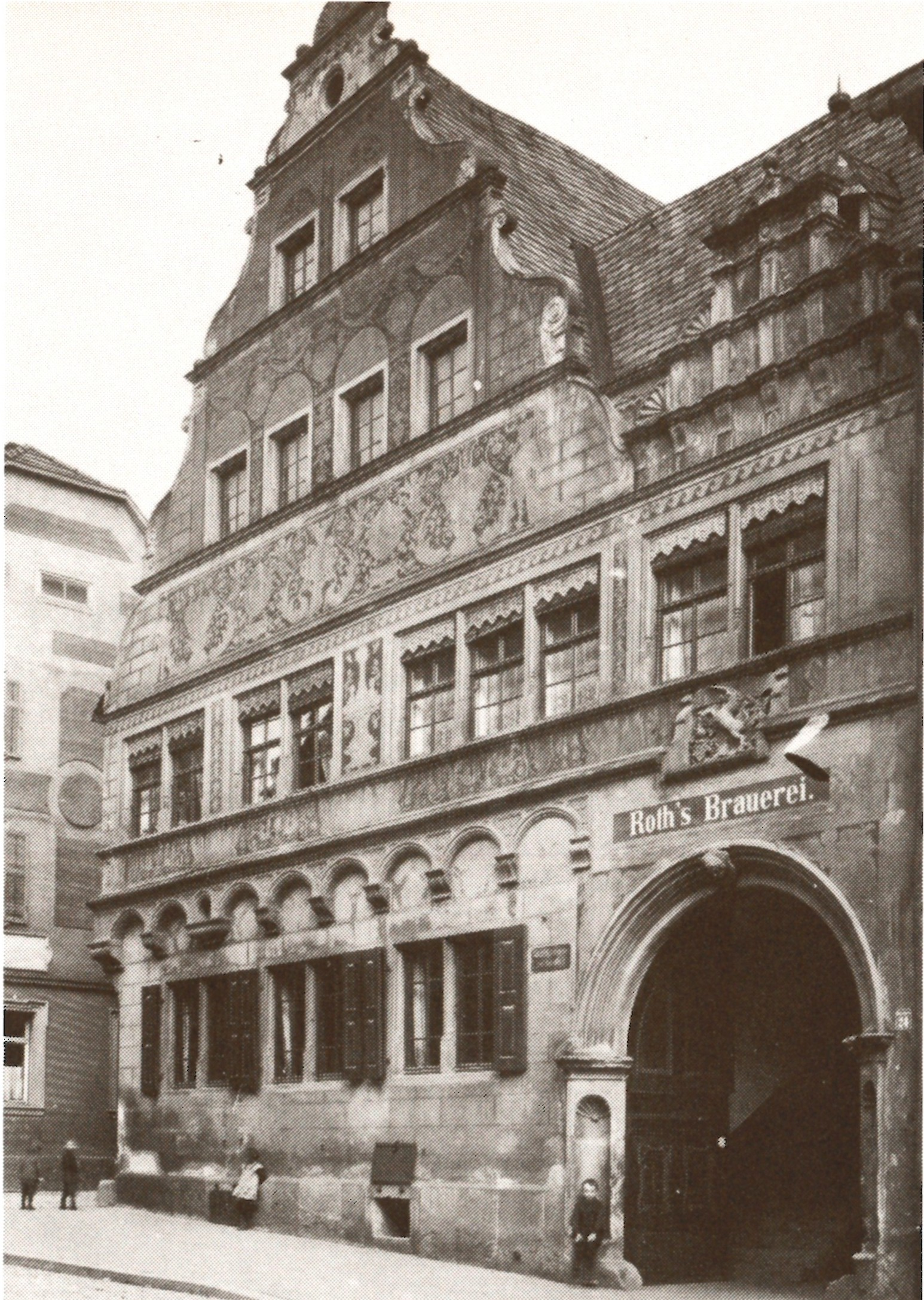
Roth'sches Haus (teilzerstört)

Weitere Bilder siehe: Schweinfurter Modell

### Georg-Wichtermann-Platz (ehem. Postplatz)

Postplatz. Bürobedarf Jean Giegler. 1930er Jahre?

Die einstige Fleischbank am gleichnamigen Platz wurde 1890 abgebrochen. Hierher wurde das Postamt vom Stadtbahnhof verlegt und der Platz in Postplatz umbenannt. 2005 wurde der Platz wieder umbenannt; zu Ehren des die Nachkriegszeit prägenden Oberbürgermeisters Georg Wichtermann (1956 bis 1974) trägt er seitdem seinen Namen. Wegen des fehlenden historischen Bezugs des Namens wird vom traditionsreichen Hotel Roß auch die Bezeichnung Alter Postplatz verwendet. Der Platz liegt an der Nahtstelle der weithin noch erhaltenen inneren Altstadt im Osten und der äußeren Altstadt im Westen (siehe: Stadterweiterung). Letztere ist heute weithin ein unstrukturiertes Innenstadtgebiet mit geringem architektonischen Wert. So besitzt auch der Georg-Wichtermann-Platz kaum mehr Altstadtcharakter und gehört deshalb auch nicht zu den Altstadt-Sanierungsgebieten. Durch den Platz zog sich bis 1437 der innere Stadtgraben (siehe: Stadterweiterung), auf den man 1986 beim Bau der zweigeschossigen Tiefgarage unter diesem Platz stieß. Seit 1562 befanden sich hier Brot- und Fleischbänke von Bäckern und Metzgern. Von 1804 bis 1890 stand hier in Platzmitte das Gebäude der Fleischbank. Auf dem Katasterplan von 1868 ist der Platz deshalb auch als Fleischbank bezeichnet. Danach wurde an selber Stelle das Stadtpostamt errichtete, das 1893 bereits über 40 Telefonsprechstellen verfügte, der Platz hieß fortan Postplatz. 1966 wurde das Postamt abgebrochen und 1986 das Kaufhaus Kroneneck, vormals Warenhaus Tietz (siehe auch: Spitalstraße). Nach dem Bau der Tiefgarage wurde der darüberliegende Platz mit Platanen aus Italien bepflanzt und nach mediterranen Vorbild als Sandplatz zum Boule-Spiel gestaltet, was nicht alle Bürger verstanden und eine versiegelte Fläche forderten.
Julius Friedrich Krönlein eröffnete 1857 am Postplatz eine Eisenwarenhandlung und 1953 ein Kaufhaus, mit durch Haushaltswaren- und Geräten erweitertem Angebot, das 2002 schloss und 2016 abgebrochen wurde. An den Namen erinnert heute das 2016/17 errichtete Geschäftshaus Krönlein Karree (siehe auch historisches Foto beim Abschnitt Keßlergasse, Lange Zehntstraße).
Caspar Giegler flüchtete 1642 aus dem durch den Dreißigjährigen Krieg verwüsteten Thüringen, erwarb in der Reichsstadt Schweinfurt die Bürgerrechte und baute 1658 eine Buchbinderwerkstatt auf. Das Familienunternehmen und älteste Unternehmen der Branche Deutschlands wird heute in elfter Generation an anderer Stelle der Stadt unter der Dachmarke büroboss geführt.

Georg-Wichtermann-Platz (ehem. Postplatz) im Wandel der Zeit
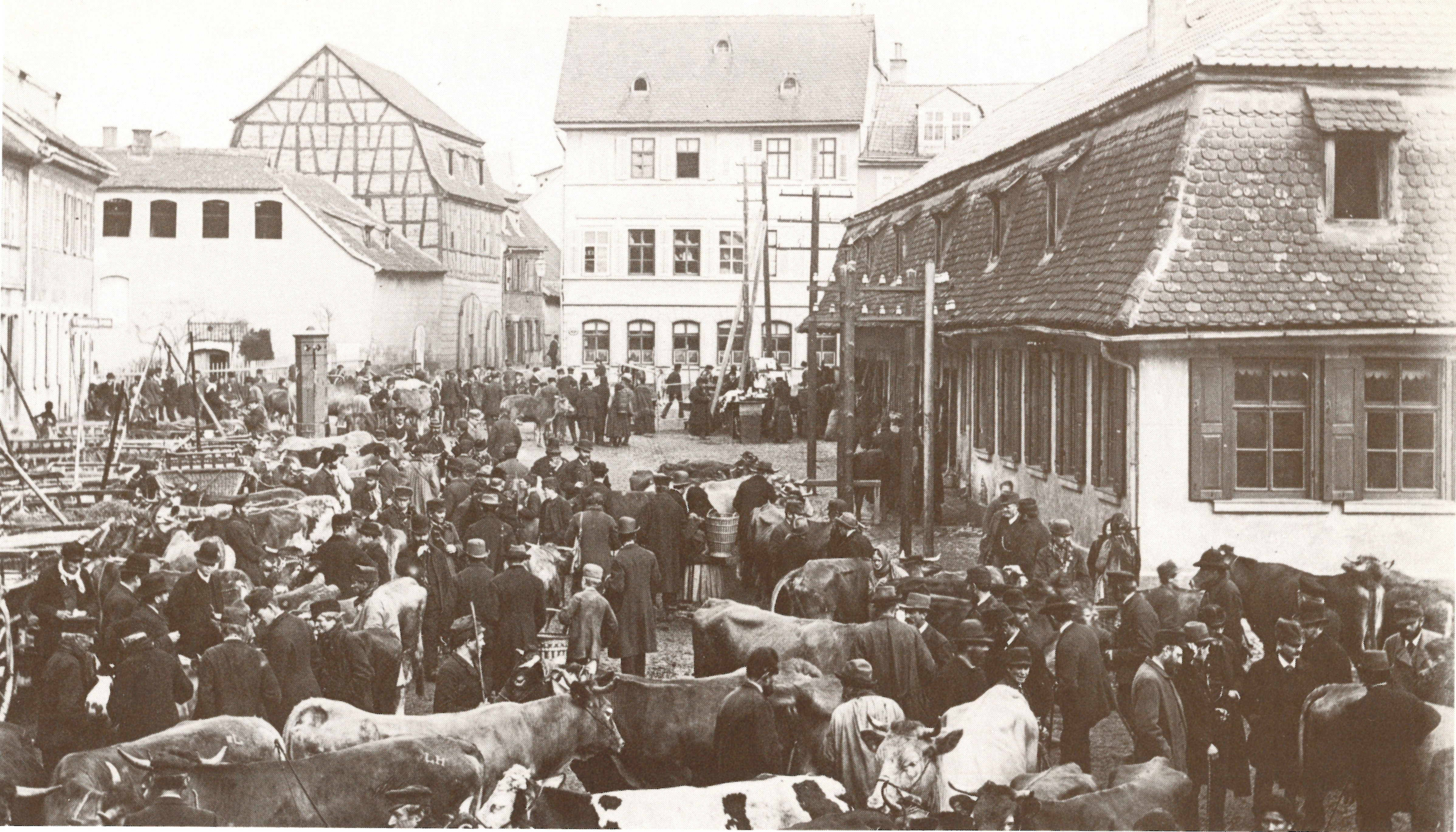
Blick zur Nordseite. Fleischbank (rechts in Platzmitte) abgebrochen 1890. Vor 1890
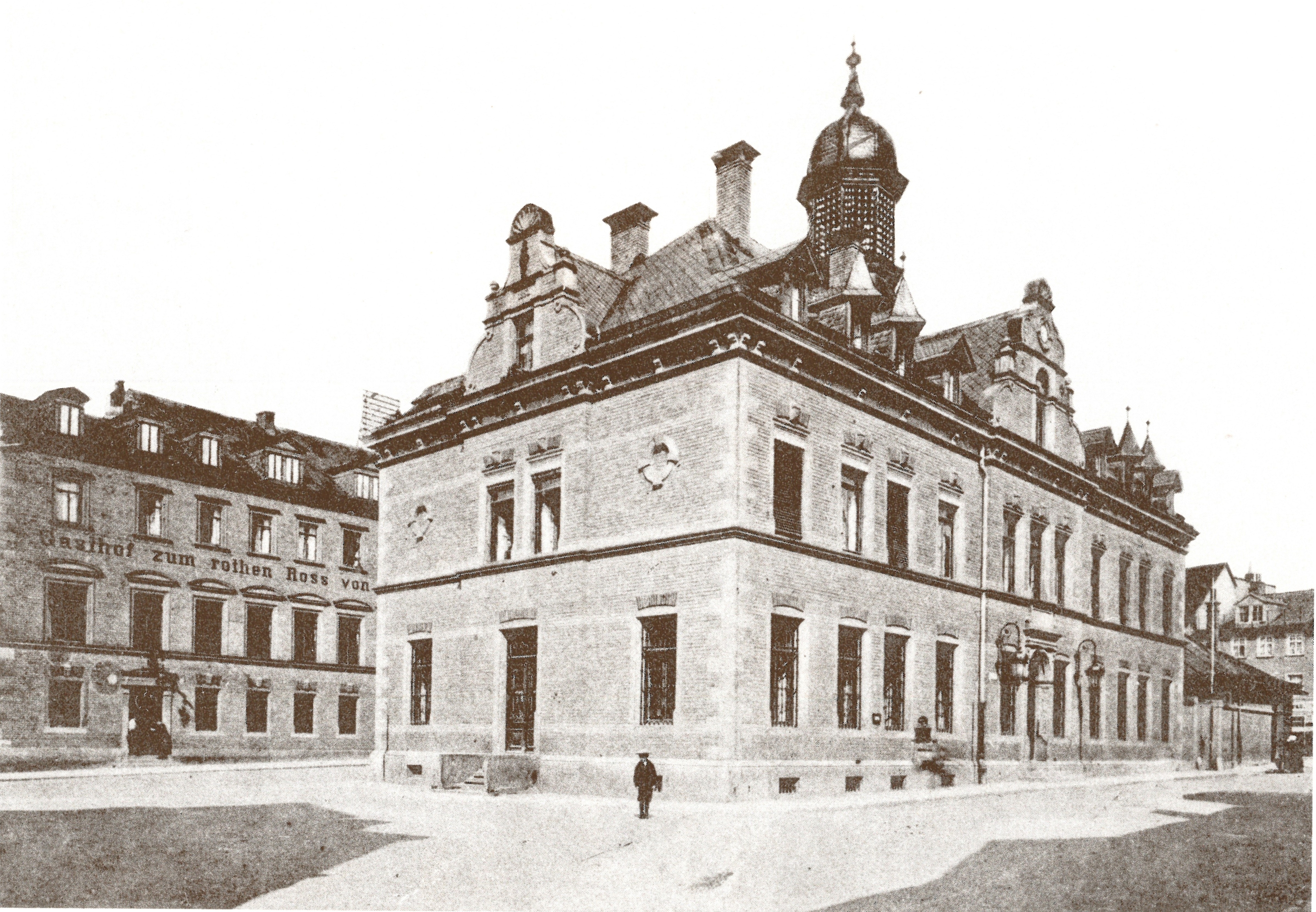
Blick zur Westseite. Hotel Roß (links) und Postamt (anstelle Fleischbank) erbaut 1894, abgebrochen 1966. Nach 1893
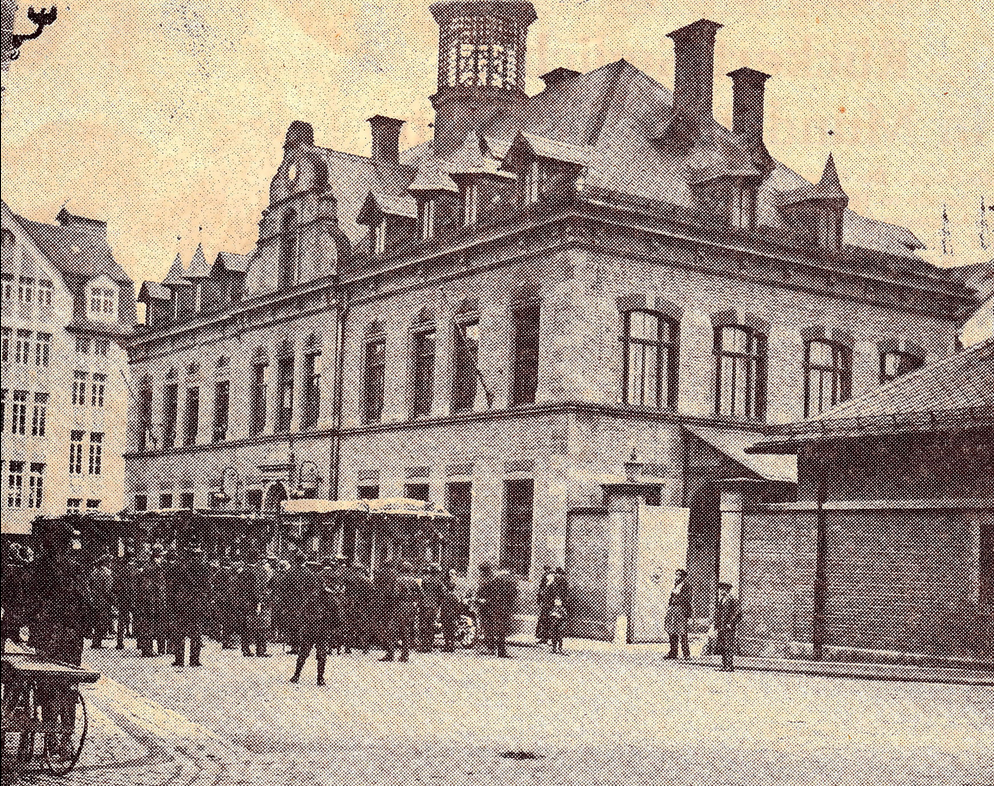
Blick zur Südseite. Postamt und Warenhaus Tietz (links), später Kaufhaus Kroneneck. Nach 1893
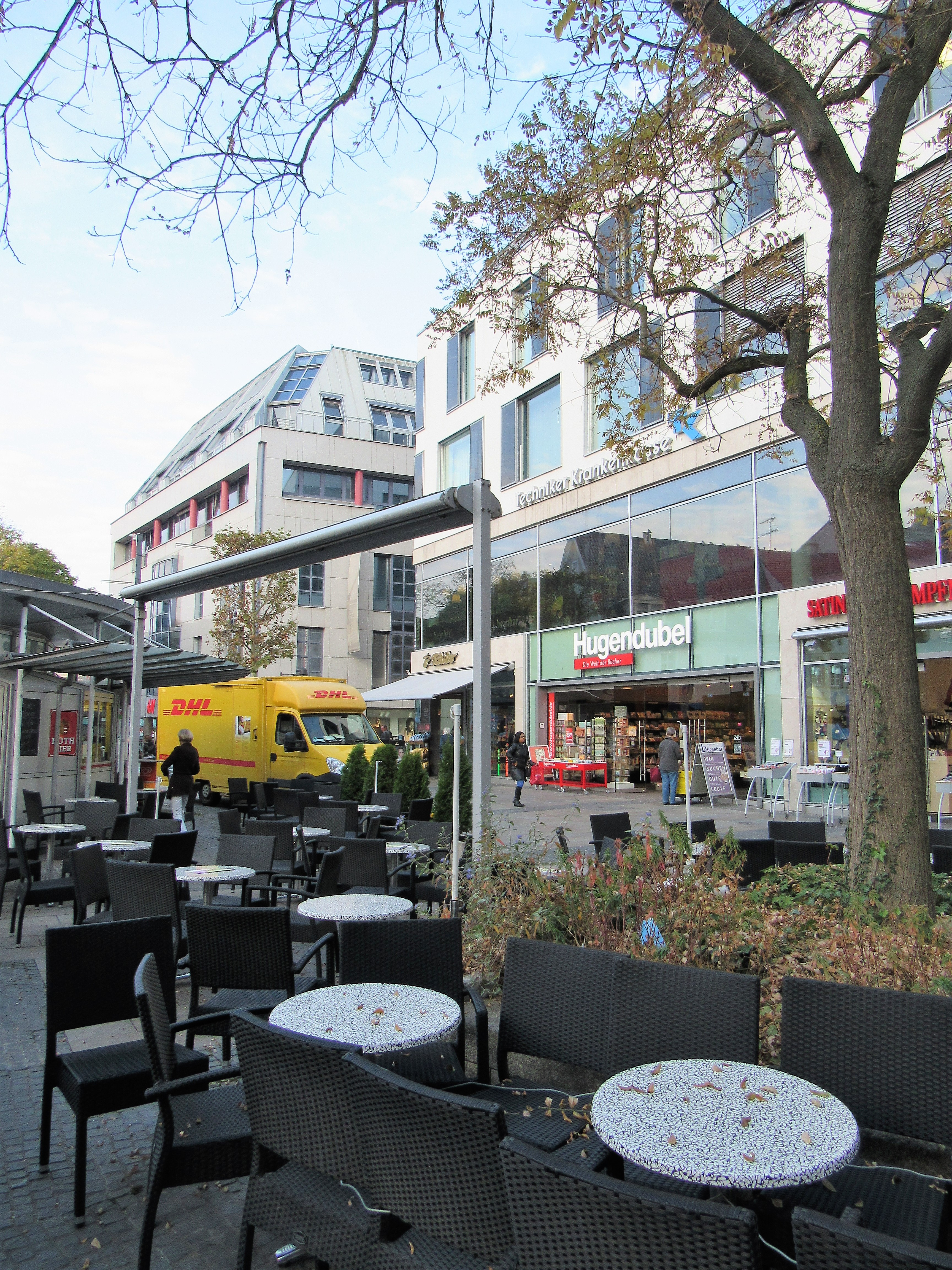
Nordseite. 2017
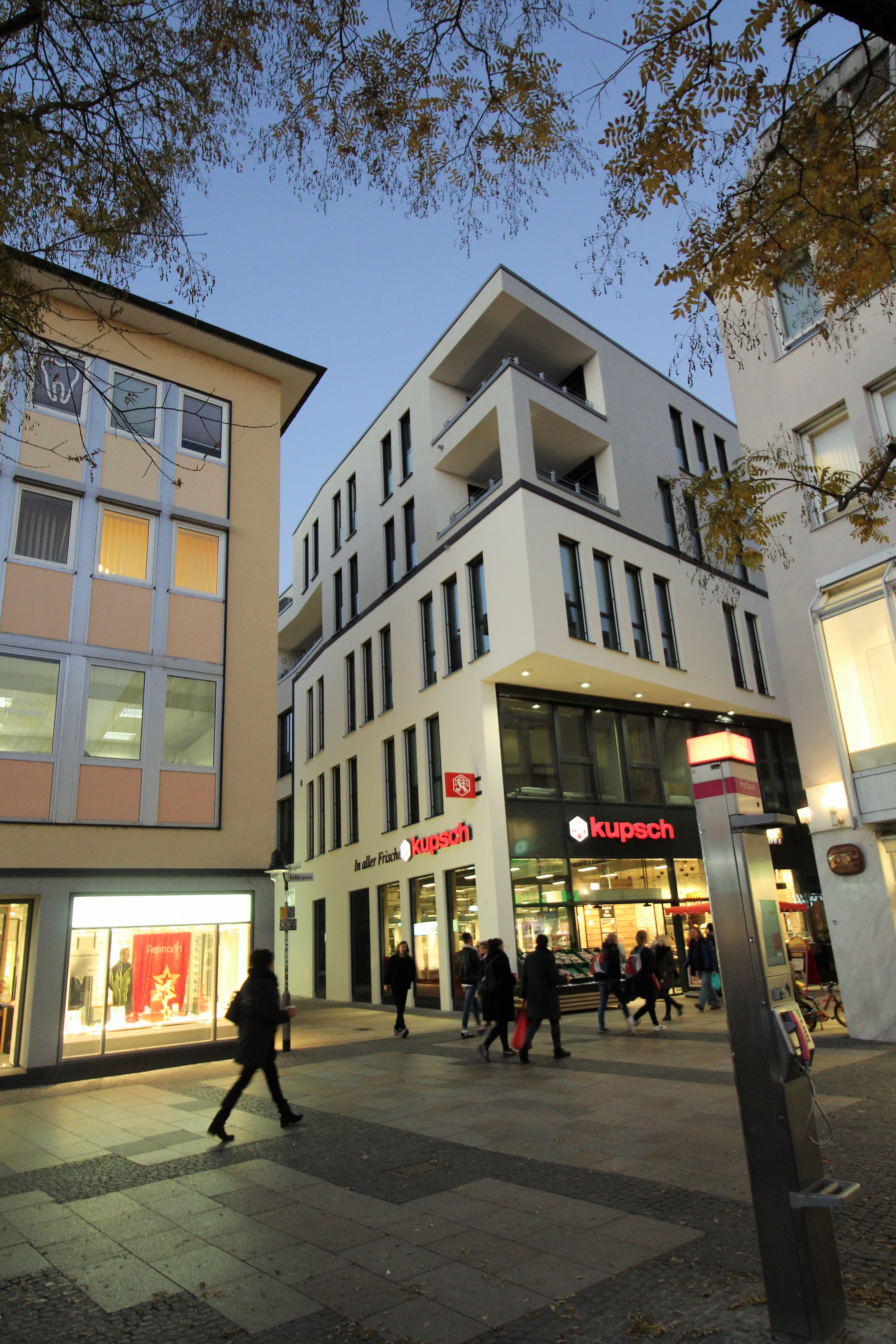
Nordseite. Krönlein-Karree. Erbaut 2017

## Äußere Altstadt
In diesem Abschnitt werden die Bereiche beschrieben, die gänzlich zwischen der einstigen inneren und der heute noch teilweise erhaltenen äußeren Stadtmauer liegen (siehe: Stadterweiterung).

### Kornmarkt, Bauerngasse

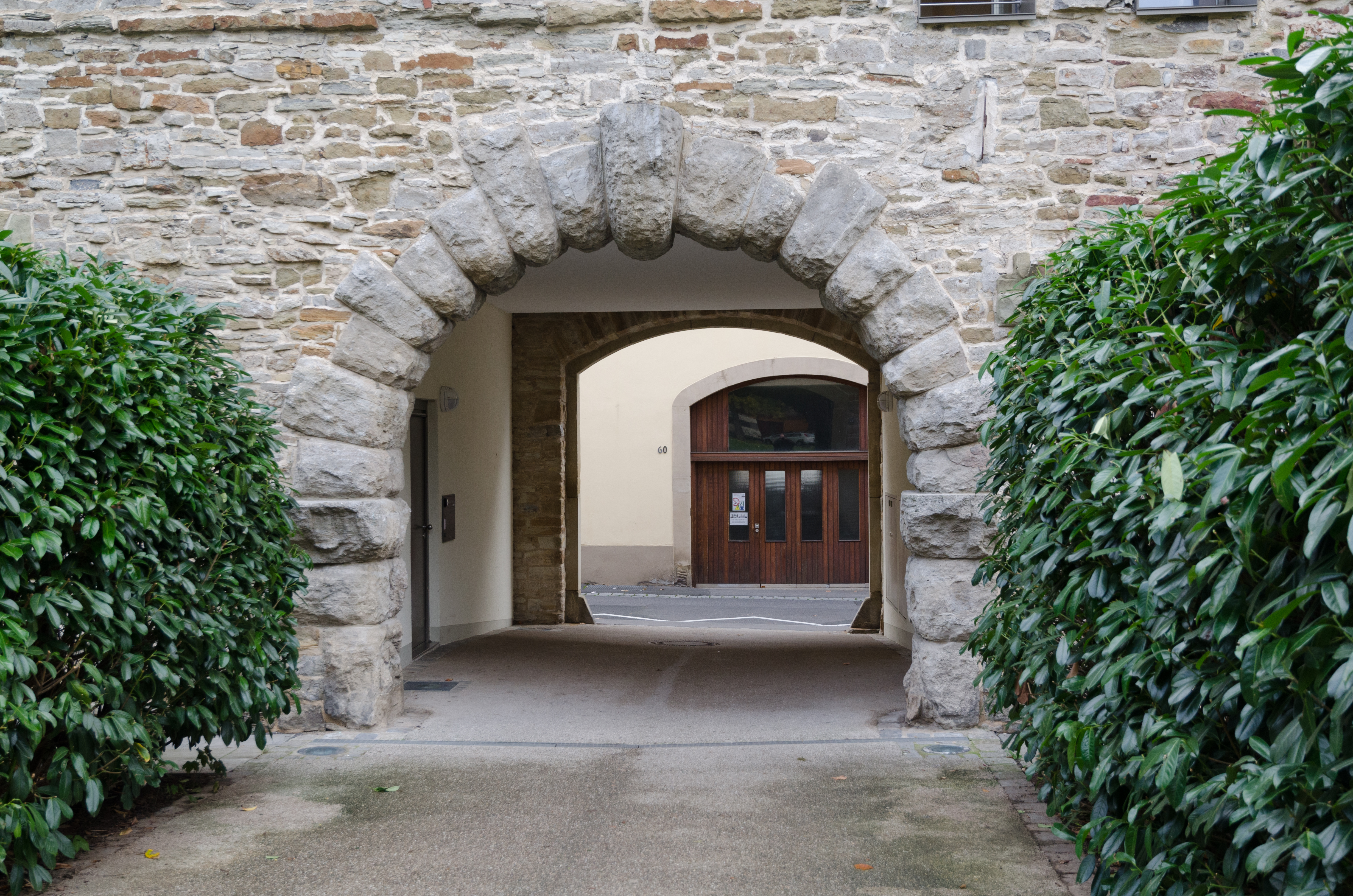
Stadtmauer an der Neuen Gasse, mit Tordurchbruch zum Fichtelsgarten

Das Sanierungsgebiet Altstadt 4: Neue Gasse, Zeughaus (9,5 ha) wird seit den 2010er Jahren saniert. Es umfasst die nördliche Altstadt zwischen den beiden ehemaligen Marktplätzen Getreidemarkt (heute: Kornmarkt) und Schweinmarkt (heute: Am Zeughaus).
Der Kornmarkt wurde vom Obertor dominiert, bis zu seinem Abbruch 1872. Die nördliche Altstadt liegt im Gebiet der ersten Stadterweiterung, worauf die Gassennamen Neue Gasse und Graben (innerer Graben) hindeuten. Die Bezeichnung „Das Dorf in der Stadt“ für das in sich abgeschlossene, kleinteilige Viertel Zürch trifft eher für die nördliche Altstadt zu, worauf der Name Bauerngasse hinweist. Dieses Quartier lag am Rande des größten landwirtschaftlich genutzten Areals auf reichstädtischem Gebiet, das von der Stadt vom Deutschen Orden erworben wurde. Die Bewohner stammen hauptsächlich aus der Ortschaft Hilpersdorf, die auf reichsstädtischem Gebiet südlich der Bellevue lag und zur Wüstung wurde, da der reichsstädtische Rat die Bewohner aufforderte, in die Stadt zu ziehen. Sie haben sich frühestens nach 1437 Am Oberen Anger niedergelassen, der im Volksmund „Bauerngasse“ genannt wurde. Dieser Name ist erst seit 1809 nachweisbar. Die Häuser an der Stadtmauer in der Neuen Gasse lagen auf Streifenfluren, die weit über die Stadtbefestigung hinaus reichten. Hier wurde auch Wein angebaut und es entstanden Weinstuben, wie die traditionelle 2013 geschlossene Weinstube Hammer.
Im Quartier gab es einst zwei Brauereien. Die 1845 gegründete Vereinsbrauerei Schweinfurt Am Graben und die 1870 gegründete Wagnerbräu Am Zeughaus (siehe auch: Liste ehemaliger Brauereien in Bayern, Schweinfurt). Das historische Stadtbild in diesem Gebiet wurde nicht nur durch Bombenschäden, sondern auch danach bis in die 1970er Jahre durch gesichtslose Neubauten und Ladenumbauten gestört. Seit Ende der 2010er Jahre läuft hier die Altstadtsanierung (siehe auch: Schweinfurter Modell).

#### Kneipenmeile
Vom Kornmarkt, entlang der Nordseite der Bauerngasse, bis zum Zeughaus entwickelte sich infolge zahlreicher historischer Wirtshäuser und neuerer Musikkneipen eine Kneipenmeile, die in den 1990er Jahren und um die Jahrtausendwende ihre Blütezeit erlebte. 1993 wurde hier die heute international vermarktete Idee des Honky Tonk Kneipenfestivals geboren (siehe auch: Schweinfurt, Nachtleben).

#### Rotlichtszene
In den letzten Jahrzehnten entwickelte sich das Gebiet um den Kornmarkt zu einem Revier mit einer vergleichsweise hohen Dichte von Etablissements (meist Terminwohnungen, ein Laufhaus), die jedoch unauffällig blieben und das Quartier nicht dominieren.
Siehe auch: Schweinfurt, Rotlichtszene

Kornmarkt
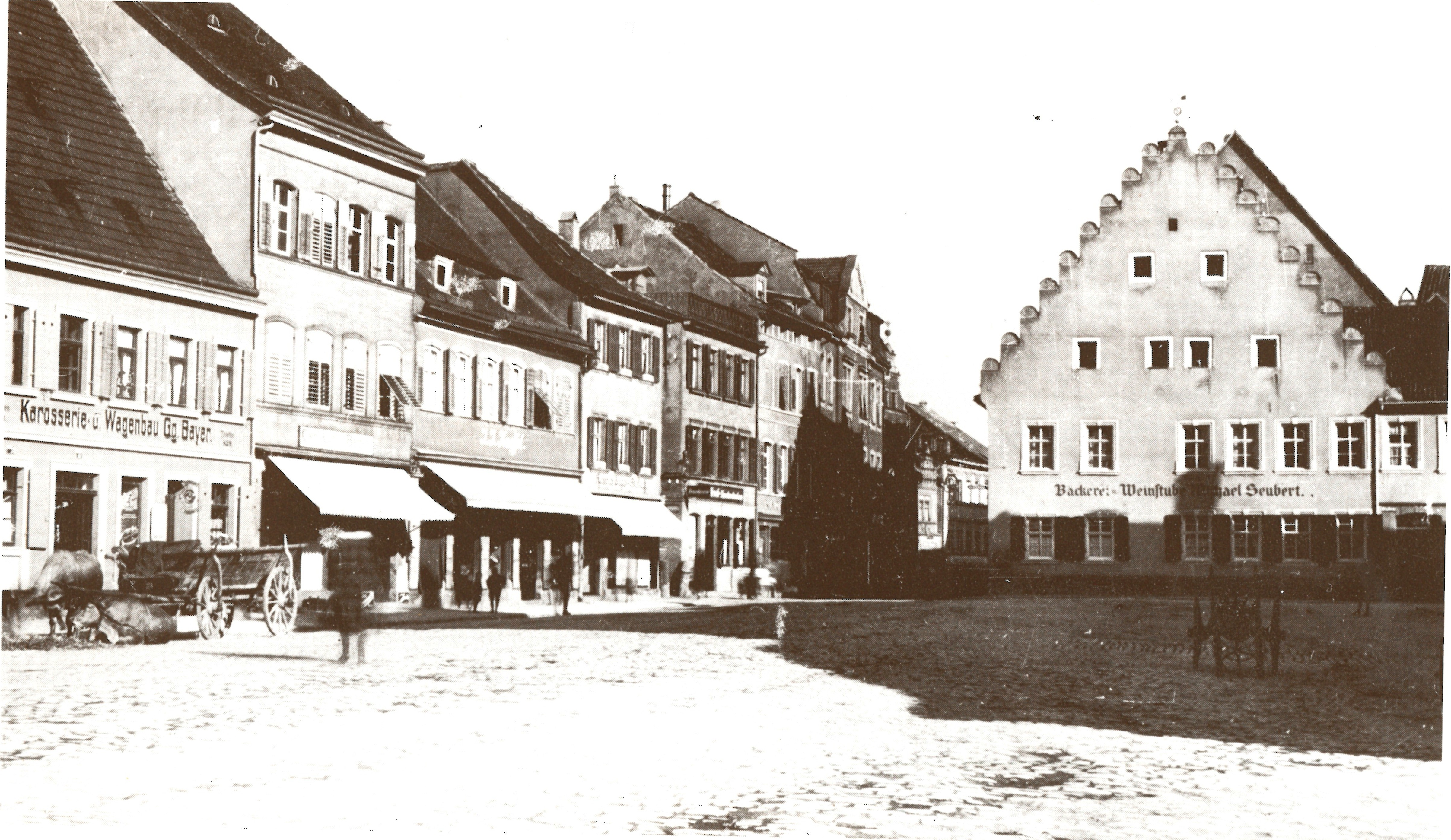
Kornmarkt Südseite um 1900. Rechts mit Bäckerei und Weinstube Seubert, später Weinstube Kohl
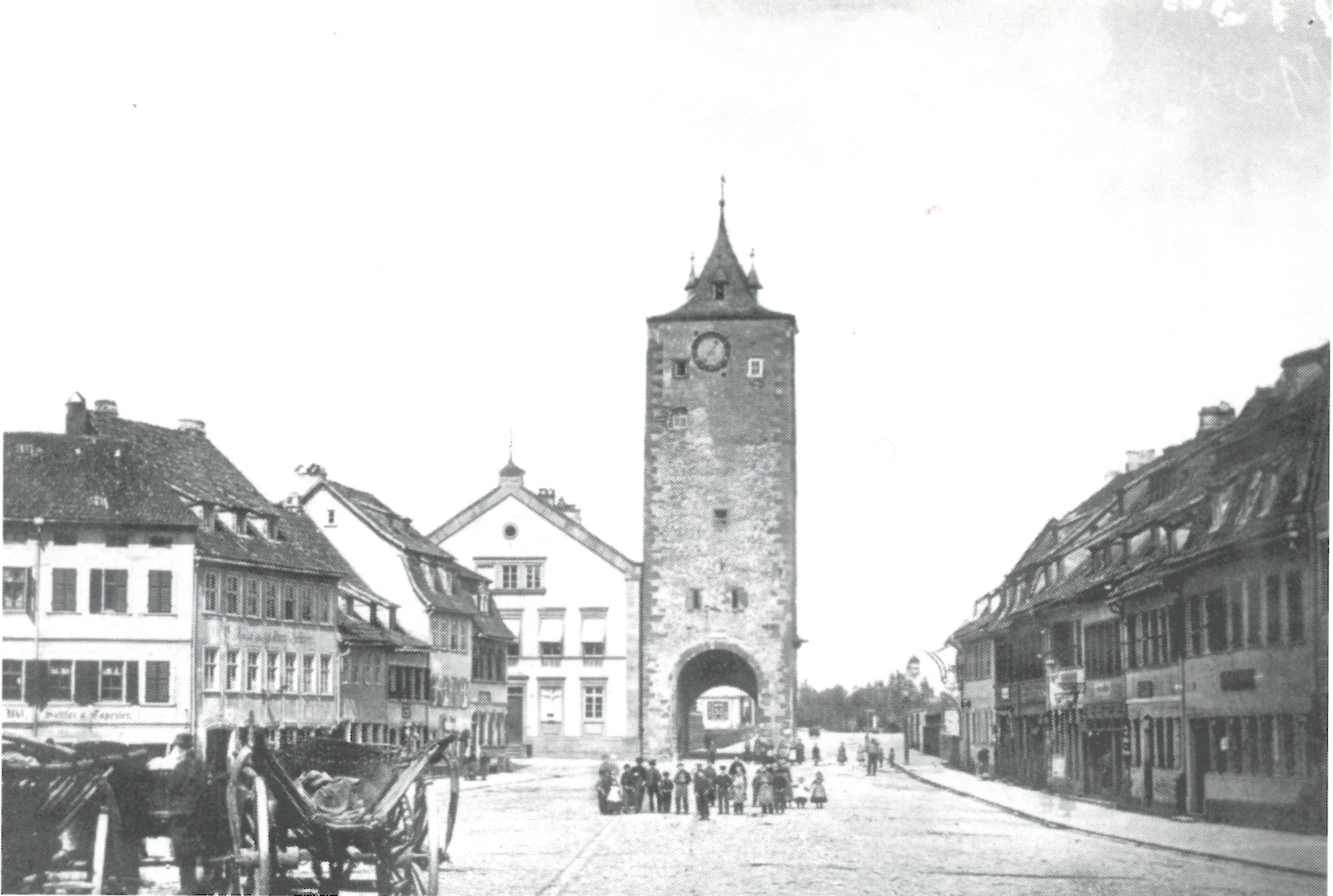
Kornmarkt Nordseite 1871. Obertor, links daneben Haus Kornmarkt 17 (spätere Sattlervilla). Das Haus rechts des Tores (Baulücke) wurde 1870 und das Tor 1872 abgebrochen. Rechts der Lücke steht heute das neungeschossige Gretel-Baumbach-Haus
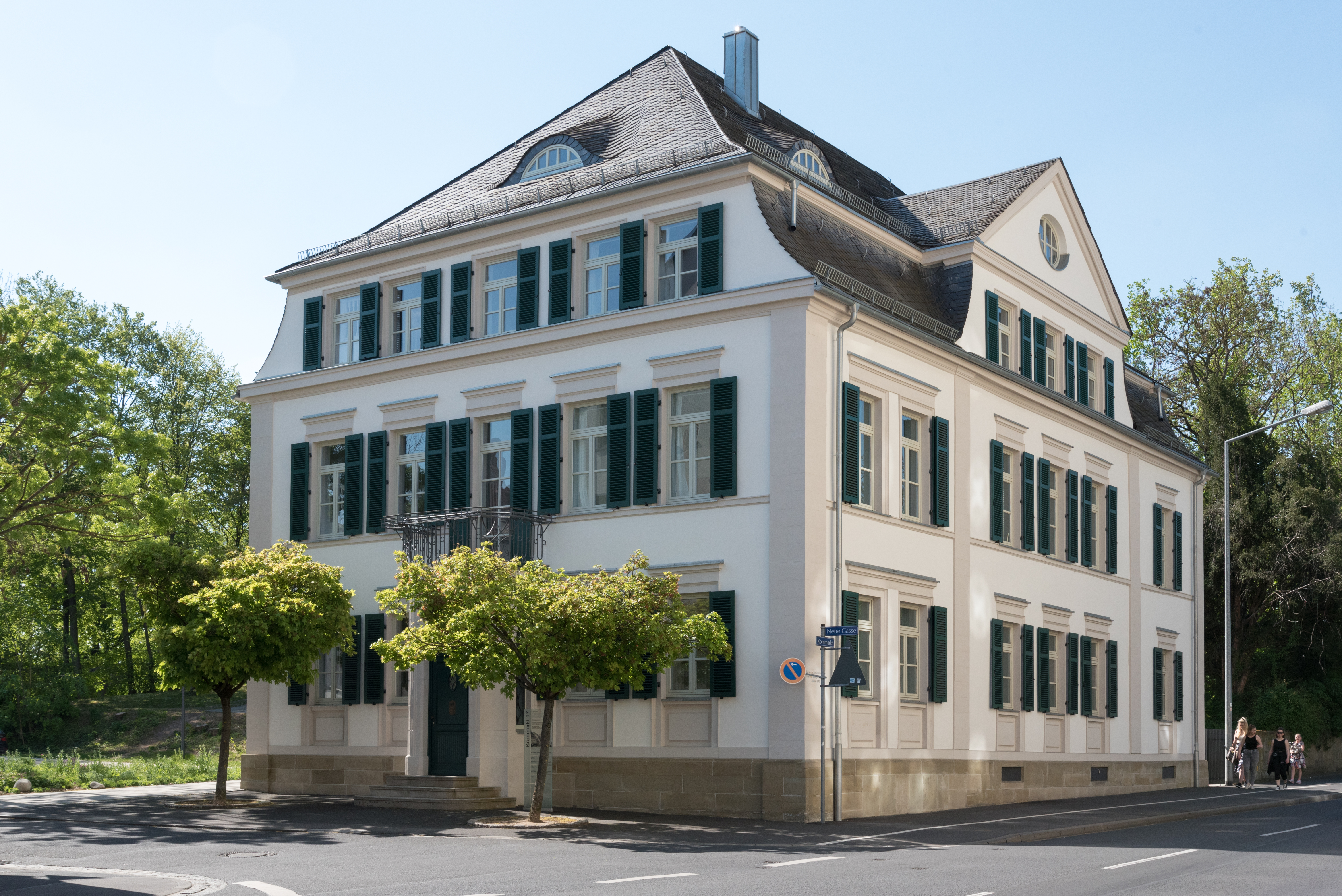
Sattlervilla 2016

### Zeughausplatz (ehem. Schweinmarkt)
Der Zeughausplatz, mit dem offiziellen Straßennamen Am Zeughaus, hieß vorher Schweinmarkt und ursprünglich Oberer Anger. Auf ihm wurde 1391 die Kilianskapelle fertiggestellt, nicht zu verwechseln mit der mittelalterlichen Kirchenwüstung St. Kilian sowie der heutigen Kilianskirche. Um die Kilianskapelle auf dem Anger wurde ein Friedhof zur Bestattung „fremder“ Personen angelegt. Der Friedhof an der nahegelegenen St.-Johannis-Kirche wurde bis etwa 1575 genutzt. Kilianskapelle und Friedhof wurden im Laufe der Stadterweiterung (ab 1437) in den erweiterten Mauerring einbezogen, wodurch der Platz seine heutige, dreieckige Form erhielt (siehe: Luftfoto Stadterweiterung). 1560 wurde ein neuer Friedhof an anderer Stelle eröffnet, der heute Alter Friedhof genannt wird. Die Kilianskapelle wurde bis spätestens 1562 kirchlich genutzt und ab 1563 als Gießhaus (u. a. als Waffenschmiede). Ab 1852 wurde sie als Feuerwehrgerätehaus genutzt, an das an den Westgiebel schließlich ein Schlauchturm angebaut wurde. Der Komplex wurde 1907/08 in den Neubau der Hauptfeuerwache einbezogen. Sie wurde 1952 aufgegeben und abgebrochen.
Neben der Kilianskapelle werden eine Schmiede und Freibänke für den Fleischverkauf vermutet. Nördlich der Kapelle befand sich seit 1413 der sogenannte Schäfersbrunnen, der erst 1803 zum Pumpbrunnen umfunktioniert wurde. Im Zuge der Umgestaltung des Zeughausplatzes wurden 2014 die Grundmauern der Kirchenwüstung und der Friedhof vorübergehend durch archäologische Ausgrabungen freigelegt.
Im Laufe des sich lang hinziehenden Wiederaufbaus der Stadt nach dem „Zweiten Stadtverderben“ von 1554 (siehe: Schweinfurt, Frühe Neuzeit) wurde anstelle der westlich des Gießhauses gelegenen, bis 1554 überlieferten Rossmühle von 1589–91 das Zeughaus errichtet, als Waffenarsenal der Reichsstadt. Im unteren Stadtplan von 1647, mit sehr vereinfachter, ungenauer Darstellung, befindet sich der Turm des Zeughauses auf der Nordseite. Von 1856 bis 1914 nutzte es Wilhelm Sattler als Farbenfabrik.

Zeughausplatz im Wandel der Zeit
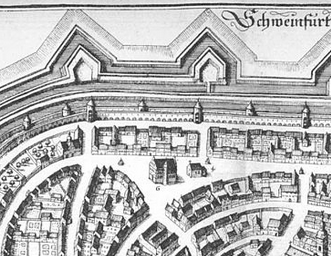
Stadtplan von M. Merian. Rechts Kilianskapelle (ab 1563 Gießhaus) links Zeughaus. 1656
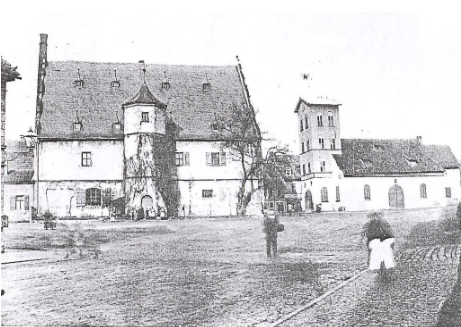
Links Zeughaus. Rechts ehemalige Kilianskapelle, als Feuerwehrgerätehaus mit Schlauchturm. Vor 1907/08
Links Zeughaus. Rechts ehem. Kilianskapelle, seit 1907/08 in Neubau zur Feuerwache integriert, mit erhöhtem Schlauchturm. Um 1933
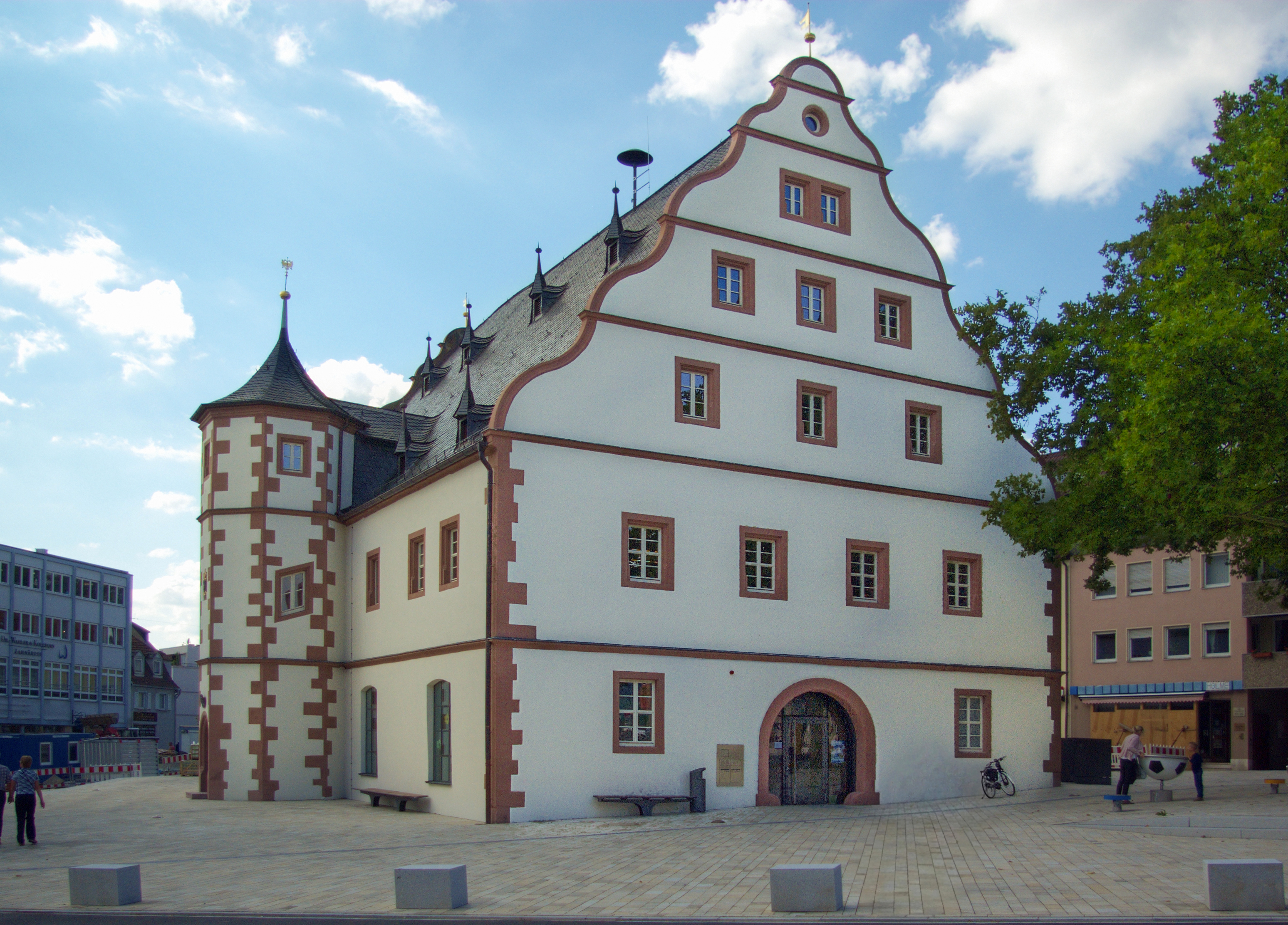
Zeughaus mit Ostgiebel. Rechts Ort der Feuerwache, 1952 aufgegeben und abgebrochen. Letzte Bauarbeiten zur Platzumgestaltung 2015

### Roßmarkt

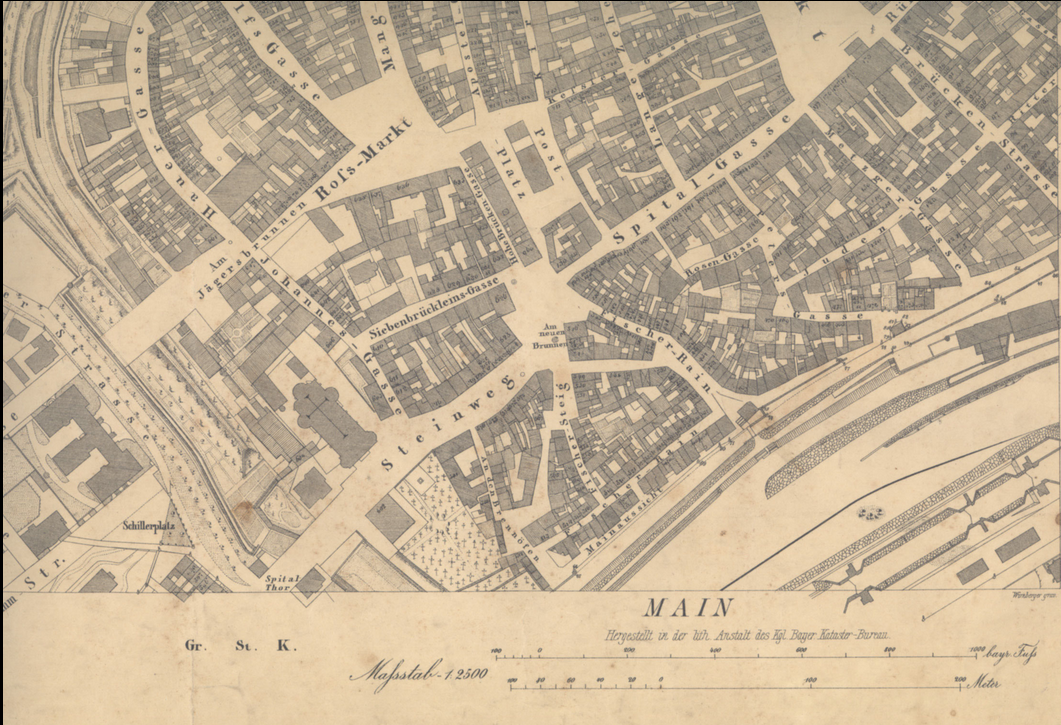
Katasterplan von 1907. Südwestliche Altstadt

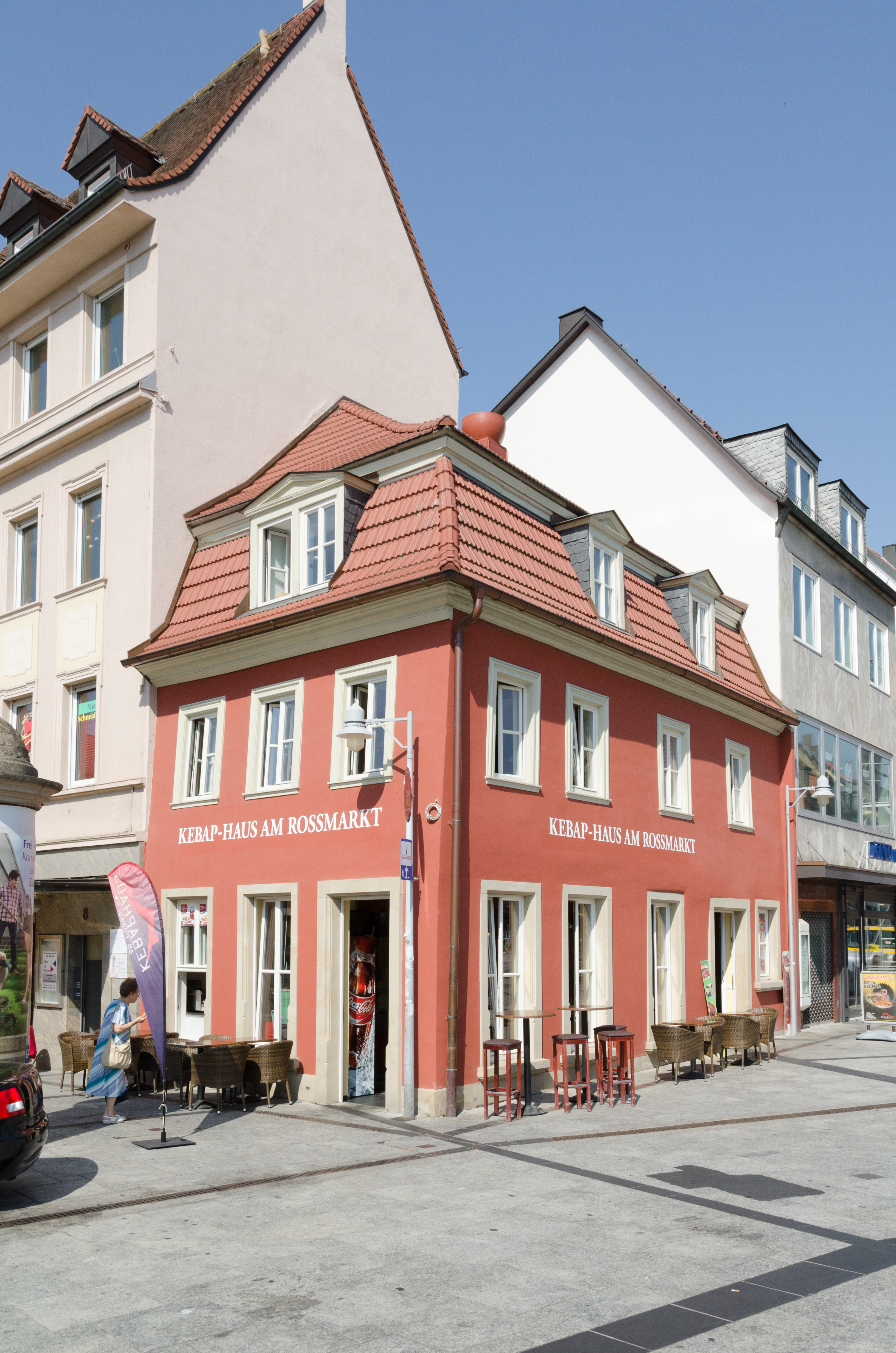
Historische Roßmarktgaststätte. 2007

Der Roßmarkt hieß ursprünglich Unterer Anger. Von der Schranne am Roßmarkt ist der Bürgerhof mit Renaissancegiebel (heute Sparkasse) noch erhalten. Einst war die Schranne zusammen mit dem städtischen Brauhaus, der Kommunal-Brauerei, ein großer Komplex mit Gartenhof. Der Bauschenturm von 1615 ist ein Renaissance-Treppenturm für das Bauschenhaus. Mit einer Inschrift zur Leopoldina, der heutigen Nationalen Akademie der Wissenschaften, die jedoch nicht, wie einst vermutet, im Bauschenhaus gegründet wurde, sondern im Amtslokal des Stadtphysikus Johann Laurentius Bausch, im Zwinger des Brückentors. Der Amtsarzt soll den Bauschenturm auch als Sternwarte benutzt haben. Im Dreißigjährigen Krieg hatte hier der Generalfeldmarschall der schwedischen Armee Karl Gustav Wrangel sein Hauptquartier (siehe hierzu auch: Schanzen). Das Bauschenhaus war ein schlossähnliches Haus am Roßmarkt, dass 1876 im Stil der Neorenaissance umgebaut und aufgestockt wurde und heute im westlichen Teil in den Außenmauern noch besteht.
Die Rindvieh- und Schafmärkte am Roßmarkt zählten zu den bedeutendsten Deutschlands. Der Zutrieb betrug jährlich rund 40.000 Rinder, wovon rund 6.000 schwere Zugochsen im Wert von 3 Millionen Mark und rund 50.000 Schafe nach Norddeutschland ausgeführt wurden.
Der heutige Roßmarkt stellt ein städtebauliches Chaos dar, mit einem Mix von kleinen, historischen Altstadthäusern, bis hin zu großen, neuen Geschäftshäusern. Anfang der 1960er Jahre wurde der Stadtbus-Bahnhof vom Markt zum Roßmarkt verlegt und 1997 umgestaltet. Seitdem wird er von einem sternförmigen Glasdach überspannt.

Roßmarkt
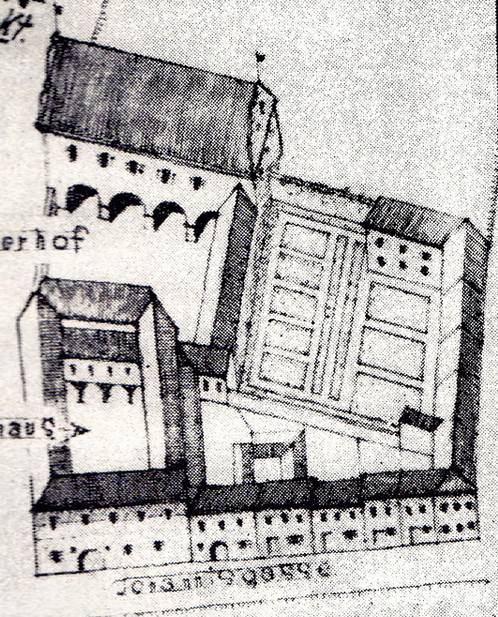
Schranne (links oben) und Kommunal-Brauerei (links unten) erbaut 1560
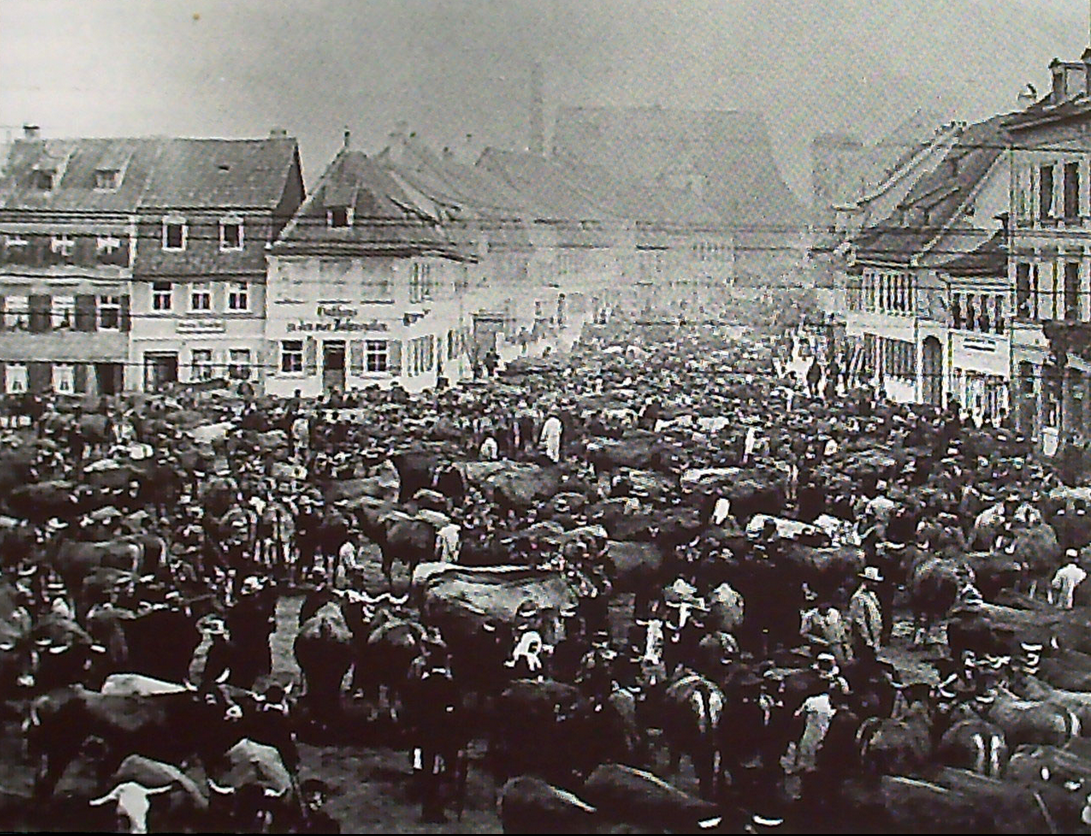
Viehmarkt im 19. Jahrhundert
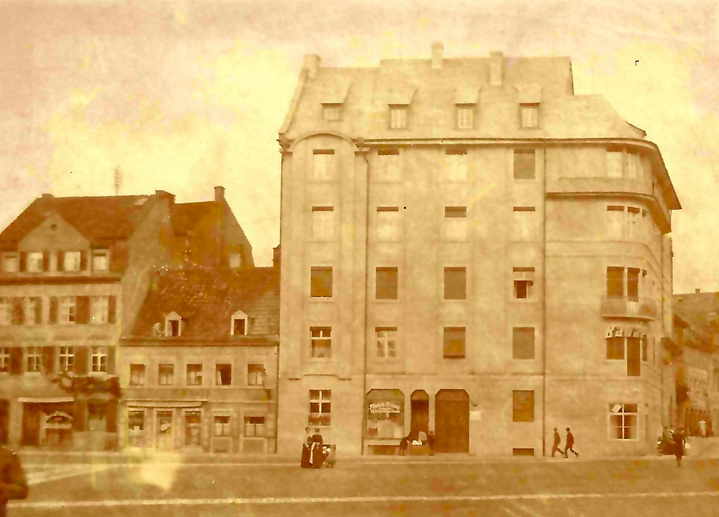
Bavariahaus mit Kino Bavaria (heute: Nachfolgebau H&M) 1922
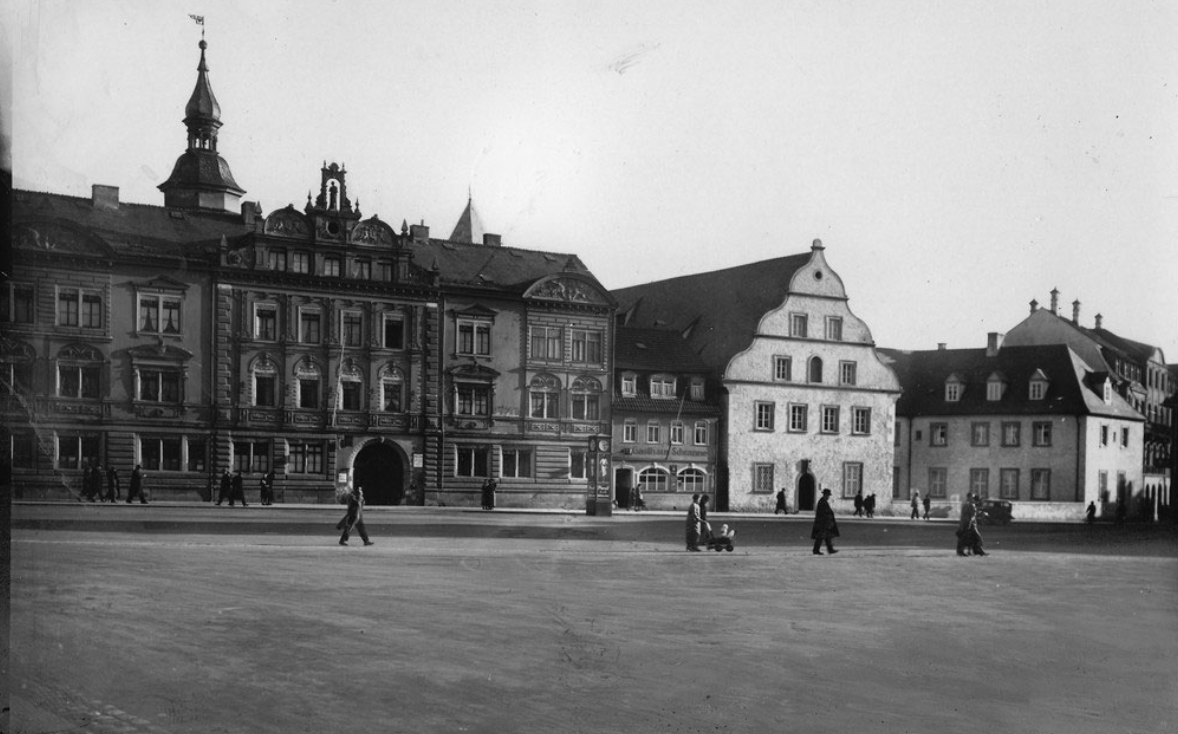
Bauschenhaus mit Bauschenturm, rechts Schranne, in Mitte Persiluhr. 1930er Jahre

### Hohe Brückengasse
Die Westseite der Hohen Brückengasse stellt ein gelungenes Wiederaufbau-Beispiel einer Geschäftshäuserfront aus den frühen 1960er Jahren dar.

### Siebenbrückleinsgasse

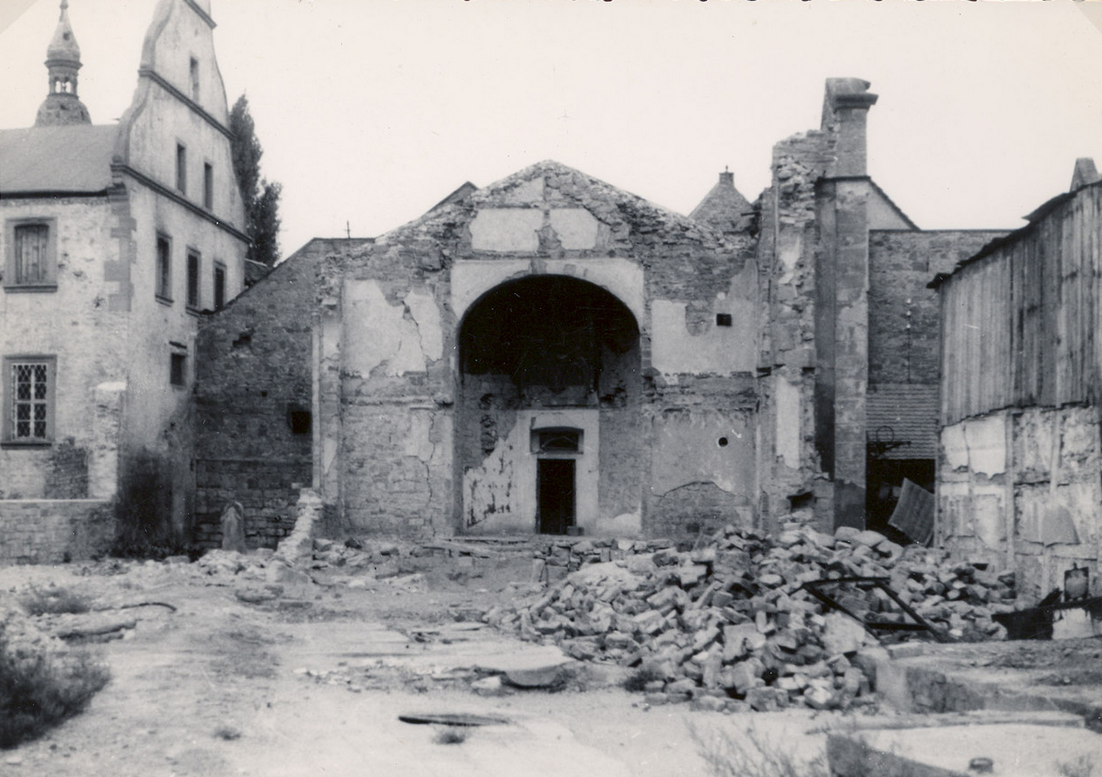
Siebenbrückleinsgasse. Ruine der 1943 durch Fliegerbomben zerstörten Synagoge. Links Giebel der Schranne, dahinter Spitze des Bauschenturms

Südlich des Roßmarkts verläuft die Siebenbrückleinsgasse. Bevor vom einstigen Spitalsee (siehe: Innenstadt, Spitalseeplatz) ein Bach durch den Stadtgraben in den Main am Spitaltor vorbeifloss, bog er davor ostwärts ab und floss durch die Siebenbrückleinsgasse. Danach bog er wieder südwärts ab und lief entlang des nördlichen Abschnitts der heutigen Straße Fischerrain in den Main durch den inneren Graben. Dieser trennte die ursprüngliche Altstadt vom alten Fischerviertel Fischerrain, das bei der Stadterweiterung in die Stadtbefestigung einbezogen wurde. In der Siebenbrückleinsgasse befand sich nach der ersten, mittelalterlichen Synagoge in der Judengasse (siehe: Altes Gewerbeviertel) das jüdische Gemeindezentrum der zweiten Jüdischen Gemeinde Schweinfurt.

### Albrecht-Dürer-Platz (ehem. Holzmarkt)
Der Albrecht-Dürer-Platz hieß ursprünglich Holzmarkt. In der Gründerzeit hieß der südliche Bereich Am Neuen Brunnen.

### Schultesstraße (ehem. Steinweg)
Die westlich an den Albrecht-Dürer-Platz anschließende Straße hieß in der Gründerzeit Steinweg und ihre Fortsetzung außerhalb des Spitaltors Schultesstraße. Heute heißt der Steinweg Schultesstraße und die damalige Schultesstraße Gunnar-Wester-Straße.
Am Spitaltor lagen das seit 1364 belegte, im Zweiten Markgrafenkriegs 1554 zerstörte und um 1600 wieder errichtete Spital zum Heiligen Geist und die dazugehörige Spitalkirche. Vom 1896 abgebrochenen Gebäudekomplex ist ein Wirtschaftsgebäude von 1612 erhalten, mit spätgotischem Kern von 1364. Es liegt versteckt hinter der 1912 errichteten und nach dem Hospital benannten Heilig-Geist-Kirche.

Steinweg (heute Schultesstraße)
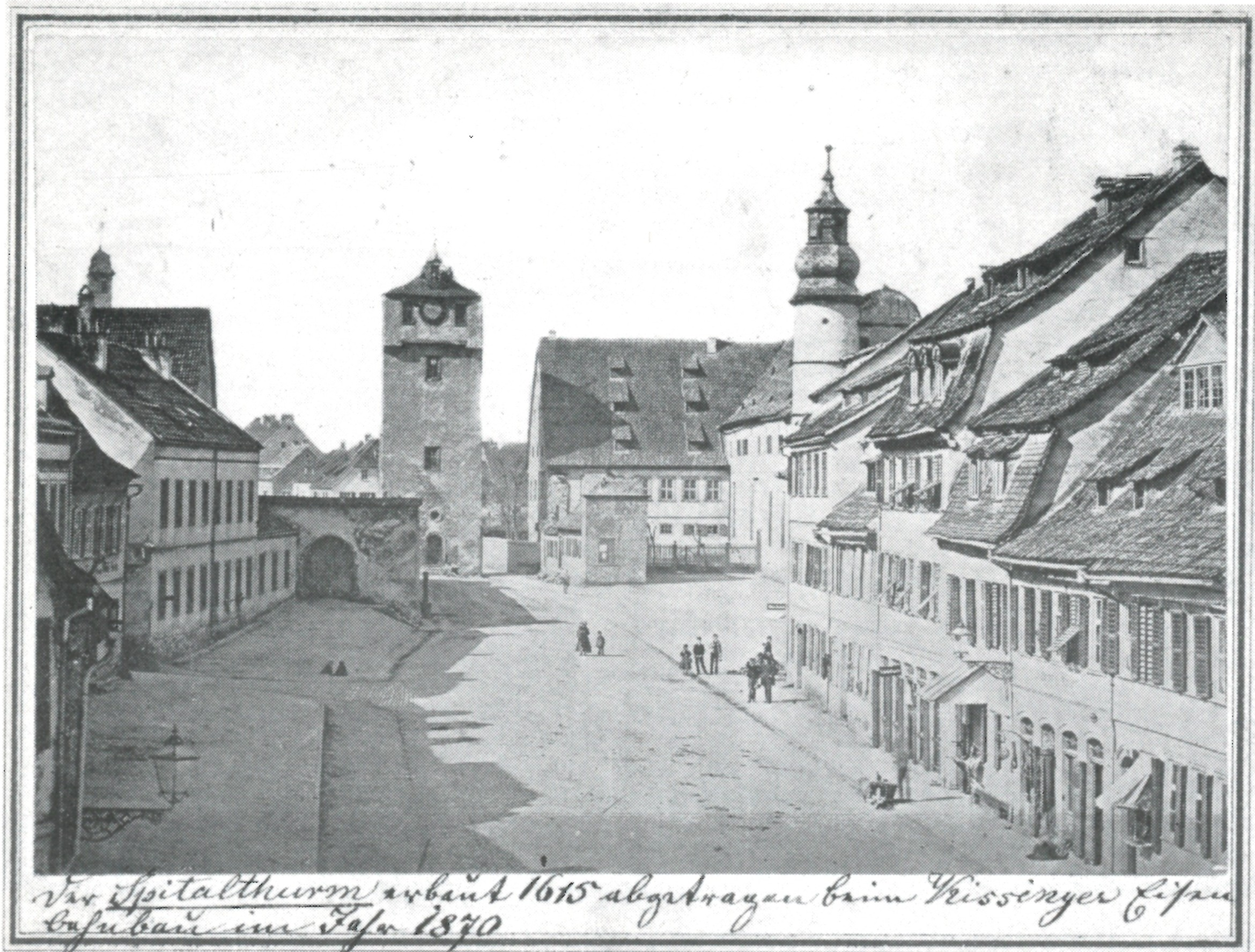
Wachtturm am Spitaltor (links),[53] Spital zum Heiligen Geist (Mitte) und Spitalkirche (rechts). Vor 1870
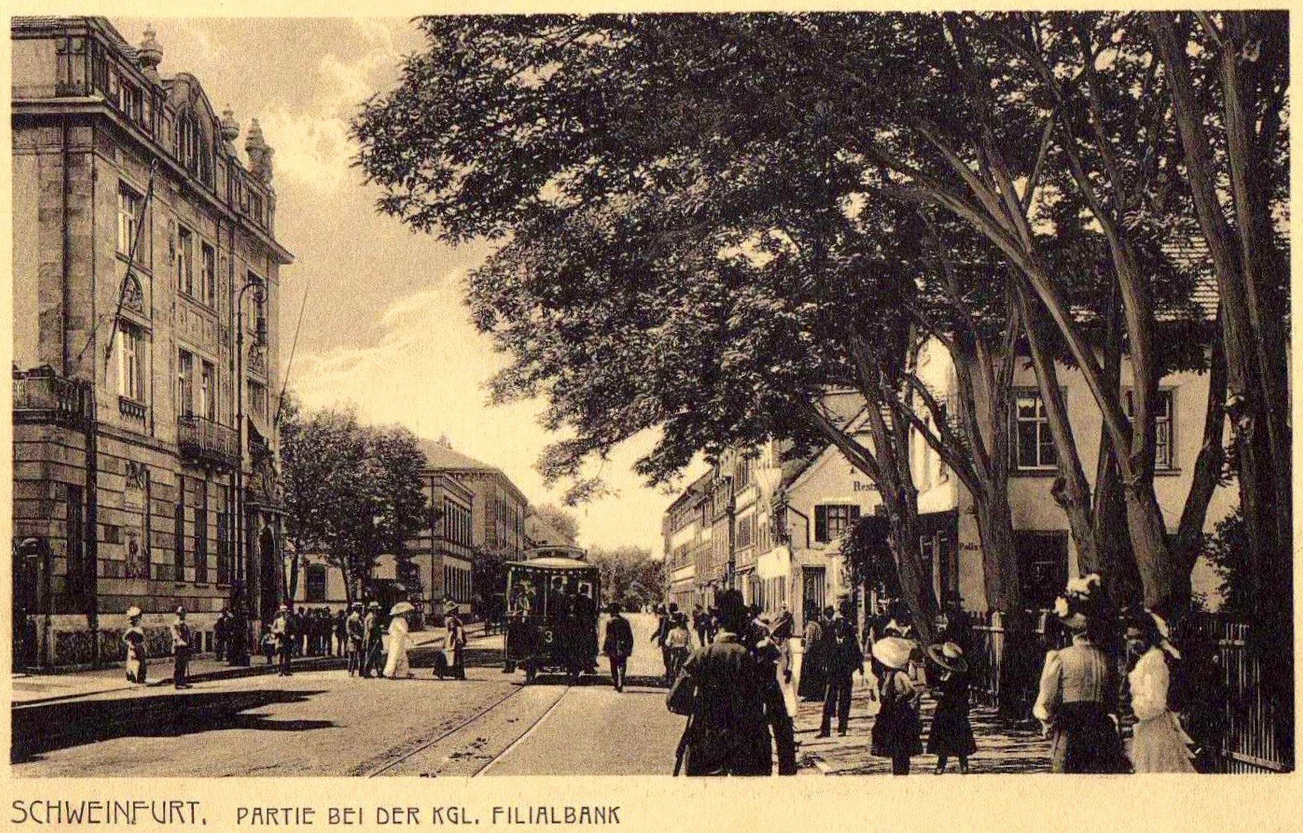
Königliche Filialbank und Schweinfurter Straßenbahn 1905
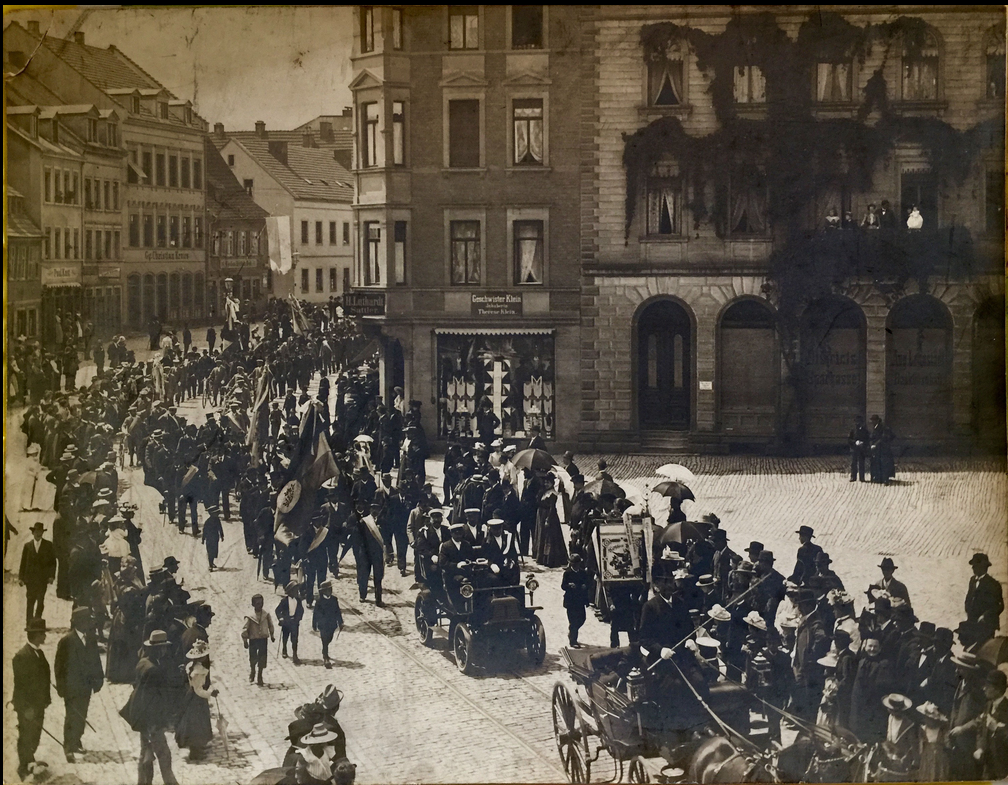
Am Neuen Brunnen (heute: Albrecht-Dürer-Platz) mit Blick in den Steinweg. Um 1900
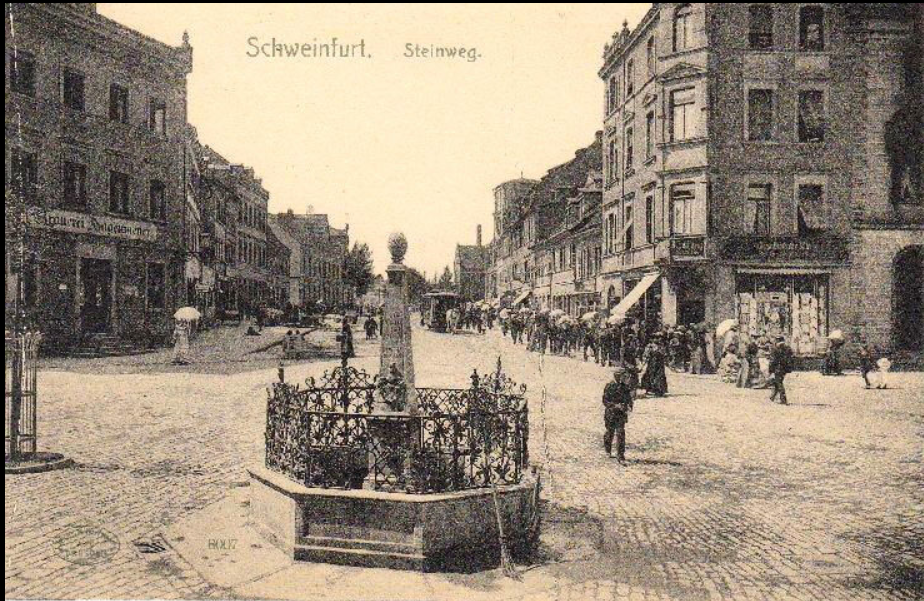
Neuer Brunnen (Vierröhrenbrunnen, heute an Platznordseite). Um 1910

### Fischerrain

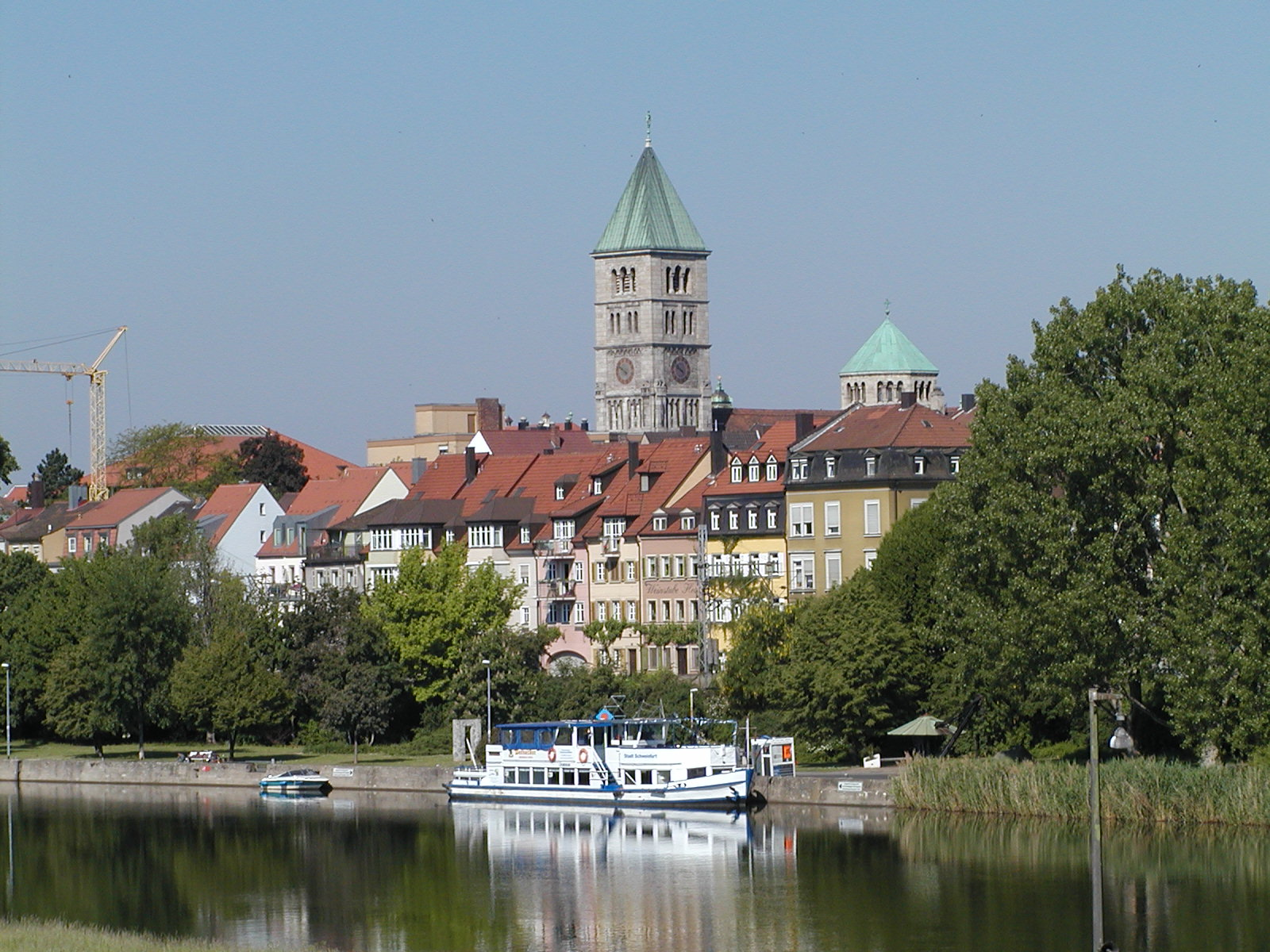
Fischerrain am Main. Altes Fischerviertel unbekannten Ursprungs

Der Fischerrain nimmt eine Sonderstellung ein. Er gehört nicht zum Bereich der baulichen Stadterweiterung, liegt aber dennoch unmittelbar außerhalb des ersten, einstigen Mauerrings, mit den (inneren) Stadttoren. Das kleine Viertel am Main war ursprünglich eine eigenständige Fischersiedlung. Es ist nicht bekannt, wann sie in die Altstadt integriert wurde, ob vor oder im Zuge der Stadterweiterung ab 1437 und ob sie schon vor der Schweinfurter Stadtgründung bestand. Das Viertel besaß nach Eingliederung in die erweiterte Stadtbefestigung einen eigenen Stadtzugang für die Fischer, das Fischertor.
Das Quartier mit einstmals zahlreichen Fischhandlungen, Brauereien, Wirtshäusern und Restaurants konnte seine typisch fränkische Prägung bis heute abseits der Hauptdurchgangsstraße weitgehend erhalten. Heute bestehen noch zwei Fischhandlungen und zwei Restaurants, das Weinrestaurant Hess in Nachfolge der traditionsreichen Weinstube Gößwein.

### Wolfsgasse, Hadergasse

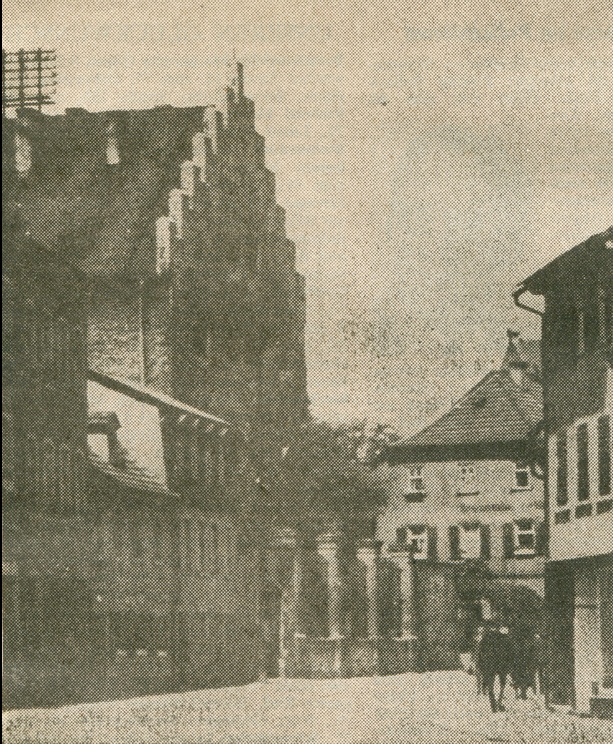
Hadergasse um 1900 mit Altem Gefängnis (erb. 1884, im Zweiten Weltkrieg zerstört)

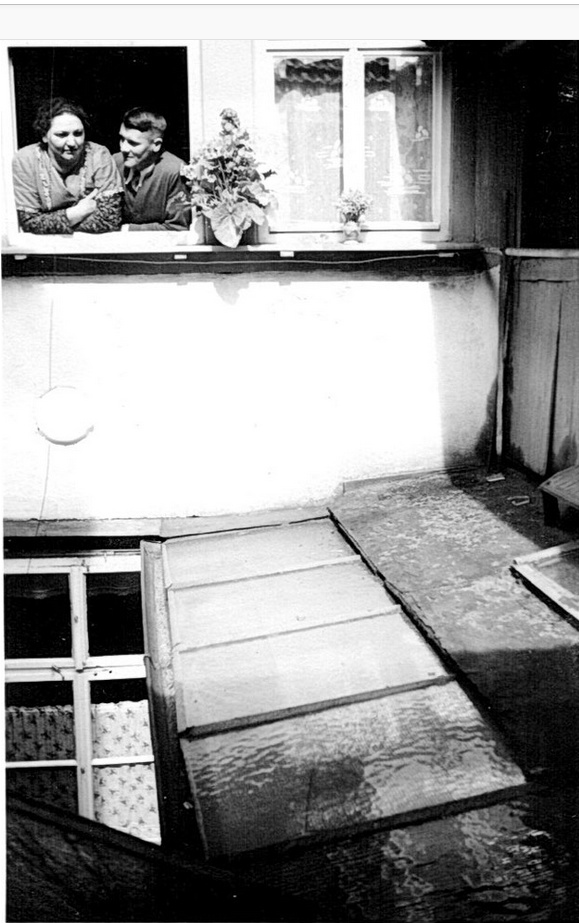
Hinterhof in der Wolfsgasse um 1938

Das Quartier zwischen Wolfsgasse und Stadtmauer war einst ein Viertel ärmerer Menschen, mit relativ ungeordneter, kleinteiliger Bebauung, mit Hinterhöfen, teilweise nur in Größe von Lichtschächten. Bei Ausgrabungen an der Ecke Wolfs-/Hadergasse 2011 wurden Hinterhöfe und Keller von einstigen Häusern freigelegt. Nach alten Plänen standen hier rund ein Dutzend Gebäude von Klein-Handwerkern und Tagelöhnern. Die Hadergasse gilt neben der Keßlergasse als Synonym für das alte Schweinfurt und Wohnort alt eingesessener, einfacher Leute und Originale (siehe auch: Keßlergasse). In der Hadergasse befindet sich die Justizvollzugsanstalt mit dem Spitznamen Villa Rosa, aufgrund ihres Anstrichs. Die Stadtmauer dient hier als Gefängnismauer.
„Die „Hadergasse“ ist mit ihrem Namen seit 1501 nachgewiesen. Die Herkunft des Namens ist spekulativ. Am wahrscheinlichsten dürfte die Vermutung sein, dass Haderer (Hader= abgelegte Kleidungsstücke oder Lumpen) wie Hirten, Totengräber, Bachkehrer usw. als „Angehörige des unehrlichen Gewerbes“ am Stadtrand wohnen mussten.“
Die Hadergasse wurde im nördlichen Teil nach dem Zweiten Weltkrieg aufgelassen und stattdessen eine Stichstraße zur
Wolfsgasse angelegt, die den Beginn eines Straßendurchbruchs zum Markt bilden sollte, der nicht umgesetzt wurde. Zwischen Stichstraße und Stadtmauer wurde 2012–14 das Quartier Neue Hadergasse, u. a. mit Hotel, fertiggestellt. An der Ostseite der Hadergasse befindet sich die letzte größere, noch nicht geschlossene Kriegsbaulücke der Altstadt.

#### Lebküchnerhaus
Das sogenannte Lebküchnerhaus war ein 1598 erbautes, schlossähnliches Anwesen mit Renaissance-Giebel am Hauptbau an der Hadergasse. Es lag im Norden des heutigen Quartiers Neue Hadergasse, an der Kreuzung der Wolfsgasse mit der Bauerngasse und Hadergasse, die nach dem letzten Krieg in diesem Bereich nach Süden verlegt wurde. Das Lebküchnerhaus besaß einen Park an der Rückseite, der an die Stadtmauer grenzte.
Das Haus wurde vom weit gereisten Juristen Paul Brückner aus dem Hochstift Bamberg erbaut. Er trat in den Dienst der Reichsstadt Schweinfurt, machte sich für die protestantische Sache stark und bestimmte die reichsstädtische Politik wesentlich mit. Zuletzt besaß das Haus die Weinunternehmerfamilie Lebküchner, die aus der Oberpfalz stammt. In den Gewölben befand sich die Weinkellerei.
„Es war ein echtes Renaissancehaus, das keinen überflüssigen Prunk aufwies, aber ein Zeugnis soliden Bürgertums war [...] Brückner konnte es sich leisten, nur hochwertige Materialien zu verbauen. Er leistete sich auch einen nachgotischen Treppentrum, der vermutlich sogar auf einem alten Brunnenschacht stand. Prägnant war der Laubengang.“
Das Lebküchnerhaus wurde 1944 durch Bomben teilweise zerstört und die Ruine 1961 abgerissen. Kurz vor Baubeginn des Großprojekts Neue Hadergasse wurden Rettungsgrabungen durchgeführt und die Funde dokumentiert. Die Weinhandlung Lebküchner zog an den Kornmarkt um.

Wolfsgasse/Hadergasse/Lebküchnerhaus
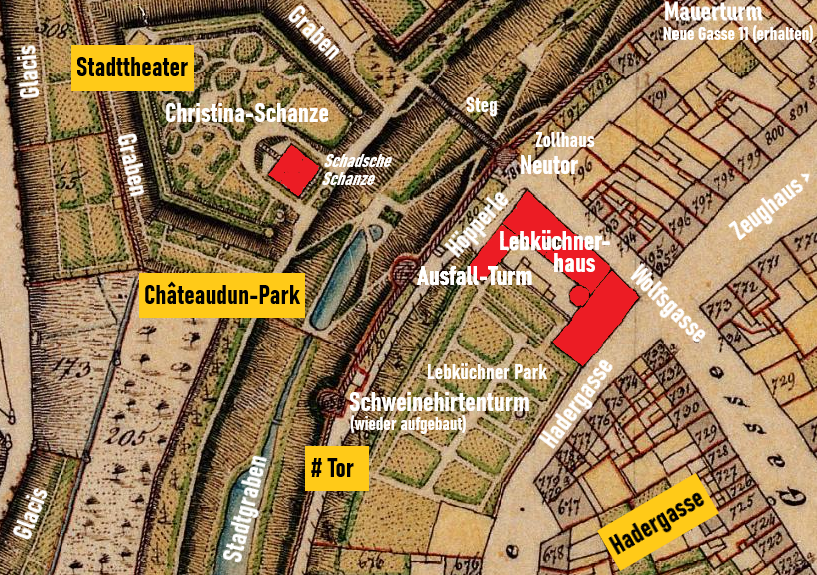
Urkataster von 1864. Altstadt Bereich Wolfsgasse/Hadergasse mit Lebküchnerhaus. Weiße Schrift: auf Urkataster eingezeichnet. Schwarze Schrift: heutiger Bestand
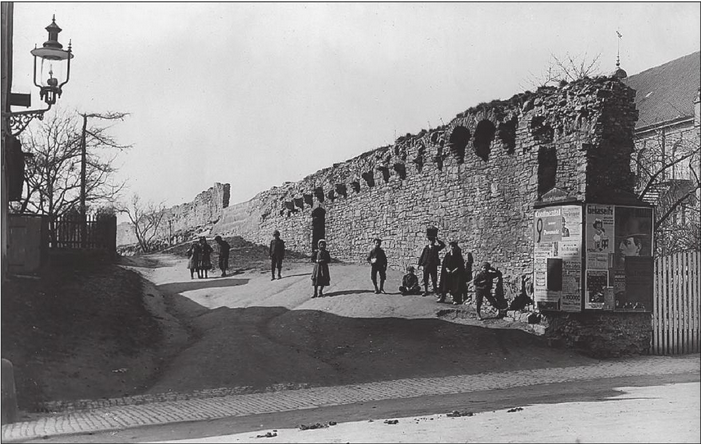
Stadtmauer am einstigen Neutor 1910. Das Altstadtquartier um die Hadergasse war damals noch ein Viertel ärmerer Leute
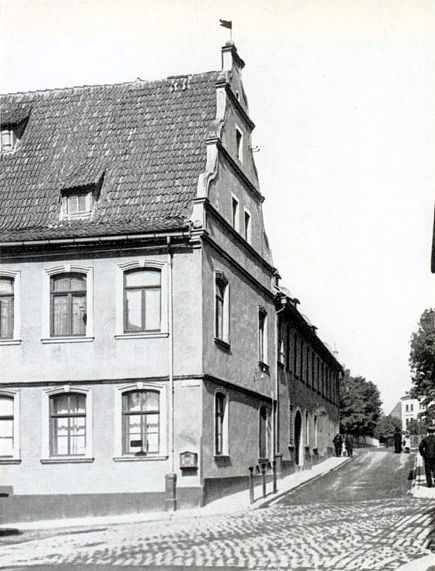
Lebküchnerhaus (1944 zerstört). Blick von der Wolfsgasse in die Neutorstraße
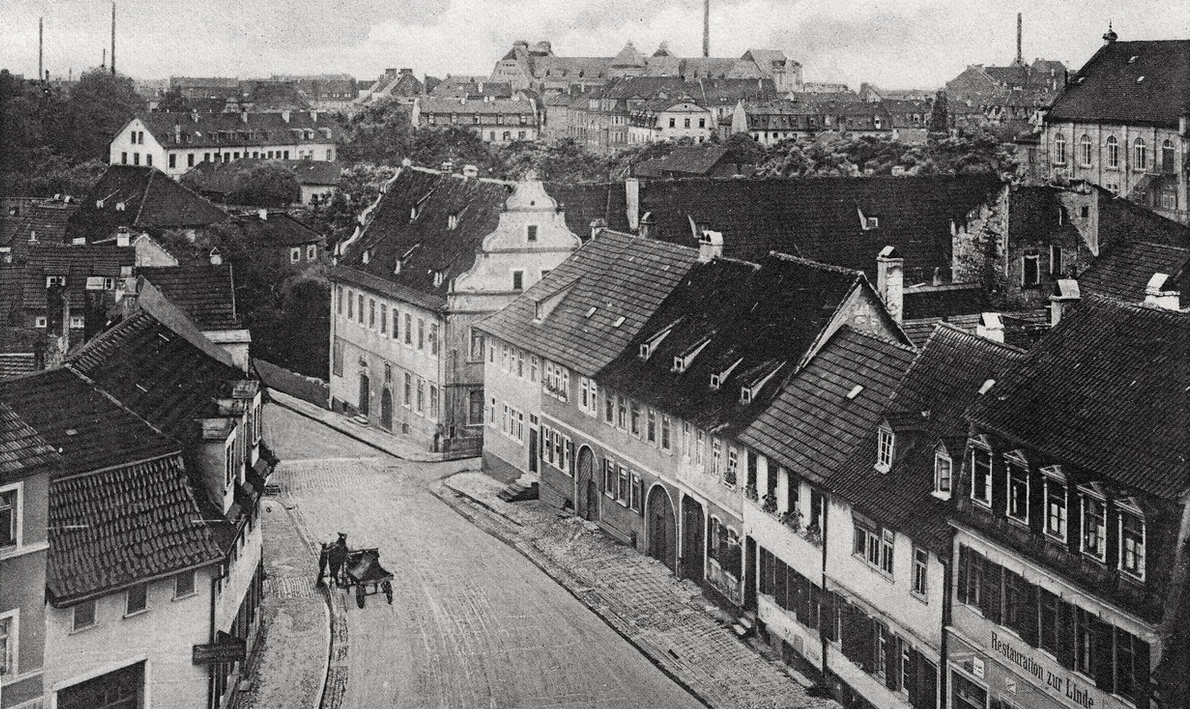
Lebküchnerhaus mit Weinkellerei (Mitte). Blick vom Zeughausplatz Richtung Hadergasse

### Jägersbrunnen
Der Jägersbrunnen ist ein langgezogener Platz, der im baulichen Sinne nie ein Altstadtgebiet war, einstmals nur am Rande der Altstadt lag und sich ab den 1960er Jahren zu einem Citygebiet entwickelte. Er hieß An der Scheuer (belegt 1599) und zuvor Neben dem Judenkirchhof, da sich dort bis 1554 ein jüdischer Friedhof befand. Quer über den westlichen Bereich des heutigen Jägersbrunnens liefen die Befestigungsanlagen der Stadtmauer. Spätestens 1898 wurde auf der Nordseite eds Platzes die dreigeschossige und im letzten Krieg zerstörte Markthalle fertiggestellt. Auf der Südseite stand unter anderem die im Krieg schwer beschädigte Barthelsvilla.
Siehe auch: Schweinfurter Stadtbefestigung und Ringanlagen, Hirtenturm/Warenhaus Horten und C&A

Jägersbrunnen
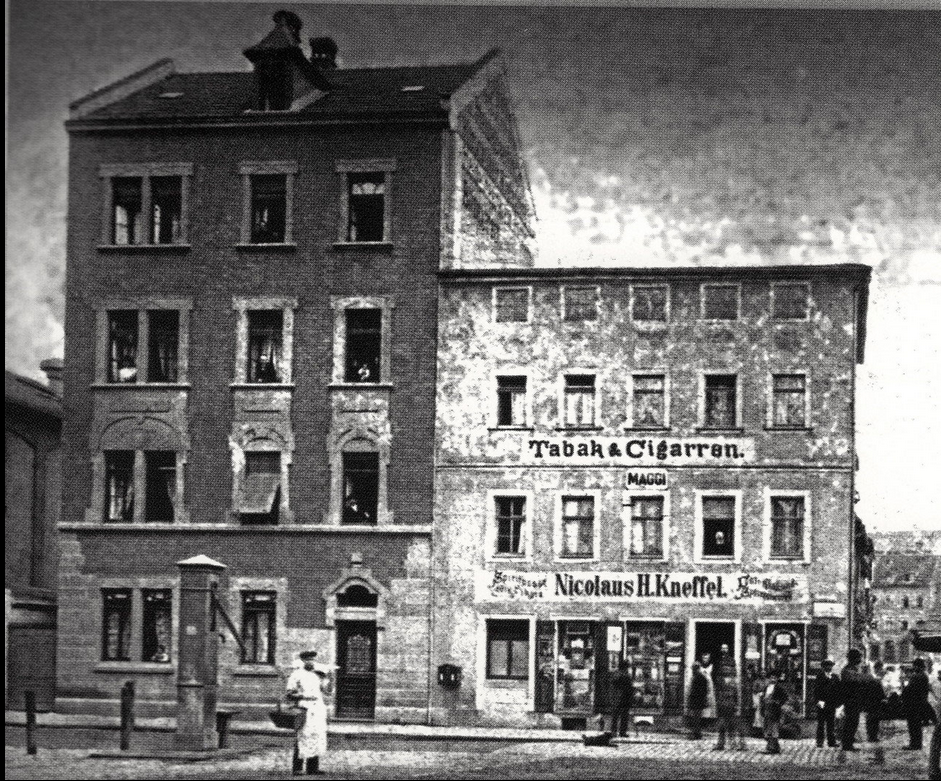
Ostseite. Vorne links der namensgebende Jägersbrunnen (beide Gebäude blieben erhalten). Anfang 20. Jahrhundert
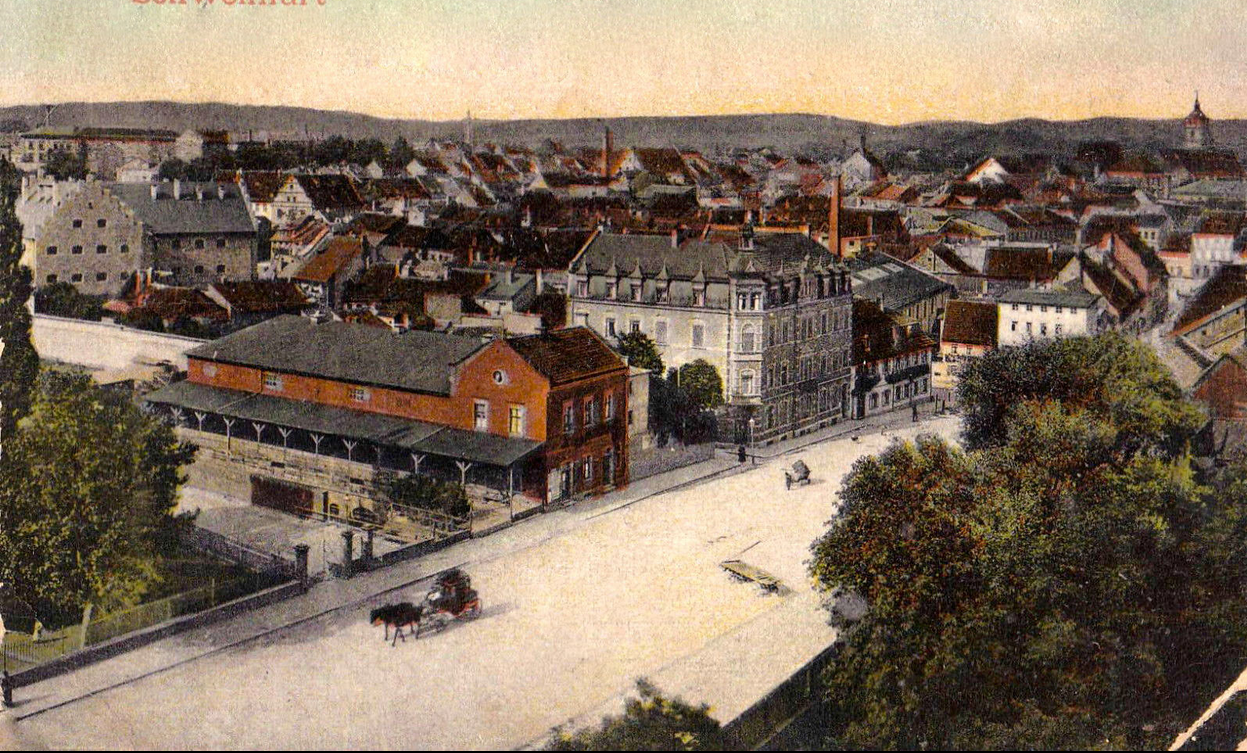
Nordseite. Markthalle (großer grauer Bau). Rechts (an den Bäumen) stand einst die Barthelsvilla, danach war hier 60 Jahre Horten/Galeria Kaufhof (1964–2024). Um 1900
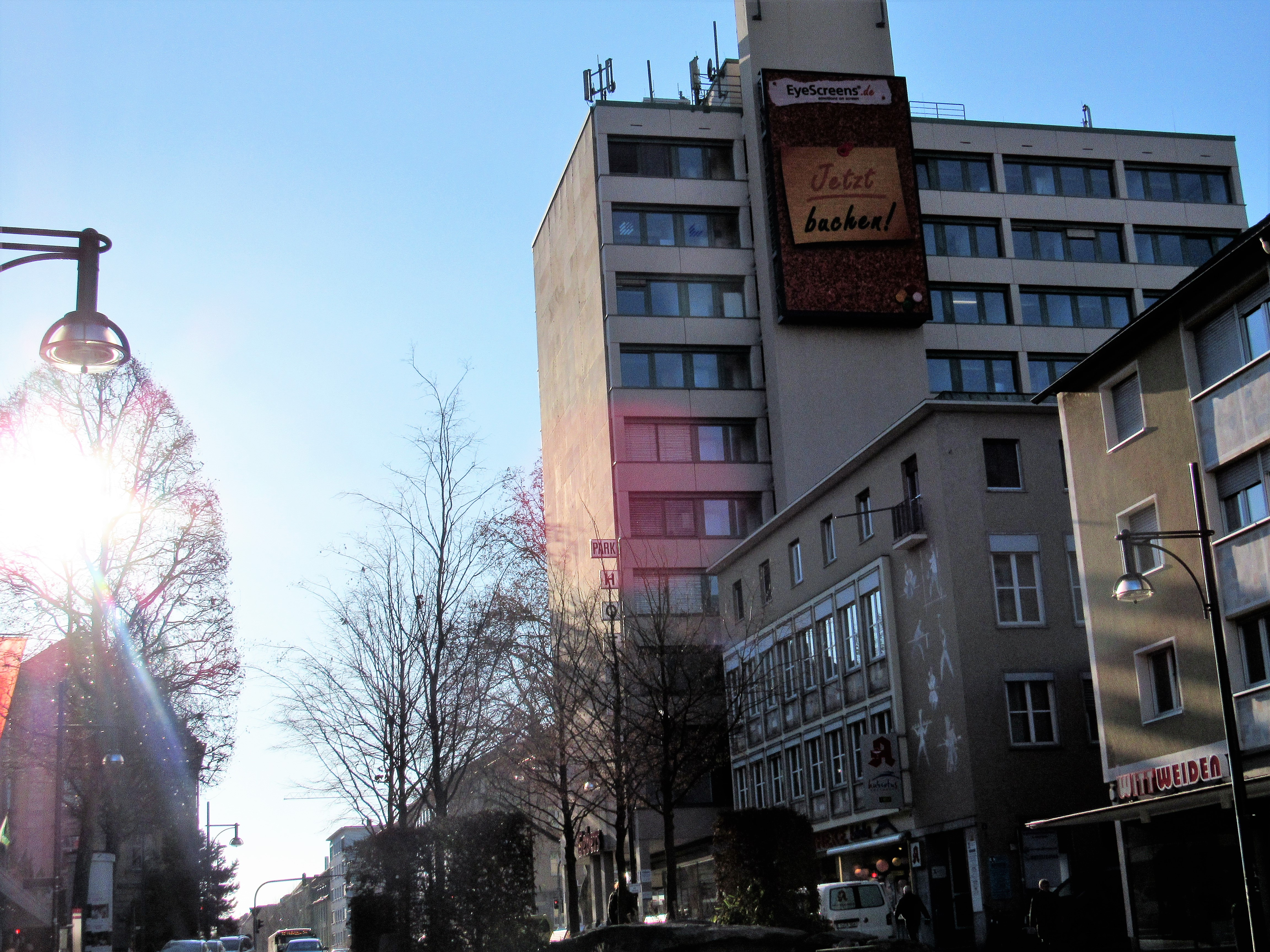
Nordseite. Iduna-Hochhaus mit Medienwand. Vorne rechts Einmündung der Hirtengasse. 2017

## Videos
- Julius-Maximilians Universität Würzburg: Stadt im Mittelalter (Entstehung der Städte) (07:13)
- Filmtank Hamburg, Koproduktion mit SWR/arte: Die Entdeckung der mittelalterlichen Stadtplanung. Doku von 2004 (52:03)
- maaswater15: Germany: The City of Schweinfurt (Bilder der Schweinfurter Altstadt aus amerikanischer Sicht) (06:35)